# Nintendo
Nintendo K.K. (japanisch 任天堂株式会社, Nintendō kabushiki-gaisha, englisch Nintendo Co., Ltd.) ist ein japanischer Hersteller und Verleger von Videospielen und Spielkonsolen. Ursprünglich als Spielkartenmanufaktur im Jahr 1889 von Fusajirō Yamauchi in Kyōto gegründet, stieg Nintendo in den 1970er Jahren in den Videospielmarkt ein, brachte in den 1980er Jahren mit dem Nintendo Entertainment System seine erste selbst produzierte TV-Videospielkonsole mit wechselbaren Modulen auf den Markt und wurde in den 1990er Jahren zu einem Weltkonzern sowie zum Marktführer für Handhelds. Das Nintendo DS war mit 154,02 Millionen verkauften Einheiten die erfolgreichste Handheld-Konsole, die jemals verkauft wurde, sowie die erfolgreichste Konsole des Unternehmens Nintendo.
Nintendo unterhält weltweit sieben Hauptstandorte. Der europäische Hauptstandort des Unternehmens, Nintendo of Europe, befindet sich seit 2014 in Frankfurt am Main, nachdem Nintendo seine Niederlassung in Großostheim aufgab.
Von 1949 bis 2002 stand Hiroshi Yamauchi, der Urenkel des Firmengründers, 53 Jahre lang an der Spitze des Unternehmens und prägte es grundlegend. Ihm folgte als Präsident Satoru Iwata, der den Konzern weiter festigen konnte. 2015 starb Iwata unerwartet nach kurzer Krankheit und der Konzern wurde übergangsweise von Shigeru Miyamoto und Genyo Takeda vertreten. Nach einer kurzen Amtszeit von Tatsumi Kimishima ist seit dem 28. Juni 2018 Shuntarō Furukawa der sechste Präsident des Unternehmens.
Weltbekannt ist Nintendo für seine Handheld-Konsolen wie den Game Boy oder den Nintendo DS, seine stationären Spielkonsolen wie das Nintendo Entertainment System (abgekürzt NES) oder die Wii und die hybriden Spielkonsolen Nintendo Switch und Nintendo Switch 2. Figuren aus The Legend of Zelda und Donkey Kong werden mit Nintendo identifiziert. Die Hauptfigur aus dem Super-Mario-Franchise wurde das Maskottchen des Konzerns. Weiterhin ist Nintendo für die Spielserie Metroid und das Pokémon-Franchise bekannt.
Insgesamt wurden bis 2023 weltweit über 850 Millionen Spielkonsolen von Nintendo verkauft, für die zusammengenommen mehr als 5,75 Milliarden Spiele verkauft wurden.
Nintendos verbliebene Hauptkonkurrenten sind Sonys PlayStation und Microsofts Xbox. Den Wettbewerb mit Nintendo gab Sega nach seiner Dreamcast bereits Ende der 1990er Jahre auf und veröffentlichte später Spiele auf den Nintendo-Konsolen. Nintendos Konkurrenten erwiesen sich oft als technisch überlegen, jedoch legte der Konzern schon seit Beginn seines Konsolengeschäfts seinen Schwerpunkt auf attraktive, familienfreundliche Software, die zusammen mit vergleichsweise günstiger Hardware erworben werden kann.

## Name
Der Name „Nintendo“ besteht aus den drei Schriftzeichen 任 nin für „Pflicht, Aufgabe, Verantwortung“; 天 ten für „Himmel“ und 堂 dō für „Tempel, Halle“. Nintendo selbst übersetzt den Namen mit „Lege das Glück in die Hände des Himmels“.

## Geschichte

### 1889–1970

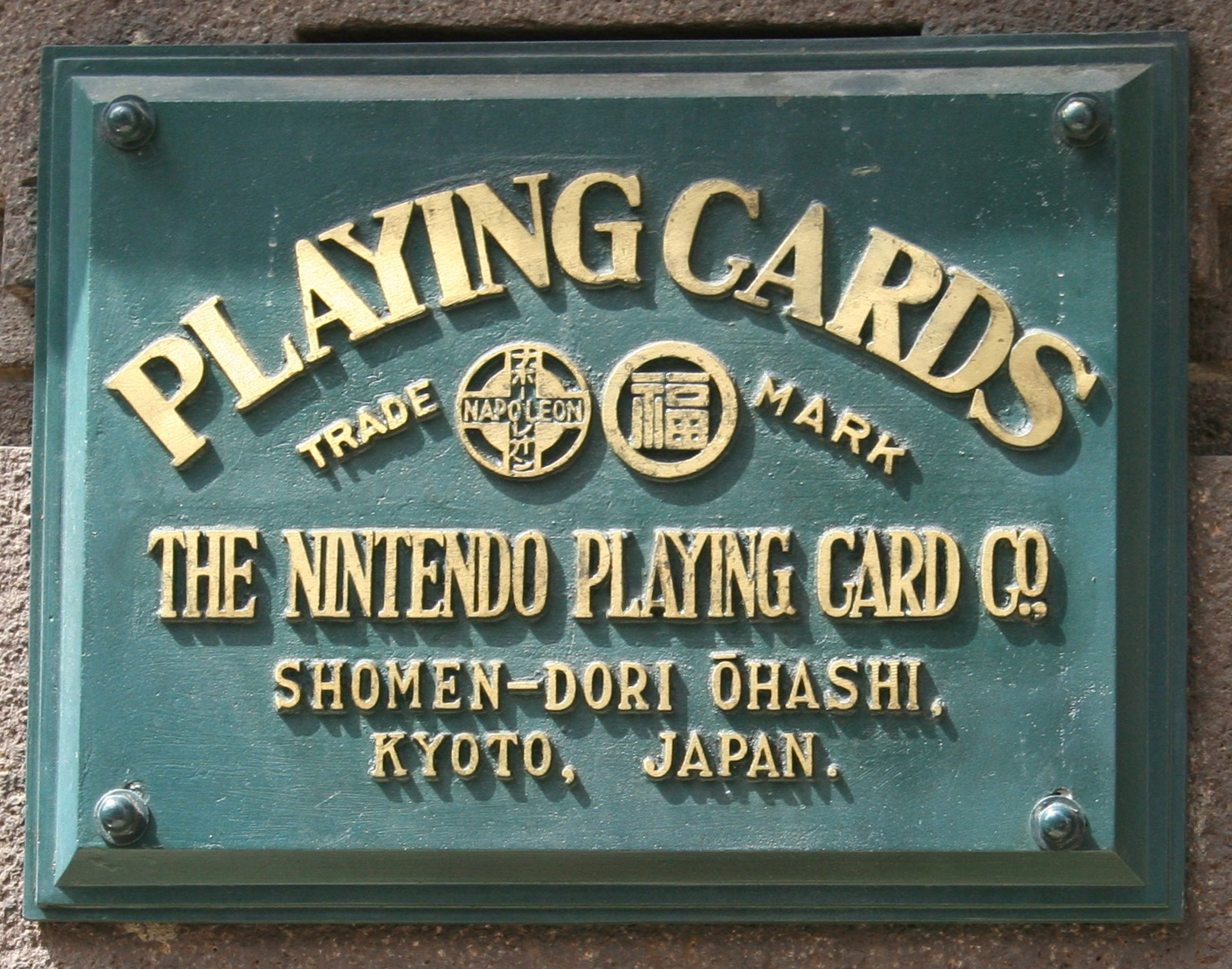
Firmenschild am einstigen Sitz von Nintendo in Kyōto

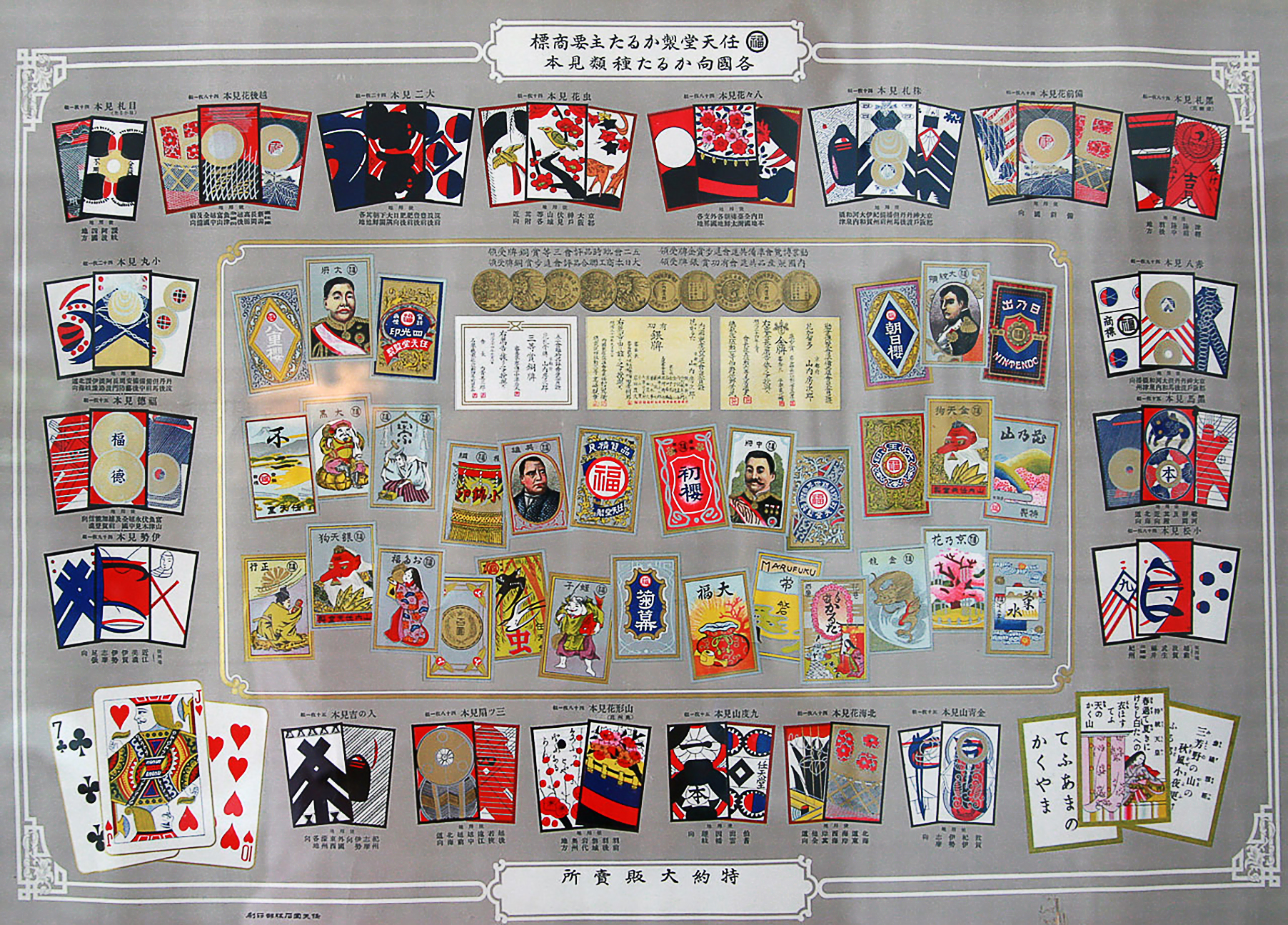
Übersicht der von Nintendo produzierten Spielkarten aus der späten Meiji-Zeit

Am 23. September 1889 wurde Nintendo von Fusajirō Yamauchi gegründet. Zu Beginn produzierte das Unternehmen zunächst ausschließlich die traditionellen japanischen Hanafuda-Spielkarten. Nintendo wurde in diesem Segment schnell Marktführer in Japan.
Fusajirō Yamauchi ging 1929 in den Ruhestand und überließ Nintendo seinem Schwiegersohn Sekiryō Yamauchi, der ursprünglich Sekiryō Kaneda hieß, nach Aufforderung durch Fusajirō aber den Namen Yamauchi annahm. Er benannte das Unternehmen in Yamauchi Nintendō (合名会社山内任天堂, Gōmei-gaisha ~, „Yamauchi-Nintendō OHG“) um. Um den Vertrieb der Hanafuda-Karten im Ausland zu ermöglichen, gründete Sekiryō Yamauchi im Jahr 1947 eine neue Gesellschaft, die K.K. Marufuku (株式会社丸福, „Marufuku AG“) – ab 1949 K.K. Marufuku Karuta Hanbai (株式会社丸福かるた販売, „Kartenspielvertrieb Marufuku AG“) und ab 1950 Nintendō Karuta K.K. (任天堂かるた株式会社, „Nintendō-Spielkarten AG“). 1951 wurde die Kartenproduktion von Yamauchi Nintendō mit dem Vertrieb von Nintendō Karuta zum Unternehmen Nintendō Koppai K.K. (任天堂骨牌株式会社, engl. Nintendo Playing Card Co., Ltd.) zusammengelegt.
Wegen zurückgehender Umsätze und des schlechten Images der Hanafuda-Karten orientierte sich Nintendo unter Yamauchi neu. So wurde ein Vertrag mit Disney über die Vermarktung von Spielkarten mit Disney-Motiven ausgehandelt. Um weitere Firmenzweige aufzubauen, experimentierte Nintendo zwischenzeitlich auch mit Instant-Reis und der Gründung eines Taxiunternehmens, besann sich jedoch schließlich wieder auf sein Kerngeschäft. 1963 benannte Hiroshi Yamauchi das Unternehmen in Nintendō K.K. (任天堂株式会社, engl. Nintendo Co., Ltd.) um.
Nach dem Eintritt Gunpei Yokois im Jahr 1969 begann Nintendo damit, neben den Karten auch anderes Spielzeug herzustellen. Dazu gehörten die bekannte Ultra-Hand, aber auch Liebestest-Automaten. Nintendo verkaufte von erstgenanntem Spielzeug rund 1,2 Millionen Exemplare. Im Laufe der Zeit produzierte Nintendo mit unterschiedlichem Erfolg noch weitere Spielzeuge.

### 1970–1983
Zu Beginn der 1970er-Jahre widmete Nintendo sich dem entstehenden Markt für Videospiele. Neben der Herstellung von Arcade-Spielen versuchte sich Nintendo auch früh mit fernsehbasierten Kopien amerikanischer Spielkonsolen, die ohne austauschbare Module auskamen.
Die ersten Konsolen von Nintendo wurden im Juni 1977 ausschließlich in Japan unter den Namen Color TV Game 6 und Color TV Game 15 auf den Markt gebracht. Es folgten fünf weitere Konsolen, der Racing Game Color TV 112, das Color TV Game Block Kuzushi, die sehr unbekannte Variante Color TV Game Stuck Monushi und das Computer- und TV-Game. Da es Nintendo zu teuer war, Mikroprozessoren selbst herzustellen, kaufte es diese vom Unternehmen Mitsubishi. Diese Konsolen waren ein kleiner Erfolg und ließen das Unternehmen in diesem Marktsegment bekannter werden.
Durch diesen Erfolg ermutigt, begann Hiroshi Yamauchi mit seiner Tochter und seinem Schwiegersohn Minoru Arakawa eine Expansion in die USA, mit dem Ziel, dort eine Tochtergesellschaft aufzubauen. Nintendo of America wurde schließlich 1979 gegründet. Ursprünglich wurde das Hauptquartier in New York City im Bundesstaat von New York errichtet, wurde aber 1982 nach Redmond in der Nähe von Seattle verlegt.
1980 wurden die von Gunpei Yokoi entwickelten Nintendo Game & Watches herausgebracht. Die kleinen elektronischen Spielgeräte, die auch in kleinen Taschen Platz fanden, wurde weltweit ein großer Erfolg. Heute werden bestimmte Versionen der Game & Watches unter Sammlern zu Preisen von 500 Dollar oder mehr verkauft. 1981 erschien mit dem Arcade-Spiel Donkey Kong das erste Spiel des heute weltbekannten Spieledesigners Shigeru Miyamoto.
1983 baute Nintendo eine weitere Niederlassung und gründete ein Tochterunternehmen in Vancouver, Kanada. Im gleichen Jahr konnte Nintendo of America den Umsatz auf 10 Millionen US-Dollar steigern. Im Juli 1983 ging Nintendo in Tokio an die Börse.

### 1983–1989

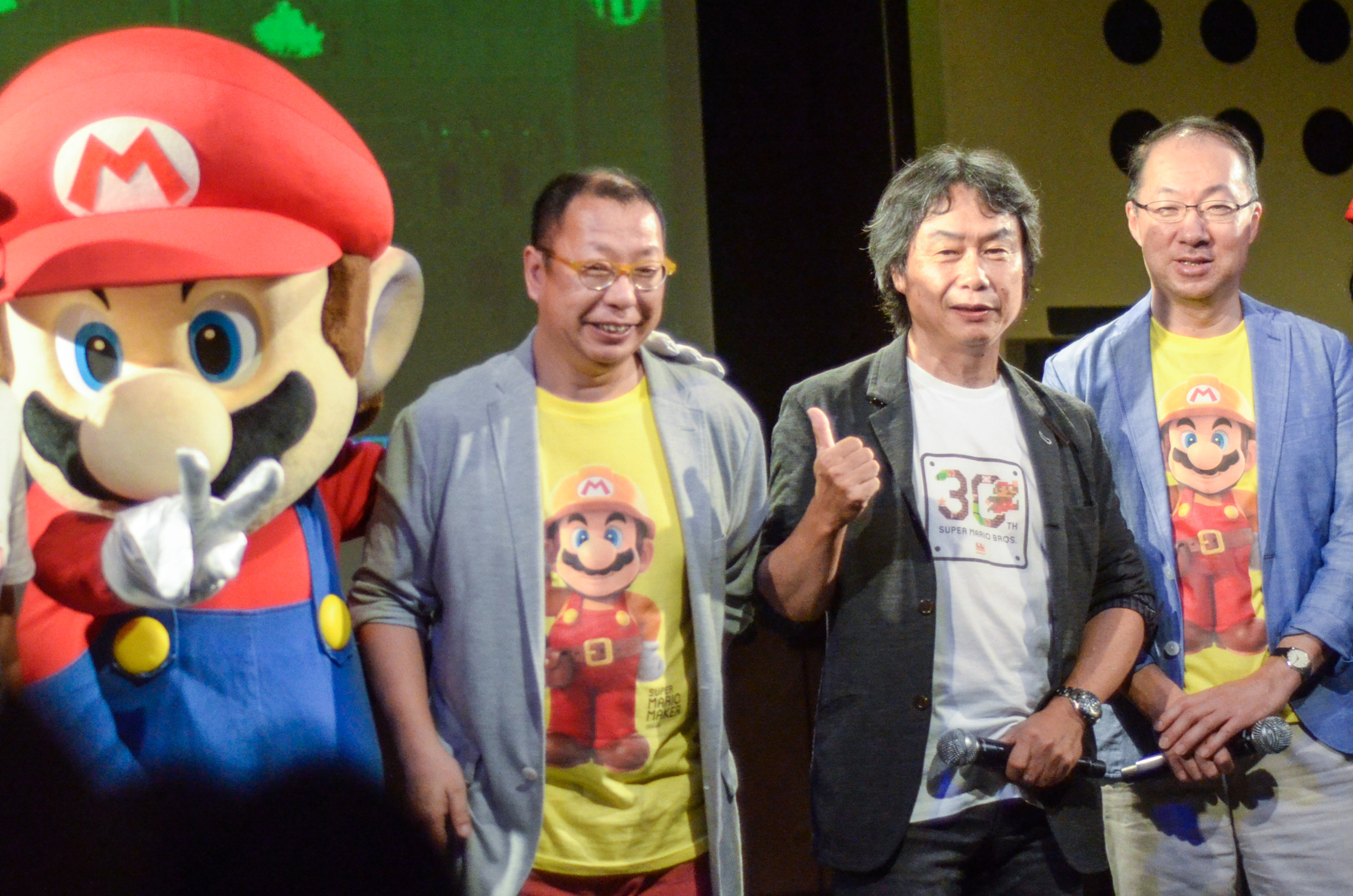
Takashi Tezuka (links), Shigeru Miyamoto (in der Mitte), Kōji Kondō (rechts) und Mario (ganz links) am 13. September 2015 auf dem Super Mario 30th Anniversary Festival in Shibuya, Tokio

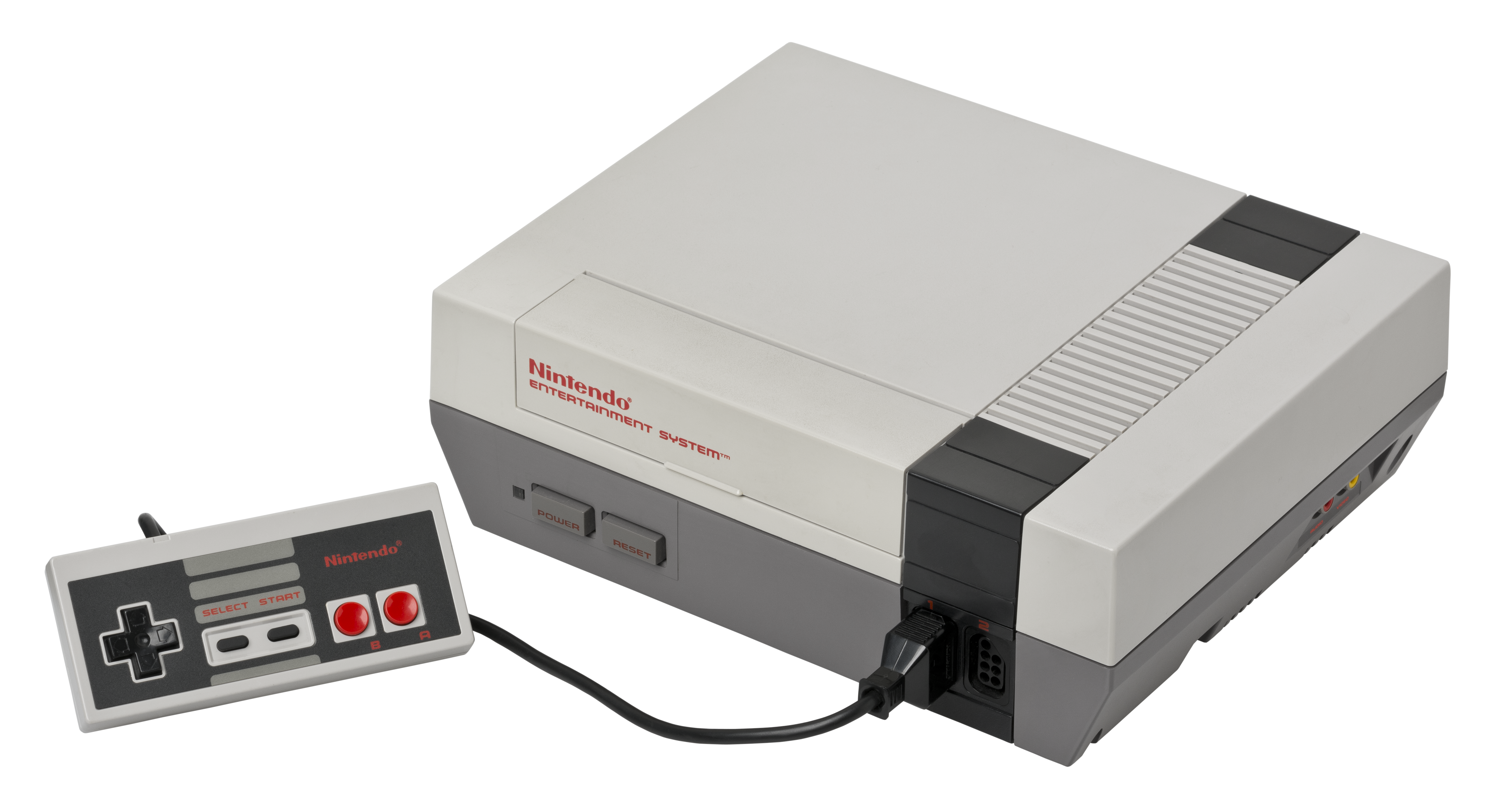
Das Nintendo Entertainment System mit dazugehörigem Controller

Im Jahr 1983 brachte Nintendo in Japan den Nintendo Family Computer (kurz Famicom) heraus, welcher ab 1985 auch in Amerika und Europa unter dem Namen Nintendo Entertainment System (kurz NES) vermarktet wurde. Auf diese Idee war Yamauchi durch den Erfolg der amerikanischen Spielekonsole VCS 2600 von Atari gebracht worden. Sein Ziel war eine Konsole, basierend auf dem amerikanischen Prinzip, aber günstig im Verkauf anzubieten, die durch austauschbare Module niemals langweilig werden sollte.
Zusammen mit dem NES wurde auch der Grundstein für anhaltend erfolgreiche Spieleserien gelegt; Metroid, Super Mario Bros. und The Legend of Zelda feierten ihre Debüts auf dem NES und verkauften sich millionenfach. Auch die Konsole war ein großer Erfolg, durch den es sogar zu Engpässen bei Prozessoren kam.

### 1989–1995

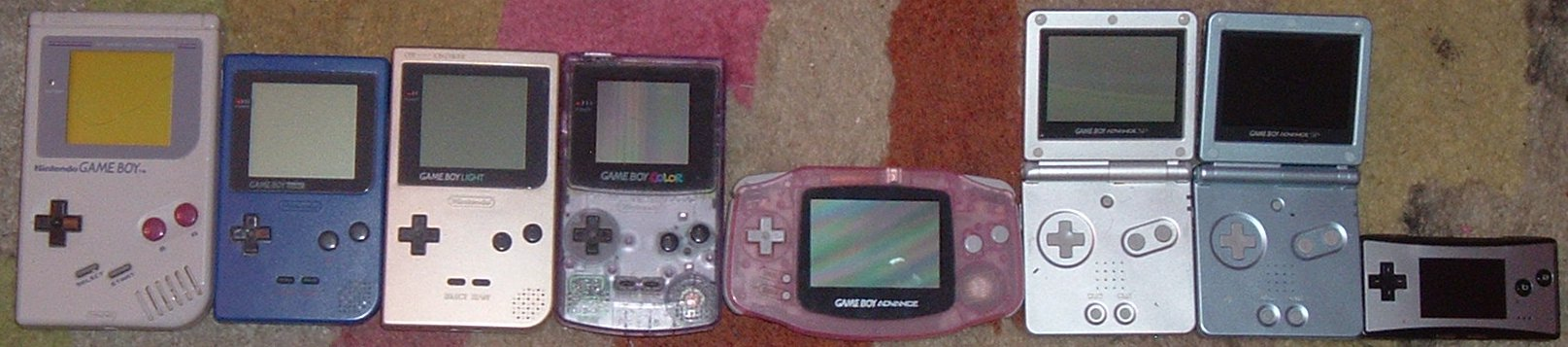
Alle verschiedenen Game-Boy-Varianten chronologisch von links nach rechts

Durch eine Entwicklung von Gunpei Yokoi landete Nintendo seinen bis dahin größten Erfolg: 1989 erschien der Game Boy zusammen mit dem Spiel Tetris. Durch seine Handlichkeit, die hervorragende Batterielaufzeit sowie eine große Auswahl an hochwertigen Spielen wurde der Game Boy zum Inbegriff der Handheld-Konsole und wird auch heute noch als Synonym für mobile Spielgeräte genutzt. Konkurrenzprodukte wie der Sega Game Gear oder der Atari Lynx waren zwar technisch stärker ausgestattet, jedoch deutlich teurer und konnten die Vormachtstellung Nintendos auf dem mobilen Videospielmarkt nicht gefährden.

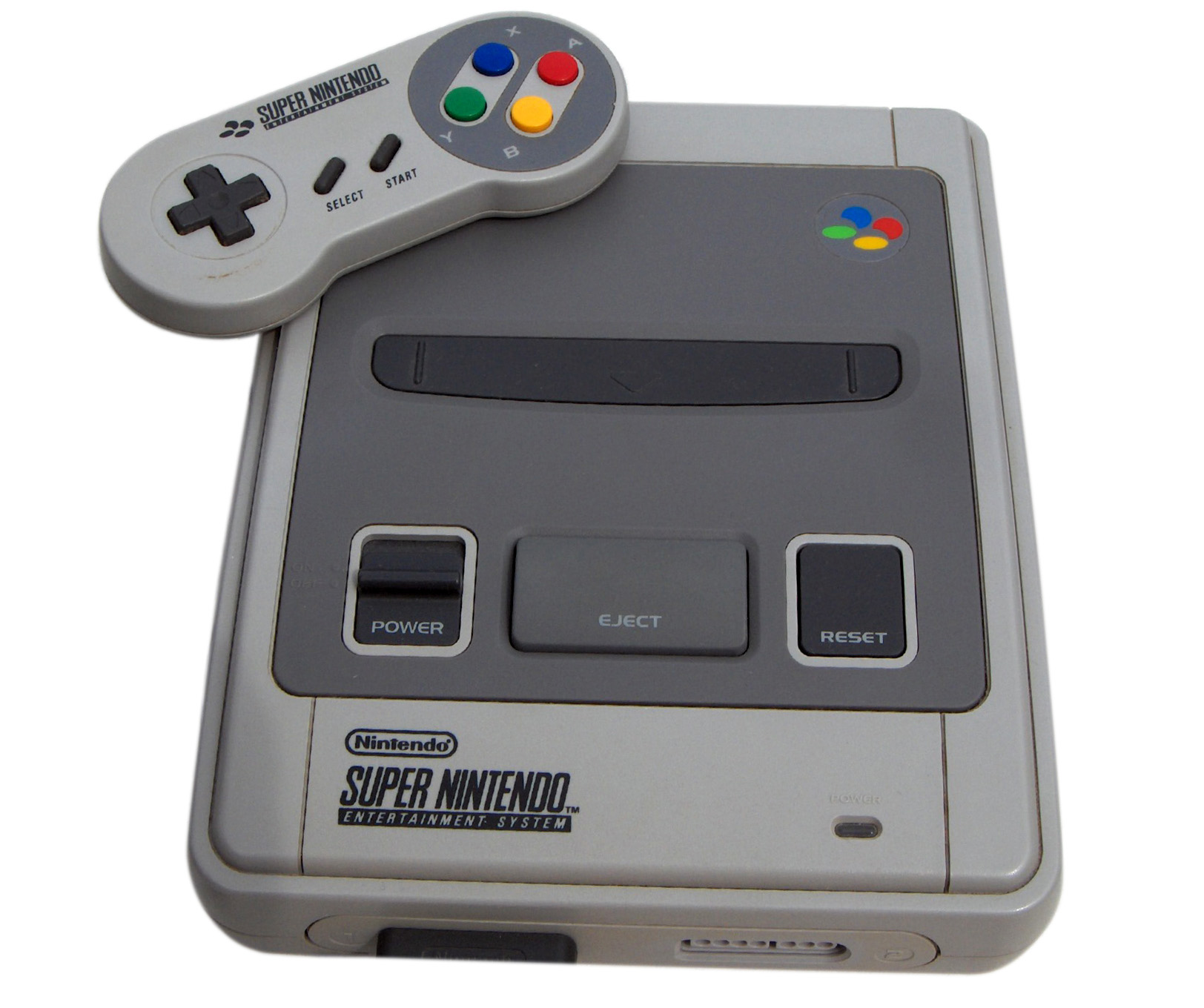
Das SNES mit dazugehörigem Controller

Mit der Veröffentlichung des SEGA Mega Drive im Jahre 1988 endete allerdings Nintendos alleinige Marktbeherrschung des Heimkonsolensektors. Vor allem in Nordamerika konnte Sega, dessen amerikanische Niederlassung oft unabhängig von Sega Japan agierte, große Marktanteile im „Konsolenkrieg“ erringen. Nintendo benötigte zwei Jahre, um mit dem Super Nintendo Entertainment System, kurz SNES, nachziehen zu können. Zur Markteinführung war das SNES allerdings noch nicht sehr erfolgreich, da sich das NES immer noch gut verkaufte. Den Erfolg verdankt die ältere Konsole auch dem Spiel Super Mario Bros. 3, welches mehr als 15 Millionen Mal abgesetzt wurde. Erst mit der Veröffentlichung in Europa 1992 und durch Spiele wie F-Zero oder Super Mario Kart, durch die das SNES seine leichte technische Überlegenheit ausspielen konnte, gelang es der Konsole sich mehr und mehr durchzusetzen. Nachdem SEGA mit dem Mega-CD ein CD-Laufwerk für das Mega Drive auf den Markt gebracht hatte, wollte Nintendo nachziehen: In Zusammenarbeit mit Sony sollte auch das SNES ein CD-Laufwerk erhalten; projektierter Name der neuen Konsole war „Super Nintendo Play Station“. Die Partnerschaft zerbrach allerdings im Jahr 1993, nachdem Nintendo erfuhr, dass Sony so alle Markenrechte erhalten würde, woraufhin Sony die Konsole alleine weiterentwickelte und schließlich als Sony PlayStation auf den Markt brachte. Nintendo unternahm einen weiteren Versuch zur Entwicklung eines CD-Laufwerkes für das SNES mit Philips als Partner, doch auch dieses Projekt scheiterte. Als Resultat dieser Partnerschaft erschienen für die damalige Philips-Konsole CD-i mehrere Titel mit den Nintendo-eigenen Charakteren Mario und Zelda. Die Qualität dieser Titel konnte jedoch nicht an die von Nintendo gewohnten Standards heranreichen; dennoch war dies der einzige Fall, in dem Nintendo eigene Charaktere für eine fremde Konsole lizenzieren ließ.

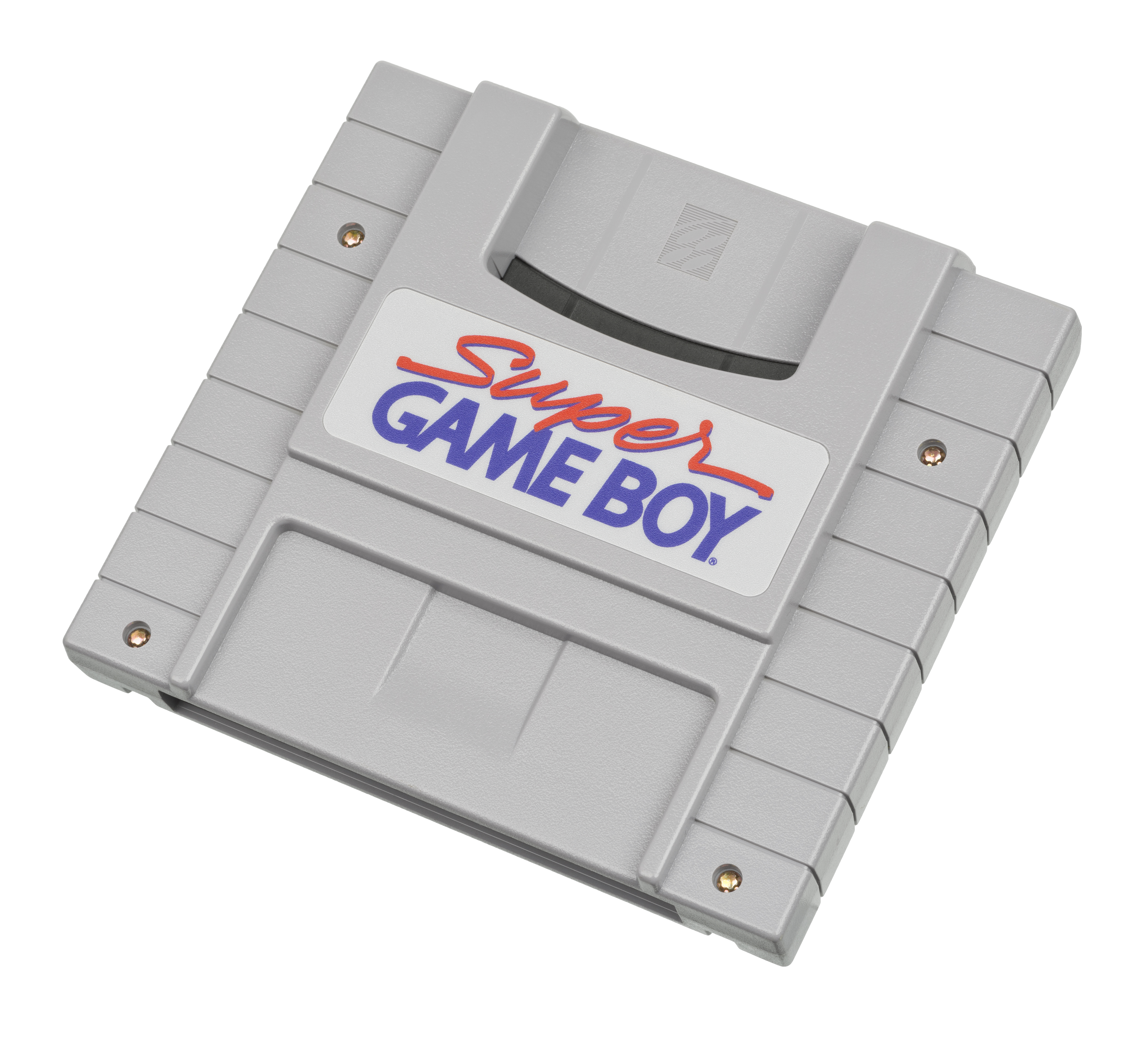
Amerikanische Variante des Super Game Boy

1994 wurde der Super Game Boy veröffentlicht. Dieser ermöglicht es Game-Boy-Spiele auf dem SNES zu spielen.
Nach der Abkehr vom CD-Laufwerk kündigte Nintendo schließlich unter dem Projektnamen „Project Reality“ eine gänzlich neue Konsole an.
Die bekannten Spieleserien wurden auf dem SNES mit Titeln wie Super Mario World, The Legend of Zelda: A Link to the Past, Super Metroid, Super Mario World 2: Yoshi’s Island und drei Teilen von Donkey Kong Country weiter ausgebaut und um Ableger wie Super Mario Kart ergänzt.

### 1995–2001

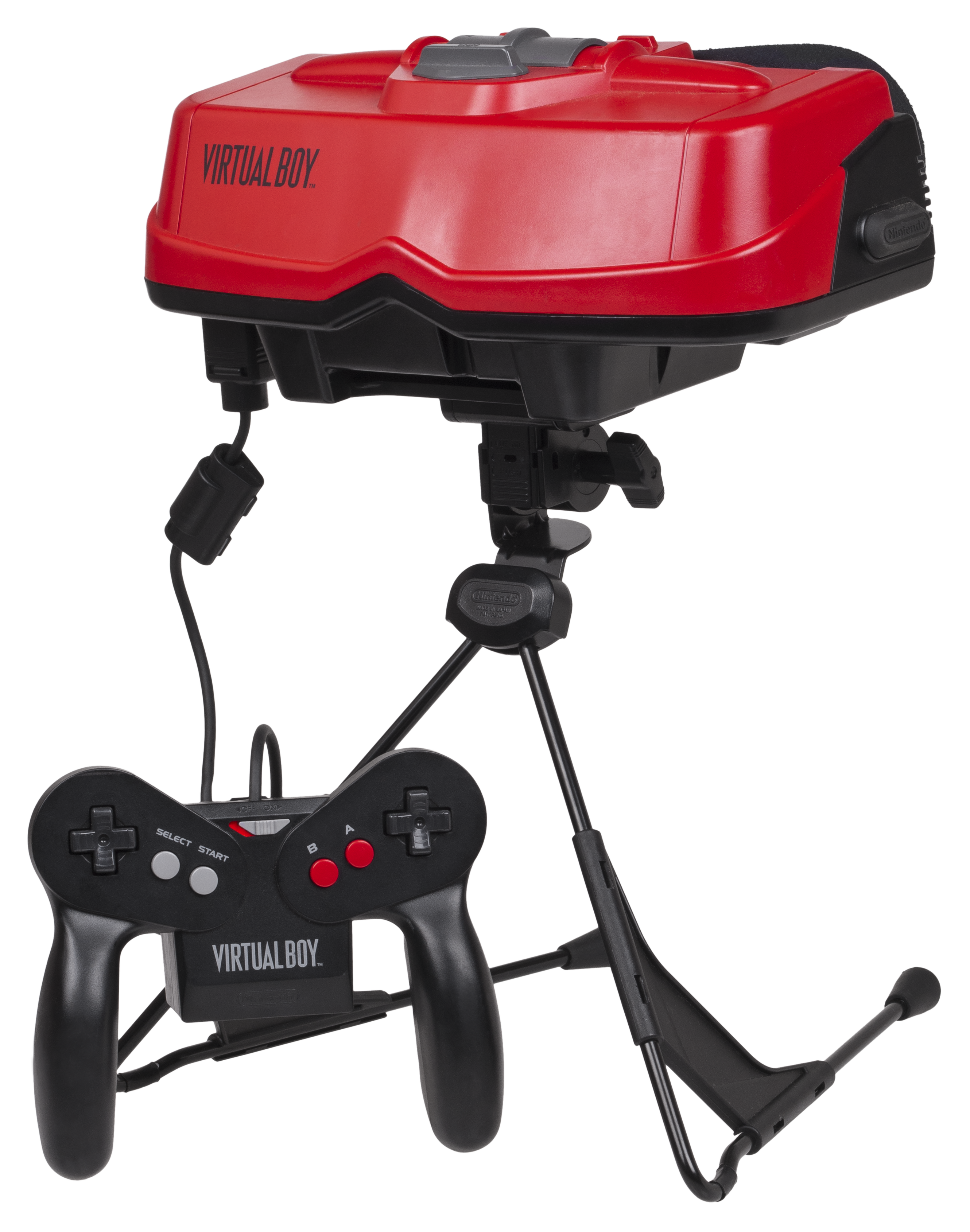
Der Virtual Boy mit dazugehörigem Controller

1995 erschien der Virtual Boy, welcher einer Tauchmaske ähnelte, in welcher zwei Bildschirme angebracht sind. Jedes Auge nimmt dabei ein anderes, leicht versetztes Bild wahr, wodurch ein real wirkender 3D-Effekt erzeugt wird. Ursprünglich als tragbare Konsole gedacht, war der Apparat jedoch zu schwer und unpraktisch. Zudem wurden lediglich eine Handvoll Spiele entwickelt. In seiner gesamten Lebensspanne wurden vom Virtual Boy nur etwa 140.000 Stück abgesetzt.

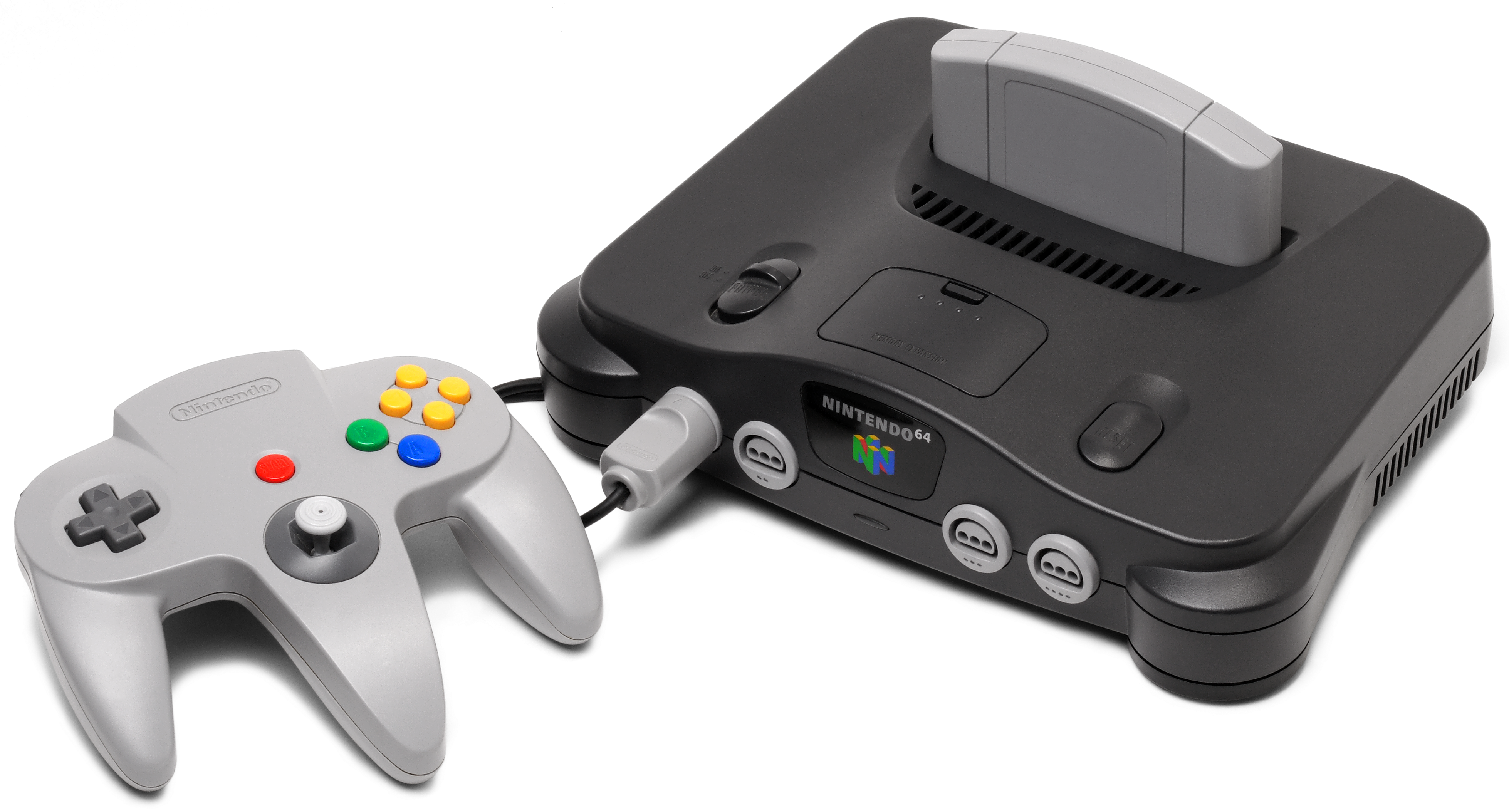
Das Nintendo 64 mit dazugehörigem Controller

Das „Project Reality“, auch als „Ultra 64“ bezeichnet, erschien schließlich im Jahr 1996 unter dem Namen Nintendo 64 (N64) in Japan und den USA; Europa folgte 1997. Zu diesem Zeitpunkt hatte sich Sony mit der PlayStation allerdings bereits die Marktführerschaft gesichert, wohingegen der Sega Saturn sich hauptsächlich in Japan hatte etablieren können. Mit 33 Millionen verkauften Einheiten weltweit konnte sich der Nintendo 64 den zweiten Platz sichern, wobei sich Sony mit weltweit insgesamt 100 Millionen verkauften Einheiten die Marktherrschaft sicherte. Zwar erschienen mit Super Mario 64, The Legend of Zelda: Ocarina of Time und Majora's Mask und Paper Mario weitere Inkarnationen der bekannten Nintendo-Charaktere, doch ließ die Unterstützung des N64 durch andere Hersteller stark nach; Höhepunkt dieser Entwicklung war das Ausscheiden von Square Enix, da Square nicht mehr bereit war, Spiele auf einem Modul zu veröffentlichen, wie es die Nintendo-Konsolen erforderten. Square, und damit die erfolgreiche Rollenspielserie Final Fantasy wechselte exklusiv zu Sony, wodurch die PlayStation ihre Spitzenposition weiter ausbauen konnte. Auch der kleinere und handlichere Nachfolger des Game Boy, der Game Boy Pocket, konnte den Umsatzrückgang bei Nintendo nicht merklich stoppen.
Am 4. Oktober 1997 kam Game-Boy- und Metroid-Schöpfer Gunpei Yokoi bei einem Autounfall ums Leben.
Im selben Jahr veröffentlichte das Softwareunternehmen GAME FREAK Inc. das Spiel Pokémon für den Game Boy. Dieses wurde zu einem großen Erfolg und konnte die Lebensspanne des Ur-Game-Boys verlängern.
1998 veröffentlichte Nintendo den Game Boy Color, die erste Handheldkonsole des Hauses mit Farbdisplay.
Auf der Electronic Entertainment Expo 1999 kündigte Nintendo unter dem Projektnamen „Dolphin“ den Nachfolger des Nintendo 64 an.

### 2001–2004

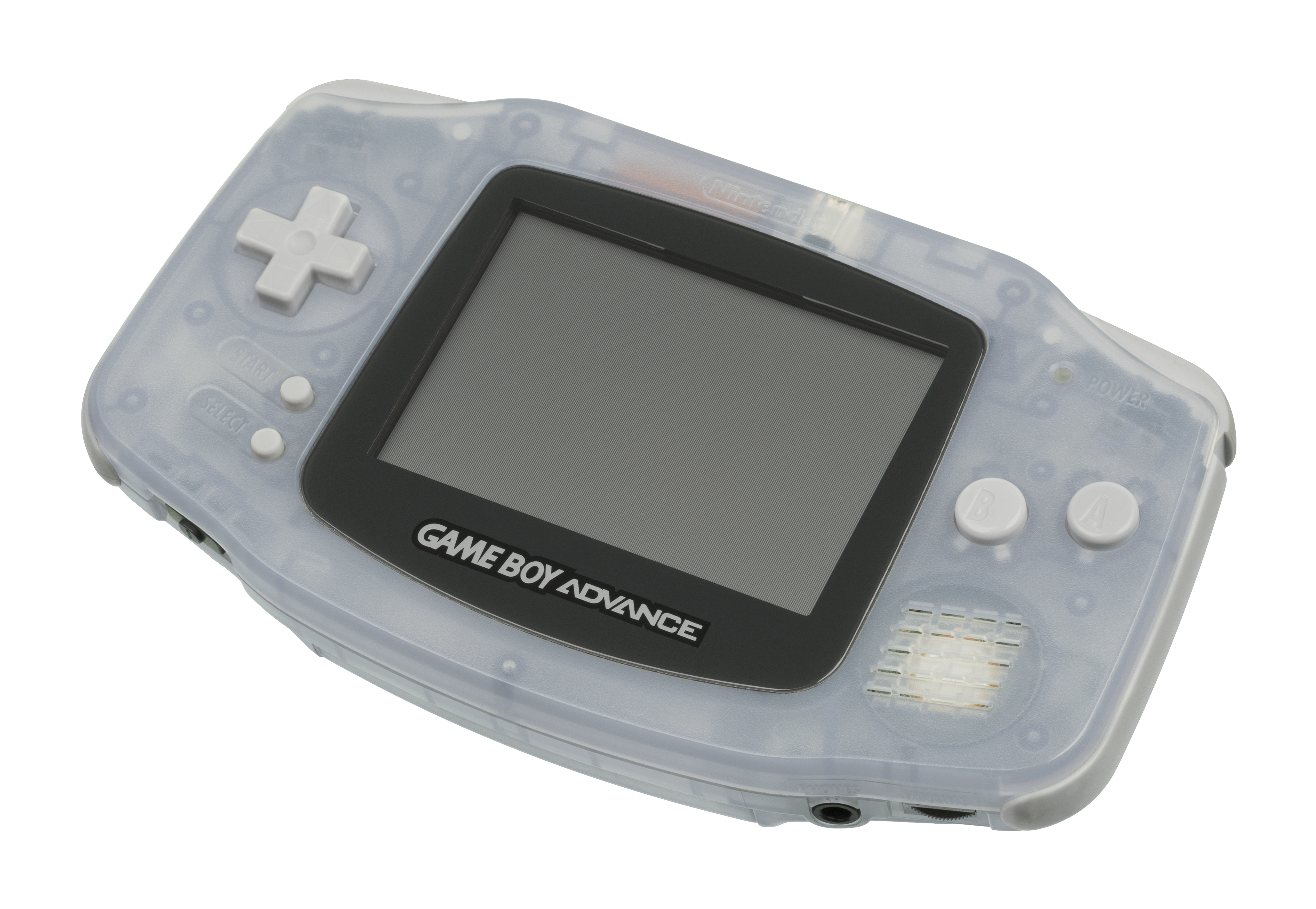
Der Game Boy Advance in transparent

Der Game Boy Advance (kurz: GBA) wurde von Nintendo 2001 als Nachfolger des sehr erfolgreichen Game Boy Color auf den europäischen Markt gebracht. Gegenüber dem klassischen Game Boy bot die Handheld-Konsole Technik auf dem Stand eines verbesserten Super Nintendos, ein größeres Display im Querformat sowie volle Abwärtskompatibilität zu Game-Boy- und Game-Boy-Color-Spielen.
Am 14. September 2001 erschien der N64-Nachfolger namens GameCube in Japan; die USA folgten im November, Europa im Mai 2002.

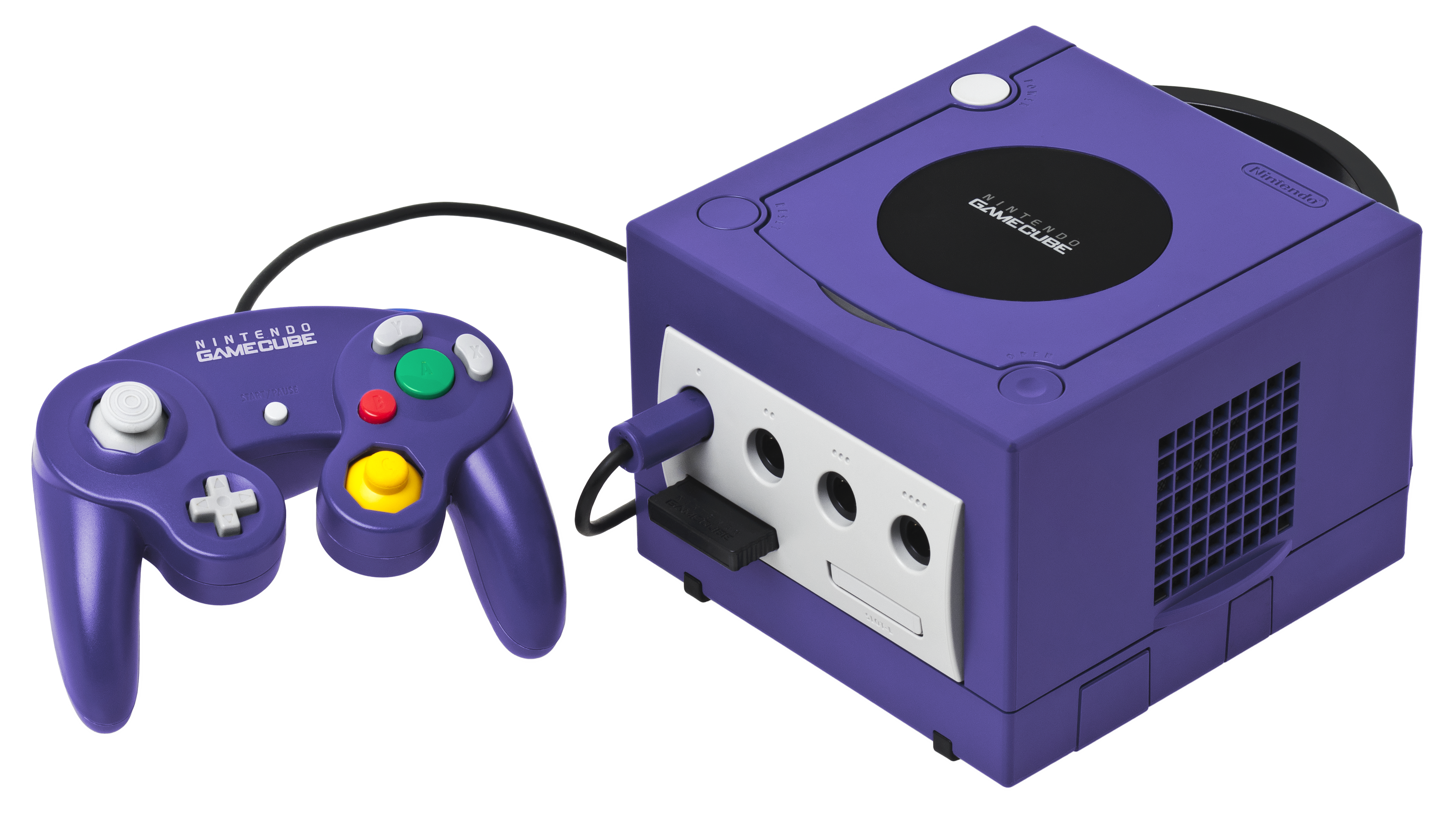
Der Nintendo GameCube mit dazugehörigen Controller

Da die Verkaufszahlen deutlich unter denen der PlayStation 2 und Microsofts Xbox lagen, erhielt das Gerät wenig Unterstützung durch Dritthersteller und erfüllte nicht die Erwartungen der Käufer. 2002 wurde das für den deutschen Markt konzipierte offizielle Club-Nintendo-Magazin eingestellt, welches bereits seit 1989 erschien.

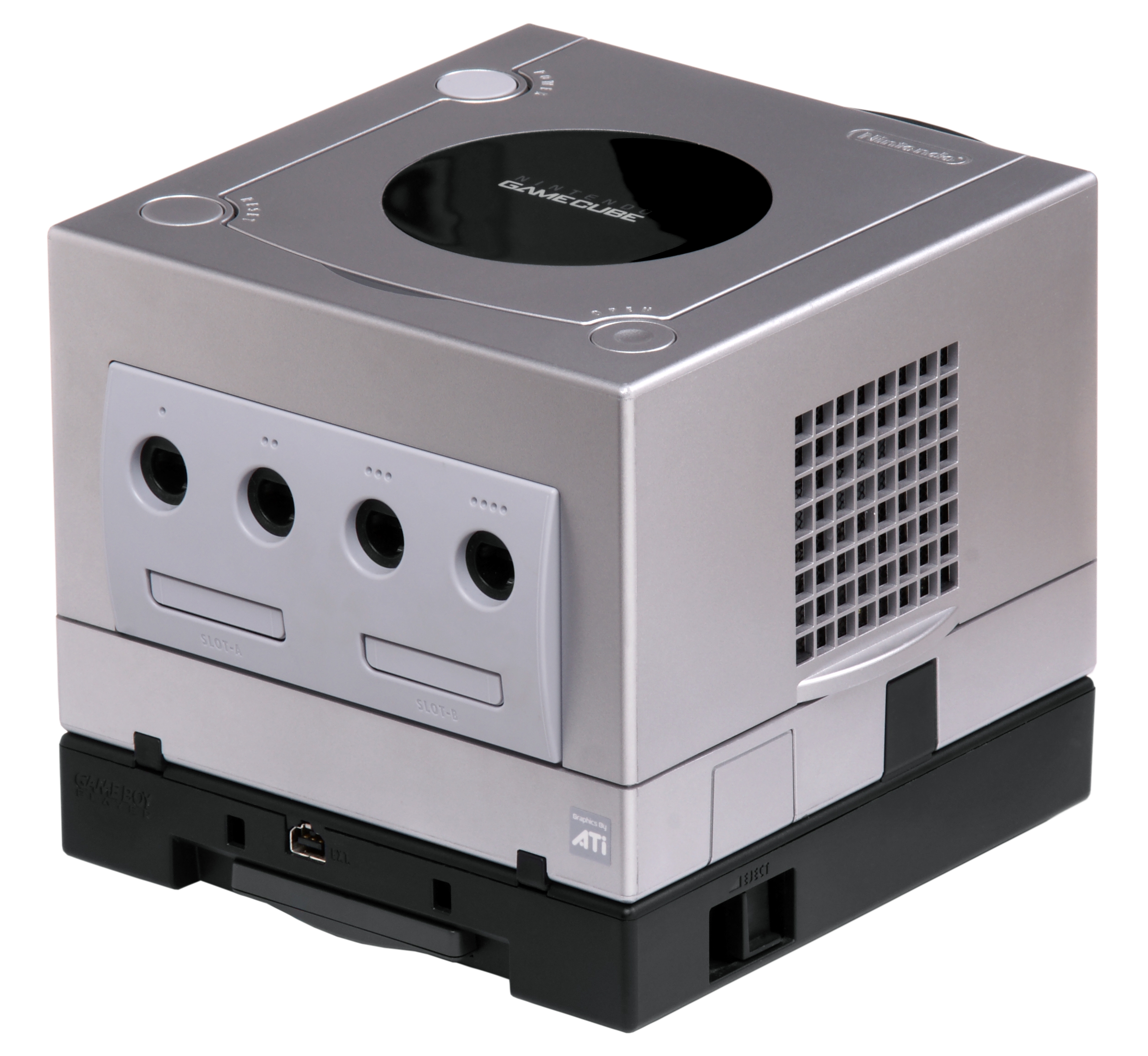
Der Nintendo GameCube mit angeschlossenem Game Boy Player

Am 20. März 2003 erschien das Game-Boy-Player-Add-on für den GameCube, womit man Game-Boy-Spiele auf dem GameCube spielen konnte.

### 2004–2009

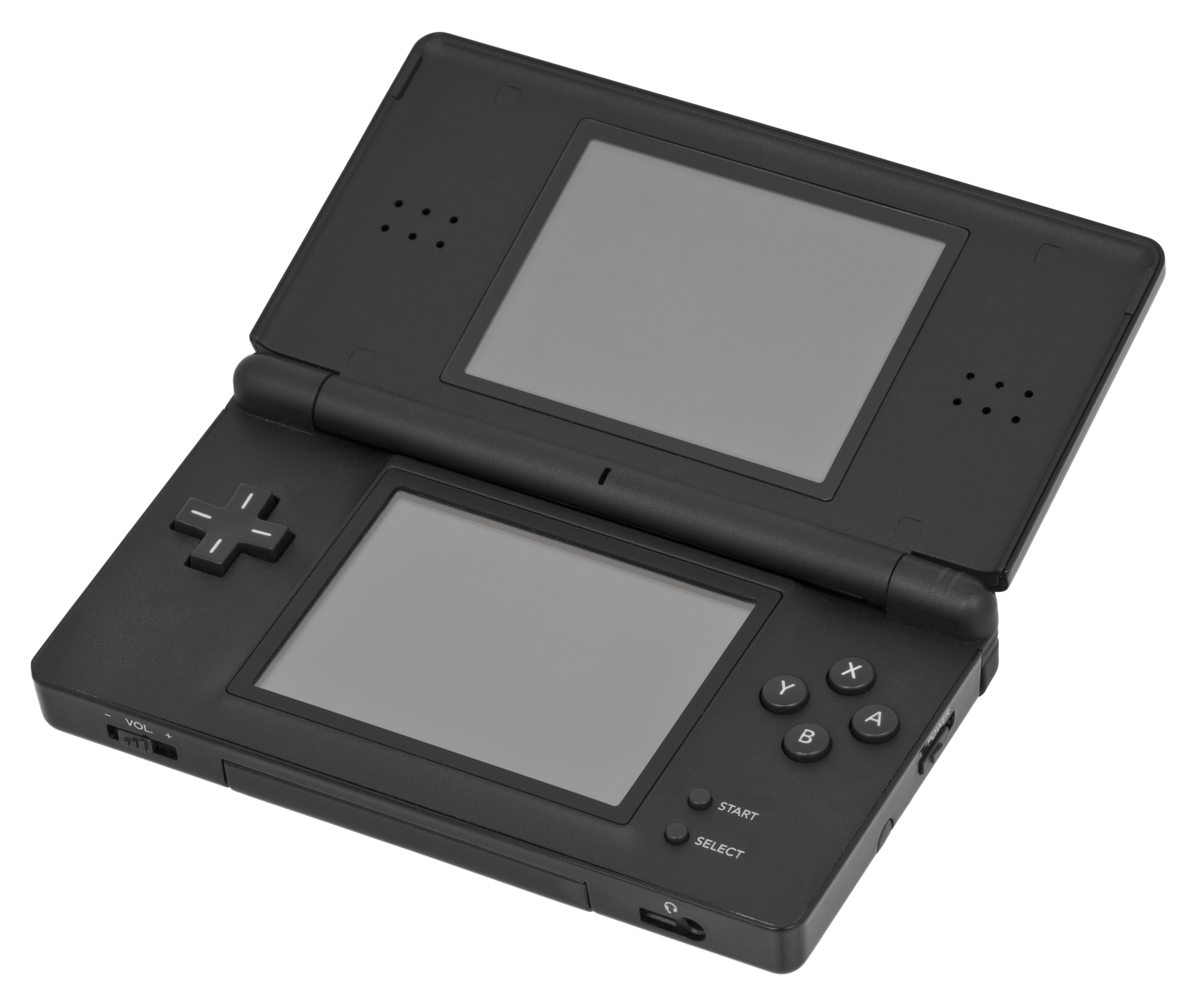
Der Nintendo DS Lite in schwarz

Am 11. März 2005 erschien der Nintendo DS in Europa; ein tragbares Videospielsystem, ausgestattet mit zwei Bildschirmen, davon ein Touchscreen, Mikrofon, einer W-LAN-Netzwerkkarte und einer Leistung, die etwa den Fähigkeiten des Nintendo 64 entspricht.
Auf der E3 2005 wurde erstmals der Nachfolger des GameCube unter dem Projektnamen „Nintendo Revolution“ vorgestellt; außerdem eine neue, nur 10 cm breite Version des Game Boy Advance, der Game Boy Micro.
Der Nintendo DS Lite, eine überarbeitete Version des erfolgreichen Nintendo DS, erschien am 23. Juni 2006 in Europa. Die neue Konsole war flacher und eleganter designt als der Vorgänger.
Auf der Tokyo Game Show am 18. September 2005 wurde der Controller der Wii vorgestellt. Dieser wird wie eine Fernbedienung mit nur einer Hand gehalten. Integrierte Sensoren in der Wii-Fernbedienung messen die Bewegungen des Spielers und senden diese drahtlos über Sensorleiste an die Konsole. Eingaben über die Tasten der Wii-Fernbedienung werden über Bluetooth an die Konsole gesendet. So steuert man viele Spiele standardmäßig nur durch Benutzen der vier Knöpfe und des Steuerkreuzes. An den Controller kann ein Analog-Stick, der sogenannte „Nunchuk“, angeschlossen werden. Dieser Analog-Stick wird mit der zweiten Hand gehalten und verfügt über zwei weitere Knöpfe. Auf der E3 2006 wurde ergänzt, dass die Wii-Fernbedienung auch über einen Lautsprecher verfügt. So hört man z. B. bei einem First-Person-Shooter den abgegebenen Schuss nicht wie üblich aus dem Fernseher, sondern direkt aus dem Controller.

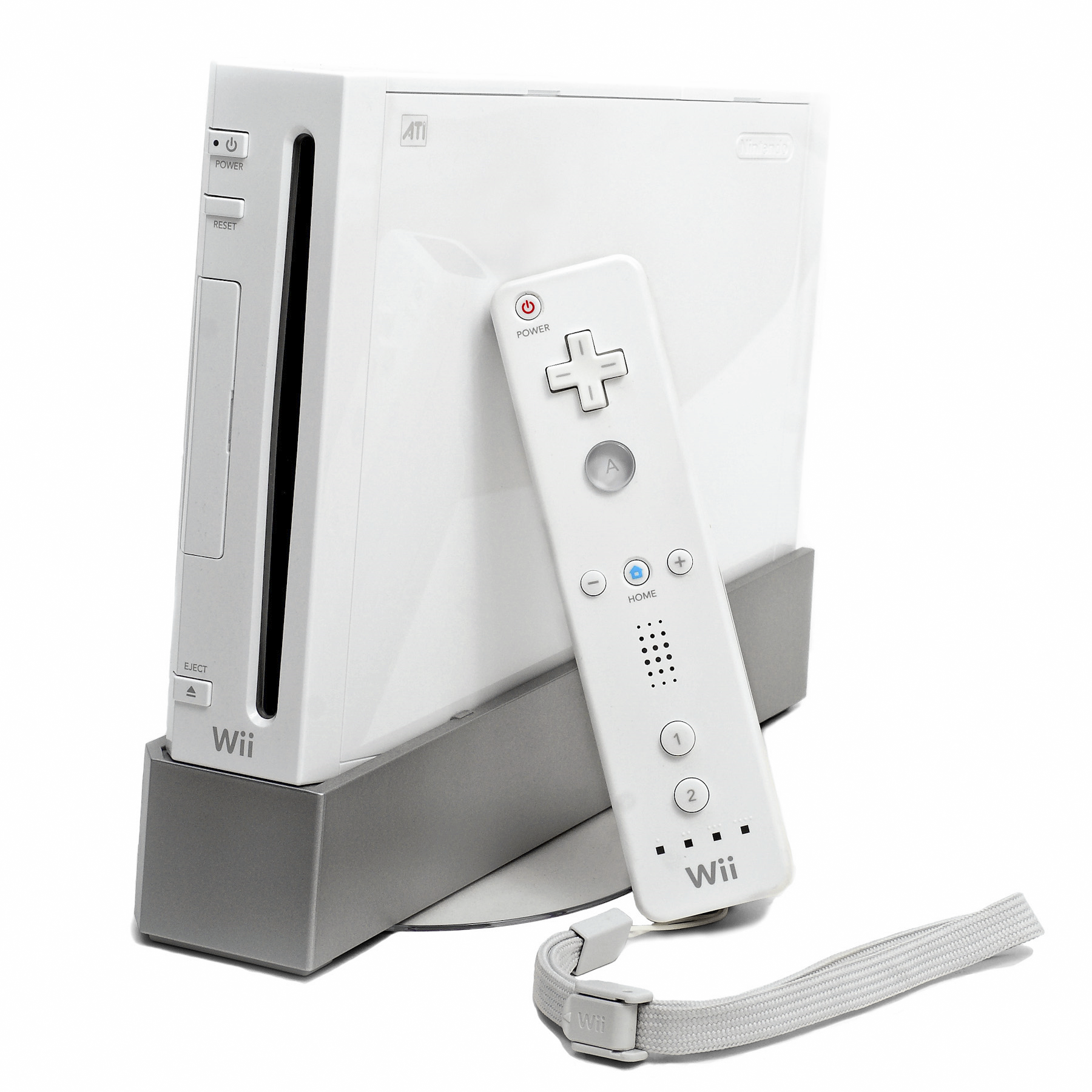
Die Wii mit dazugehörigem Controller

Im November 2005 startete Nintendos Onlinedienst, die Nintendo Wi-Fi Connection, der Spiele wie Mario Kart DS, Tony Hawk’s American Sk8land, Tetris DS, Animal Crossing: Wild World und viele weitere online spielbar macht. Damit stieg Nintendo erstmals in das Online-Gaming-Geschäft ein, welches bisher aufgrund „mangelnder Infrastruktur“ eher stiefmütterlich behandelt wurde. Durch die große Verbreitung von W-LAN ist diese nun gelöst und auch portables Online-Gaming ist keine Seltenheit mehr.
Nur wenige Tage nach dem deutschen Verkaufsstart am 8. Dezember 2006 war die erste Auflage von 40.000 Wii-Konsolen ausverkauft. Im Laufe des Geschäftsjahres 2006, das am 31. März 2007 endete, wurden in Japan 2.000.000 Konsolen verkauft, in den USA 2.370.000, und in Europa und Australien 1.470.000; dies ergibt eine Summe von 5,84 Millionen Stück.
Am 1. November 2008 veröffentlichte Nintendo den Nachfolger des DS Lite, den DSi in Japan; Europa folgte am 3. April 2009. Am 22. November 2009 veröffentlichte Nintendo den DSi XL in Japan. Er hat einen 93 % größeren Bildschirm und einen dickeren und größeren Stift. Die europäische Version ist seit dem 5. März 2010 unter dem Namen Nintendo DSi XL erhältlich.
Mit Stand vom 7. März 2009 hat sich die Wii weltweit 47,57 Millionen Mal verkauft und einen Marktanteil von 48 % erreicht. Damit hat sich die Zahl der verkauften Einheiten von ca. 22 Millionen im März 2008 mehr als verdoppelt. Auf der Game Developers Conference 2009 meldete Nintendo selbst, dass über 50 Millionen Einheiten verkauft seien. Ebenfalls mit Stand des 7. März 2009 hat sich der Nintendo DS weltweit 99,36 Millionen Mal verkauft und einen Marktanteil von 68 % errungen.

### Ab 2010

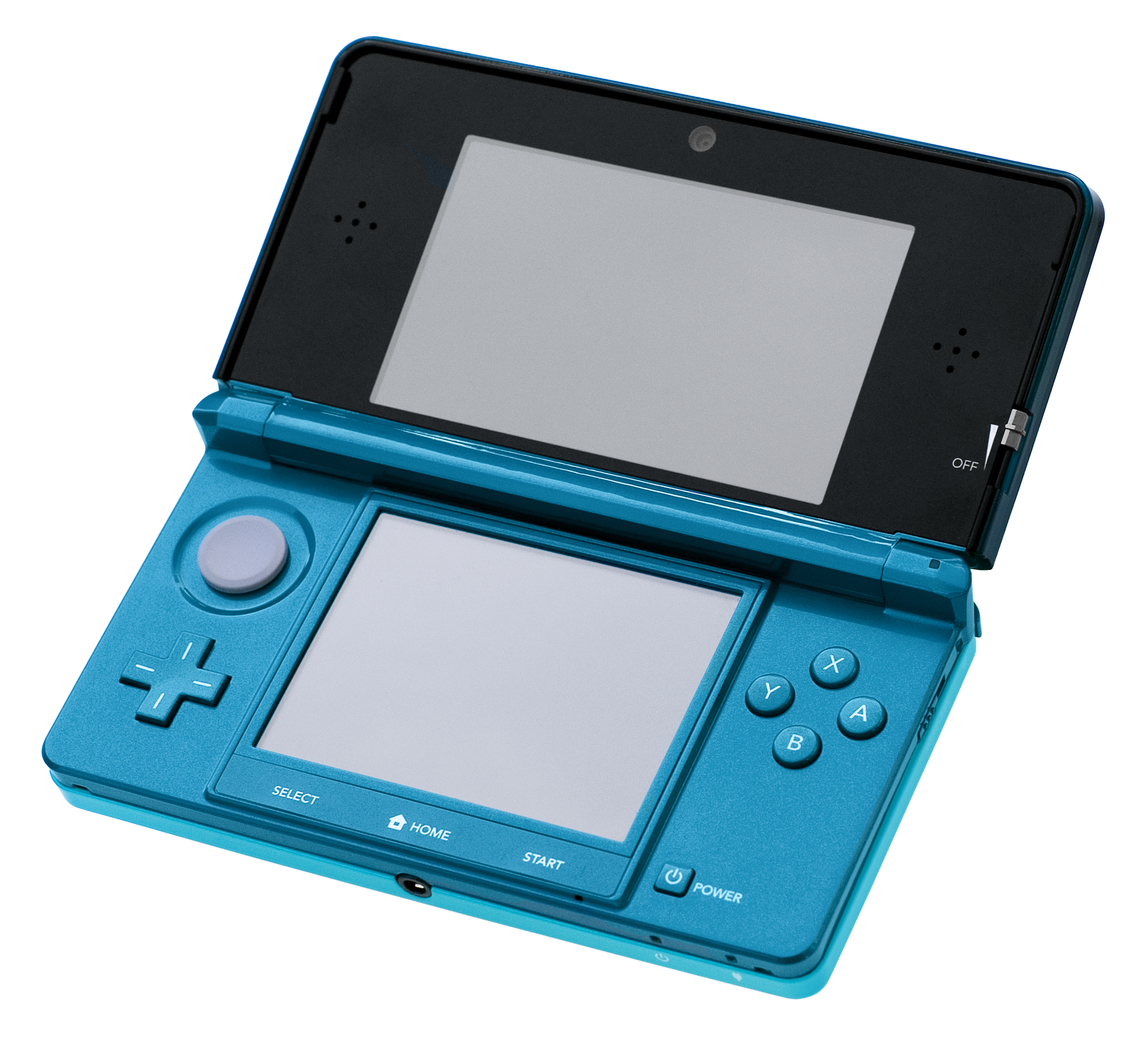
Der Nintendo 3DS

Mit dem Nintendo 3DS erschien 2011 der Nachfolger des Nintendo DS. Verkaufsstart der Handheld-Konsole war in Japan am 26. Februar, in Europa am 25. und in Nordamerika am 27. März. Der 3DS verfügt über ein Display, das dreidimensionale Bilder ohne Zuhilfenahme einer speziellen Brille liefern kann, ein integriertes Gyroskop, sowie als erste Nintendo-Handheld-Konsole über ein Schiebe-Pad; zudem ist die Konsole abwärtskompatibel zu DS-Spielen sowie DSiWare-Titeln.
Auf einer Investorenkonferenz am 25. April 2011 gab Nintendo unter anderem die Zahlen für das Geschäftsjahr 2010 bekannt; aufgrund der schleppenden Verkäufe der Wii kam es in diesem zu erheblichen Umsatz- und Gewinneinbußen, von der Konsole seien bis zu diesem Zeitpunkt aber weltweit etwa 86 Millionen Einheiten verkauft worden.

Nintendo-Direct-Logo

Am 21. Oktober 2011 begann Nintendo das Format Nintendo Direct, das eine Live-Präsentation von Nintendo ist.
Nintendo beendete das Geschäftsjahr 2011 erstmals seit 30 Jahren wieder mit Verlusten (400 Millionen Euro). Dies folgte nach geringeren Verkäufen von Hardware, der Preissenkung des 3DS-Handhelds, welche die Nachfrage anziehen sollte, und einem hohen Wechselkurs des Yen.
Im April 2012 verkündete Nintendo, dass seine Videospiele ab August 2012 auch zum Herunterladen zur Verfügung stehen.

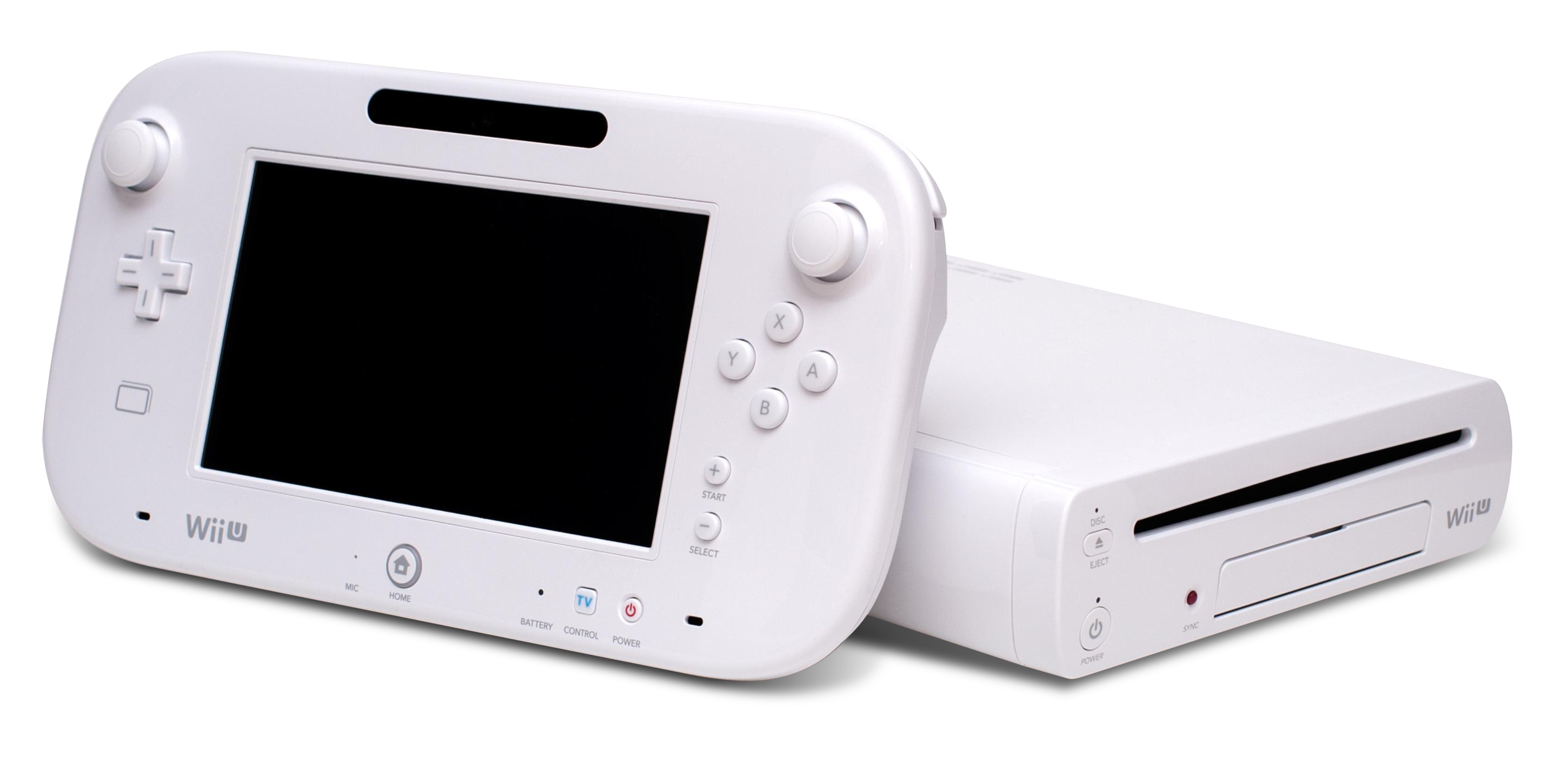
Die Wii U mit dazugehörigem Controller

Am 28. Juli 2012 erschien der Nintendo 3DS XL, am 30. November 2012 wurde der Nachfolger der Wii, die Wii U, in Europa veröffentlicht. Die Konsole verfügt über einen Controller (Gamepad) mit integriertem Bildschirm und greift auch die mit der Wii eingeführte Bewegungssteuerung auf.
Am 28. August 2013 kündigte Nintendo einen Ableger des 3DS an, den sogenannten Nintendo 2DS. Dieser ist voll kompatibel mit 3DS-Spielen, verzichtet jedoch auf die dreidimensionale Bilddarstellung.
Am 13. Februar 2015 erschien dann ein weiteres Mitglied der 3DS-Familie, der „New 3DS“, welcher den ZL und den ZR, sowie den C-Stick hinzufügen. Außerdem wird der 3D-Effekt jetzt über das Facetracking an die aktuelle Kopfposition angepasst, sodass man in jedem Winkel den 3D-Effekt sehen kann.
Am 17. März 2015 gab Nintendo eine weitreichende Partnerschaft mit dem japanischen Mobile-Service-Entwickler DeNA bekannt. Demnach wolle man gemeinsam Spiele-Apps für Smartphones und Tablets entwickeln, die auf den bekannten Nintendo-Marken basieren. Das erste dieser Spiele erschien im März 2016 und heißt Miitomo. Teil der Partnerschaft ist auch ein Anteilstausch. Nintendo erwarb 10 Prozent der Anteile von DeNA und DeNA wiederum 1,24 Prozent der Anteile von Nintendo.
Am 11. Juli 2015 verstarb Nintendos Präsident Satoru Iwata im Alter von 55 Jahren an Gallenkrebs. Interimsmäßig leiteten Shigeru Miyamoto und Gen’yō Takeda das Unternehmen, bis am 14. September 2015 der bisherige Personalchef Tatsumi Kimishima zum neuen Nintendo-Präsident ernannt wurde. Dessen Aufgabe war die Umstrukturierung der Führungsetage in ein neues Führungssystem. Im Zuge der Ernennung Kimishimas als Präsident wurden bereits die ersten Schritte zur Umstrukturierung vorgenommen, indem Miyamoto, der bisherige General Manager von Nintendo Entertainment Analysis & Development, nun als Kreativberater und Takeda, der bisherige General Manager von Nintendo Integrated Research & Development, nun als Technologie-Berater arbeiteten. Die Abteilungen der beiden ehemaligen General Manager wurden aufgelöst.

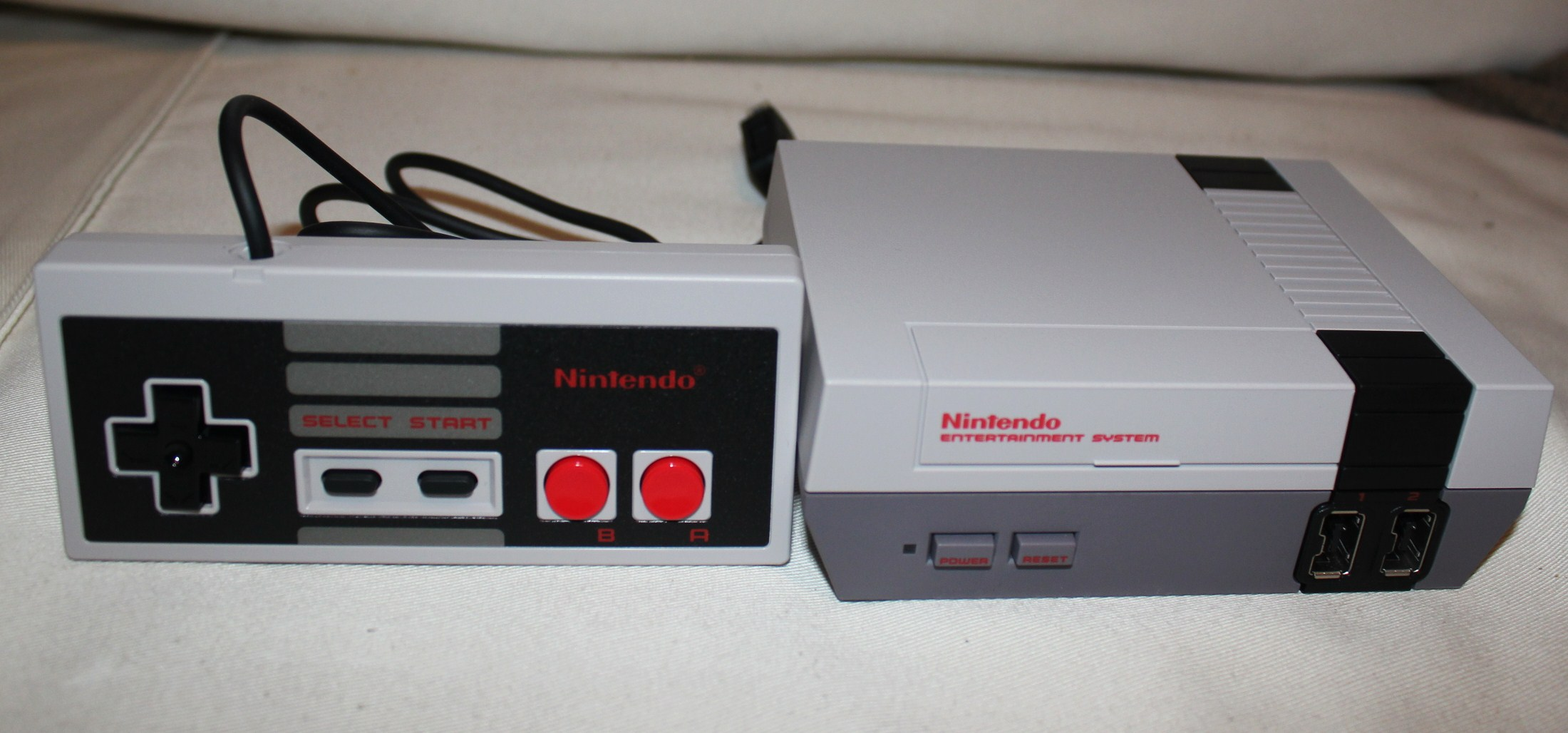
Der NES Classic Mini

Mit dem im Juli 2016 veröffentlichten Spiel Pokémon Go gelang Nintendo ein sehr großer Erfolg. Der Aktienkurs des Unternehmens stieg in der Folge stark an. Am 20. Oktober 2016 wurden erste Details zur neuen Heimkonsole Nintendo Switch (Codename NX) bekanntgegeben. Eine Neuauflage des NES erschien am 10. bzw. den 11. November 2016 als NES Classic Mini; das Gerät war kurz nach Erscheinen nahezu überall ausverkauft. Allerdings kündigte Nintendo im September 2017 an, das Gerät 2018 neu aufzulegen. Das iOS-Spiel Super Mario Run erschien am 15. Dezember 2016 im App Store und wurde am 23. März 2017 für Android herausgebracht.
Am 13. Januar 2017 wurden im Rahmen einer Pressekonferenz weitere Informationen der Nintendo Switch bekanntgegeben. Am 3. März 2017 wurde sie weltweit veröffentlicht.
Nintendo kündigte am 27. April 2017 den New Nintendo 2DS XL als Nachfolger zum Nintendo 2DS an. Der am 28. Juli 2017 erschienene Handheld bietet die gleichen Verbesserungen wie die anderen „New“ Varianten der Handheld-Reihe und kann wie sein Vorgänger kein stereoskopisches 3D anzeigen, setzt aber im Gegensatz zu diesem auf eine klappbare Form. Die Bildschirme des Gerätes sind zudem wesentlich größer als die des Nintendo 2DS.
Am 28. Juni 2018 wurde Firmenpräsident Kimishima von Shuntarō Furukawa abgelöst.
Am 2. Oktober 2024 eröffnet Nintendo das Nintendo Museum in Uji in der Nähe von Kyōto.
Am 16. Januar 2025 gab Nintendo den Nachfolger der Nintendo Switch, die Nintendo Switch 2, offiziell bekannt.
Am 2. April 2025 wurden im Rahmen einer Nintendo Direct weitere Informationen zur Nintendo Switch 2 bekanntgegeben. Die Konsole erschien zusammen mit der Rekordzahl von 25 gleichzeitig erhältlichen Spielen (Launch-Titel) weltweit am 5. Juni 2025. Das Unternehmen Nintendo gab am 1. August 2025 bekannt, dass die Nintendo Switch 2 bis zum 30. Juni 2025 5,82 Millionen Einheiten absetzen konnte, was den schnellsten Konsolenstart in der Branche markiert.

## Unternehmen

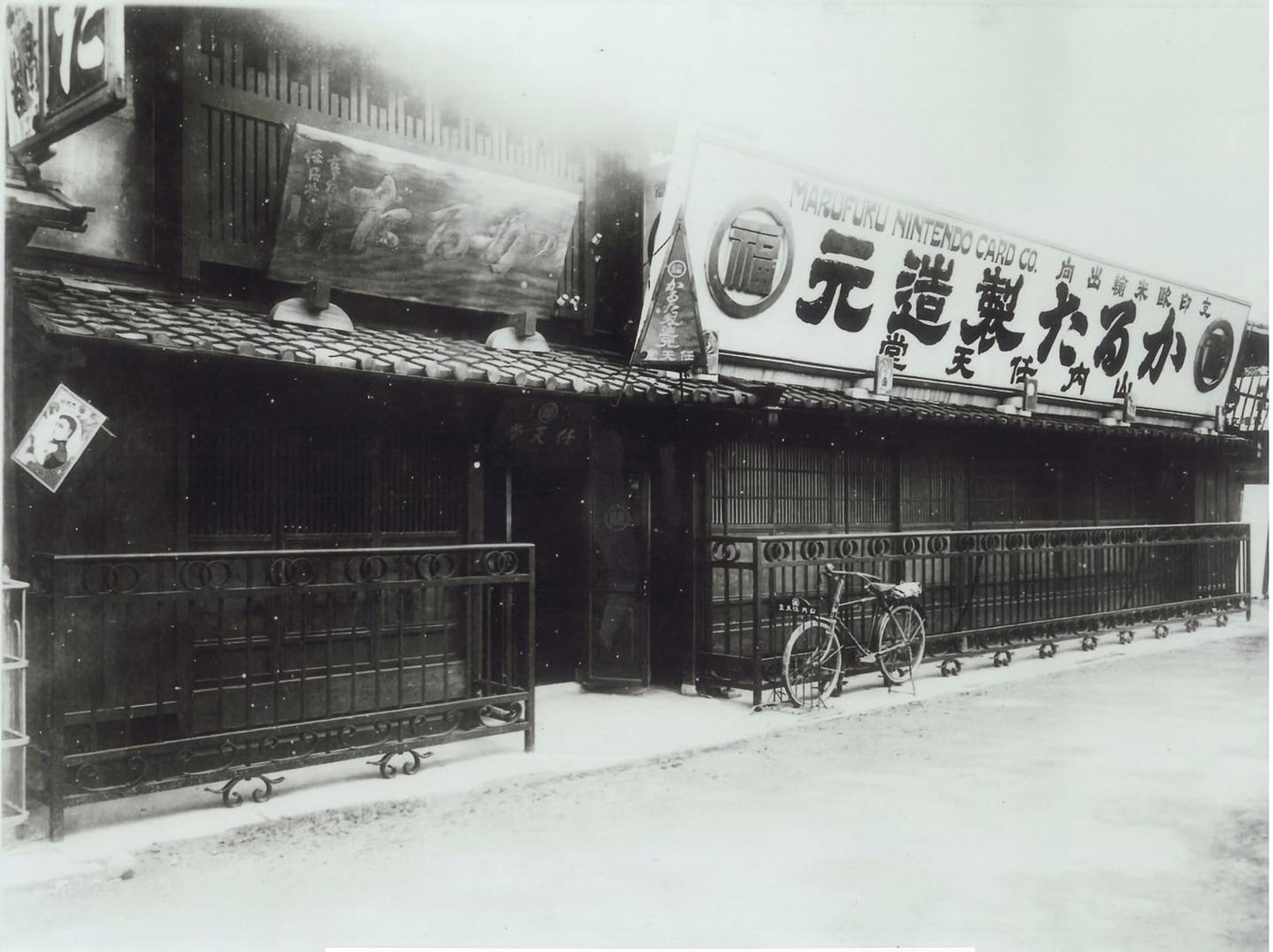
Nintendo Playing Cards Firmenzentrale in Shimogyō-ku, Kyōto (1889–1950)

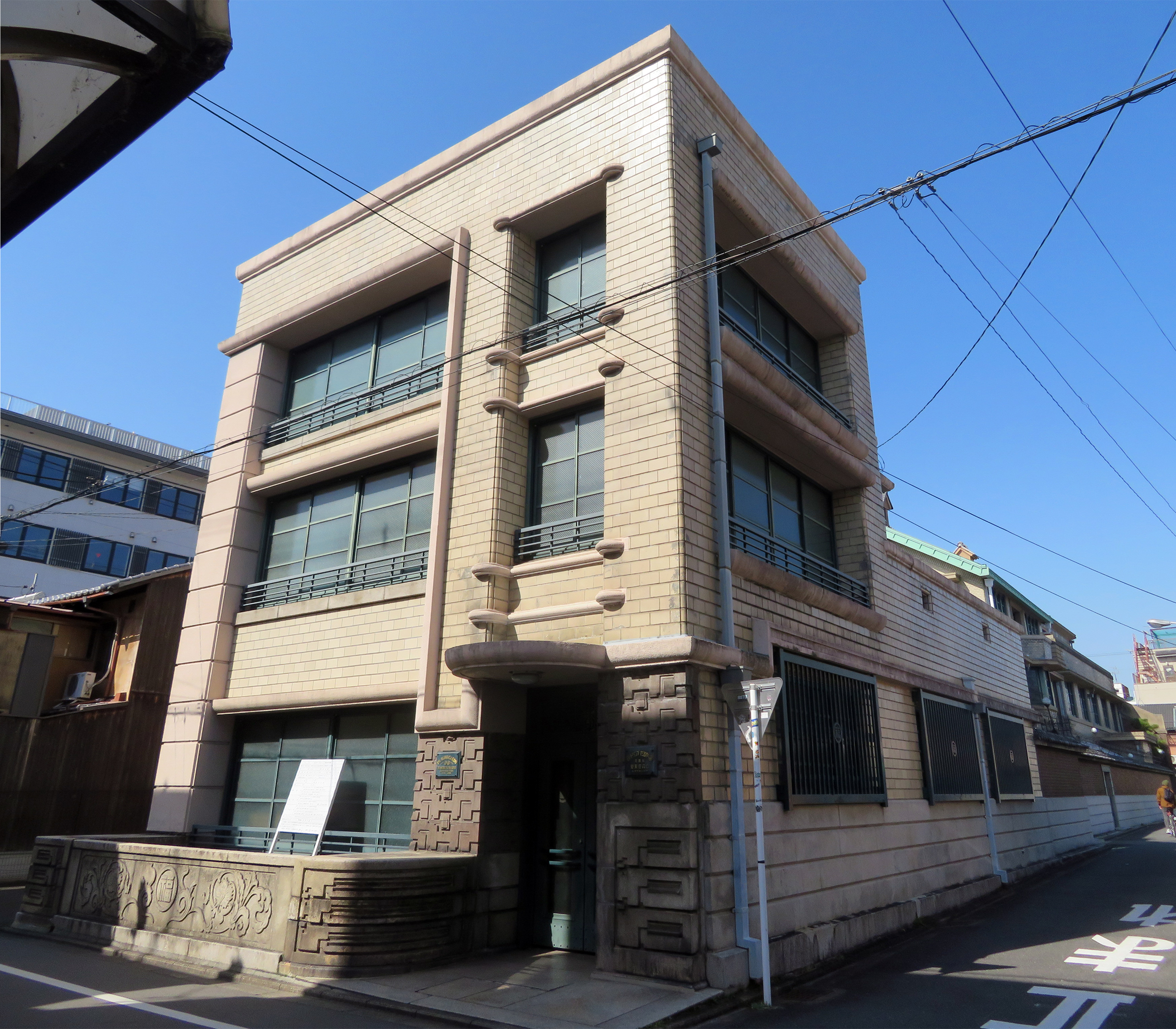
Nintendos ehemalige Firmenzentrale in Shimogyō-ku, Kyōto (1930–1959)

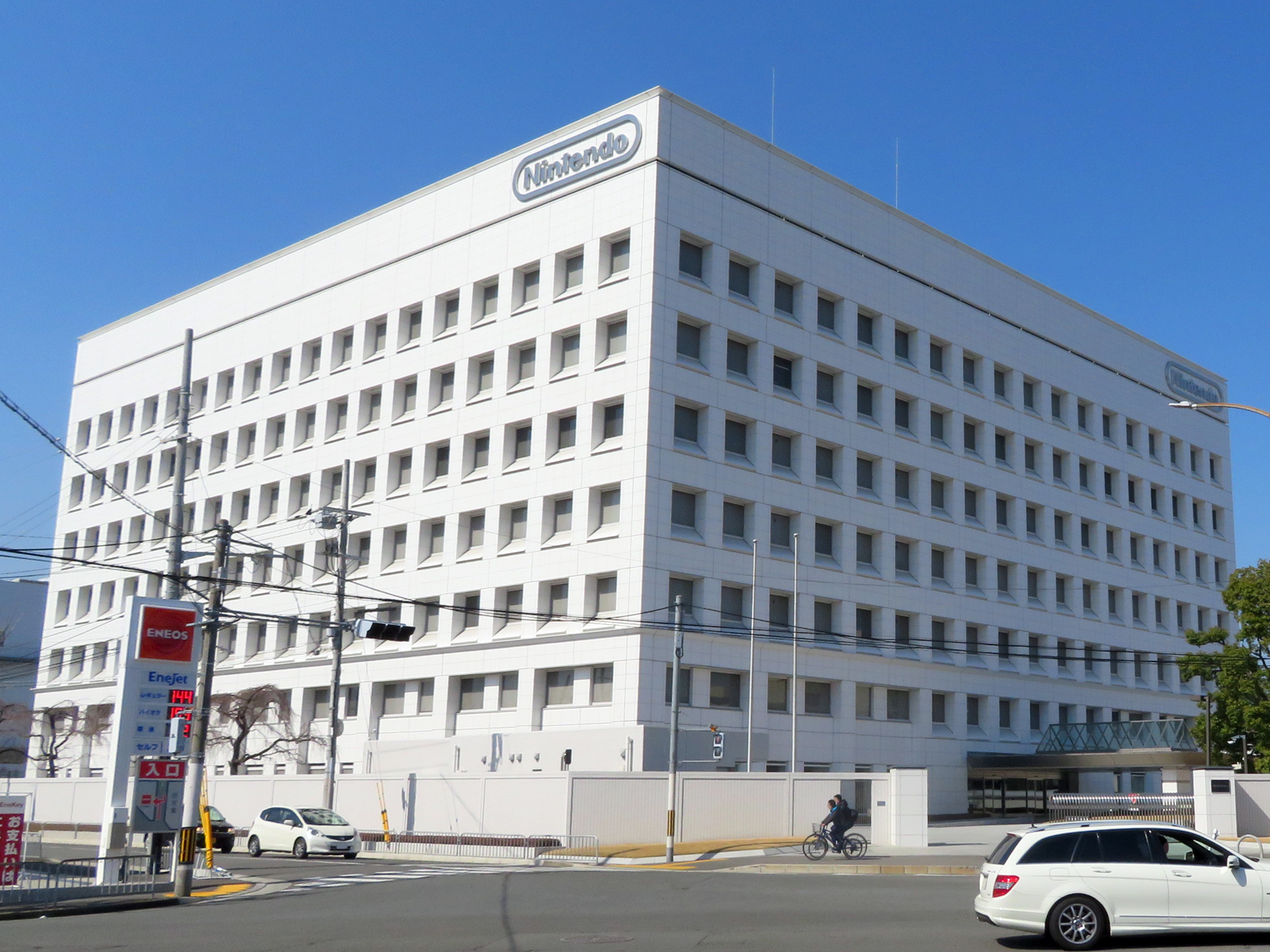
Nintendos aktuelle Firmenzentrale in Kyōto

Das weltweit agierende Unternehmen wird von sieben Standorten aus gelenkt: Der japanische Mutterkonzern hat seinen Stammsitz in Kyōto, das US-amerikanische Tochterunternehmen Nintendo of America sitzt in Redmond im US-Bundesstaat Washington und das europäische Tochterunternehmen Nintendo of Europe in Frankfurt am Main. Weitere Standorte befinden sich in Suzhou, Seoul, Richmond und Melbourne. Im japanischen Stammsitz findet die Produktentwicklung und der größte Teil der Software-Entwicklung statt. Die Standorte in Europa und Nordamerika koordinieren die dortige Entwicklung von Lizenzproduktionen und Drittparteien, sowie die Lokalisierung der Software. Alle Standorte sind mit dem Vertrieb befasst. Hardware wurde früher in Japan produziert, was sich aber schnell nach China und Taiwan verlagerte.

### Erfolg
Der Erfolg des Unternehmens beruht sowohl auf Innovationen im Hardwarebereich als auch auf ansprechenden, familienfreundlichen Spielen, in denen leicht zugängliche und nachempfindbare Erfahrungswerte auf unterhaltsame Weise vermittelt und verknüpft werden. Dabei liegt für den Konzern der Schwerpunkt nicht auf der technischen Überlegenheit seiner Produkte, sondern vor allem auf der Attraktivität und dem Unterhaltungswert seines geistigen Eigentums, welches sorgfältig auf den Geschmack und die Gewohnheiten des Publikums angepasst ist, ohne die für den Wiedererkennungswert wichtige Originalität einzuschränken.
Im technischen Vergleich waren stationäre Konsolen von Nintendo meist weniger leistungsfähig als die der Konkurrenz, konnten dadurch aber im Preis gegen den Wettbewerb bestehen. Satoru Iwata setzte in den 2000er Jahren für Nintendo eine Variante der Blue-Ocean-Strategie um: durch attraktive Spiele und neuartige, leicht zugängliche Hardware wie den Nintendo DS oder die Wii mit ihrem innovativen Controller sollte sich Nintendo neben Familien auch Käuferschichten erschließen, die sich sonst wenig für Videospiele interessierten. 
Die Nintendo Switch war die erste Konsole, die sowohl als Handheld als auch als stationäre Konsole bedient werden konnte und verband letztendlich die bislang separat bedienten Marktnischen der Heimkonsolen und der Handhelds, welche in ihren Segmenten jeweils durch die Spezialisierung des PC-Marktes auf leistungsgleiche Gaming-Geräte und durch Smartphones bedrängt wurden. Sie vereinte beide Entwicklungszweige zu einer einzigen Nintendo-Konsole und konnte als Plattform die Bedürfnisse der Gelegenheitsspieler und der Spielenthusiasten gleichermaßen abdecken.
Für den Erfolg des Konzerns stehen Persönlichkeiten wie Shigeru Miyamoto, der mit Super Mario, Donkey Kong, The Legend of Zelda und weiteren Spielen Marken mit hohem Wiedererkennungswert schuf, als auch Produktentwickler wie Gunpei Yokoi, der Erfinder des Game Boys oder Genyo Takeda, der an der Entwicklung der Wii maßgeblich beteiligt war. Seit den frühen 2000er Jahren tragen außerdem Franchises wie Pokémon zum Erfolg des Unternehmens bei, für das Nintendo die Videospiele veröffentlicht. 
Nintendos früherer Erfolg hallt lange nach. So werden Überarbeitungen älterer und erfolgreicher Spiele auf den neueren Konsolengenerationen regelmäßig veröffentlicht und wiederveröffentlicht. Die Entwicklung überlässt der Konzern zunehmend externen Studios, wie Grezzo, Forever Entertainment oder Capcom. Die teilweise nur technischen Überarbeitungen werden zum Vollpreis eines neuen Spiels angeboten, was in der Fachpresse auf Kritik gestoßen ist. Die Nintendo Switch 2 ist die erste Nintendo-Konsole, für die solche Überarbeitungen bereits als Launchtitel angeboten wurden.

### Verkaufszahlen
Das Unternehmen hat bis 2003 nach eigenen Angaben etwa 215 Millionen Geräte und über eine Milliarde Spiele verkauft. 2023 waren es bereits 850 Millionen Spielkonsolen und über 5 Milliarden Spiele.
War Nintendo mit dem NES und dem Super NES lange Zeit unangefochtener Marktführer, sah sich das Unternehmen durch Wettbewerber wie Sony mit den PlayStation-Konsolen sowie Microsoft mit der Xbox verstärktem Konkurrenzdruck ausgesetzt. Der Handheld-Markt wurde bis 2004/2005 von Nintendo und seiner Game-Boy-Plattform vollkommen dominiert. Erst mit der PlayStation Portable von Sony erschien eine ernstzunehmende Konkurrenz. Allerdings ist Nintendo nach Verkaufszahlen weiterhin Marktführer in diesem Segment. Durch den Nintendo DS und die Nintendo Switch konnte der Konzern diese Position noch einmal ausbauen. 

### Nachahmung
Der lang anhaltende Erfolg von Nintendo prägte Generationen von Spielern und inspirierte das Retrogaming. Die früher erfolgreichen Konsolen, die Nintendo selbst seit längerem nicht mehr herstellt, erhalten heute durch kleinere Hersteller kompatible, lizenz- und patentrechtlich unbedenkliche Nachfolgemodelle. Gegen Nachbauten der Konsolen in Hardware oder Software (Emulatoren) im Allgemeinen, sowie gegen den Bruch der Schutzsysteme, die Nintendo in seine Konsolen einbaut, im Besonderen setzt sich der Konzern rechtlich zur Wehr. Die Maßnahmen sind gegen Produktpiraterie gerichtet, erschweren aber auch die (in den USA legale) Archivierung durch Einrichtungen wie Spielebibliotheken und Museen. 
Für Abonnenten des kostenpflichtigen Dienstes Nintendo Switch Online stellt Nintendo eigene Emulatoren für das NES, das SNES, den Game Boy, Game Boy Color, Game Boy Advance, den GameCube, das N64 sowie das Sega Mega Drive bereit. Für diese Emulatoren werden jedoch (im Vergleich zur Zahl der erschienenen Spiele) nur einige wenige Spiele angeboten. Eigene, legale Sicherheitskopien von Spielen lassen sich mit den kommerziell angebotenen Emulatoren nicht abspielen.

### Marktentwicklung
Durch zunehmenden Wettbewerb im Marktsegment der Konsolenspiele hat Nintendo seine Plattformen mit jeder Generation mehr an den Marktstandard angepasst, um Portierungen zu vereinfachen und bei Multi-Plattform-Veröffentlichungen nicht den Anschluss zu verlieren. Die Programmierung für Nintendo-Konsolen folgt inzwischen den üblichen Standard des Spielemarktes, sodass verbreitete Spiele-Engines wie Unity und Unreal die reibungslose Portierung eines Spiels für Nintendo-Konsolen ermöglichen. Sind Nintendo 64, GameCube und Wii noch eigene Wege bei der Grafikprogrammierung und der Technik in den Controllern gegangen, ist der Controller für die Nintendo Switch inzwischen per Bluetooth-Standard vollständig austauschbar. Lediglich die Knöpfe A und B, sowie X und Y sind, aus historischen Gründen, vertauscht. 

#### Vertrieb
Für die früheren Konsolen wurde die Software auf eigens produzierten Spielmodulen und seit den 2000ern auf proprietären CD-ROMs und DVD-ROMs vertrieben. Nintendo eröffnete mit dem DSi Shop und dem Wii Shop Channel seine ersten digitalen Vertriebskanäle für die Konsolen Nintendo DSi und Wii. Mit der Einführung des Nintendo eShops für die 3DS und die Wii U schloss Nintendo diese Online-Kanäle; Spieler verloren ihre online erworbenen Spiele und Inhalte. Der Nintendo eShop blieb jedoch der Online-Vertrieb auch für die Nintendo Switch und ihren Nachfolger. Dadurch konnte Nintendo die online erworbenen Inhalte für die Spieler erhalten, als die Unterstützung des eShops für 3DS und Wii U eingestellt wurde.
Nintendo Switch Online ist Nintendos erster kostenpflichtiger Online-Dienst auf Basis einer Abonnement-Mitgliedschaft. Dieser stellt zusätzliche Funktionen sowohl für die Nintendo Switch als auch für kompatible Spiele bereit. Im Gegensatz zu Wettbewerbern bietet Nintendo keine Auswahl aktueller Spiele zum Abonnement an. (Season Pass)

### Weitere Ereignisse
Mitte 2008 änderte der Nintendo-Konzern sein Logo von rot in grau. Seit 2016 ist das Nintendo-Logo weiß auf rotem Hintergrund.
Am 6. Juni 2014 wurde die Zusammenlegung der beiden Standorte Frankfurt am Main und Großostheim bekannt, wobei Nintendo in Großostheim seinen Europa-Hauptsitz hatte. Der Standort Großostheim wurde aufgelöst.
Der ehemalige Firmensitz von Nintendo, der von 1930 bis 1959 genutzt wurde und sich ebenfalls in Kyōto befindet, ist heute ein Hotel.

## Stationäre Konsolen

### Hauptreihe

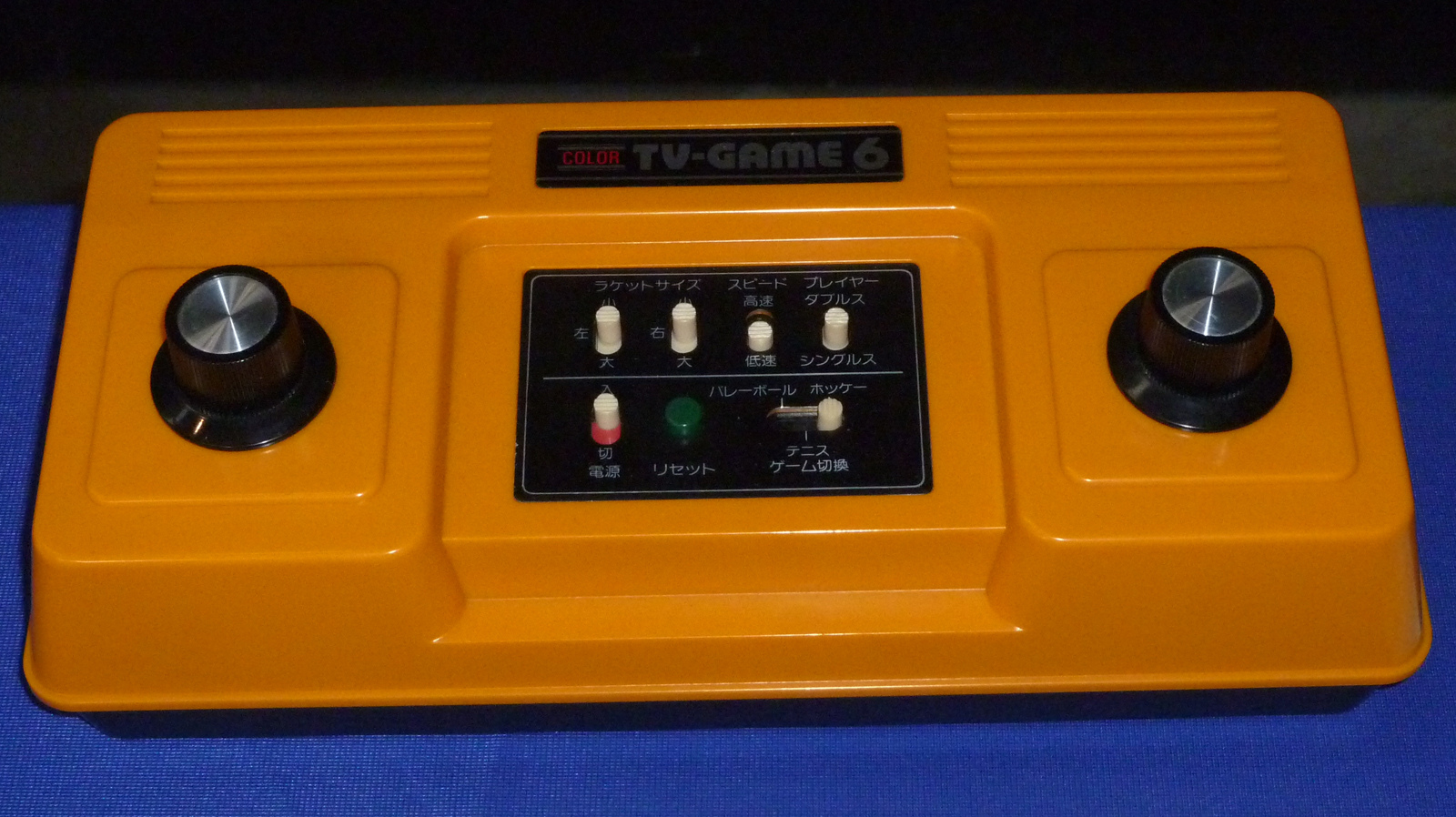
Color TV-Game 6 – Nur in Japan (1977)
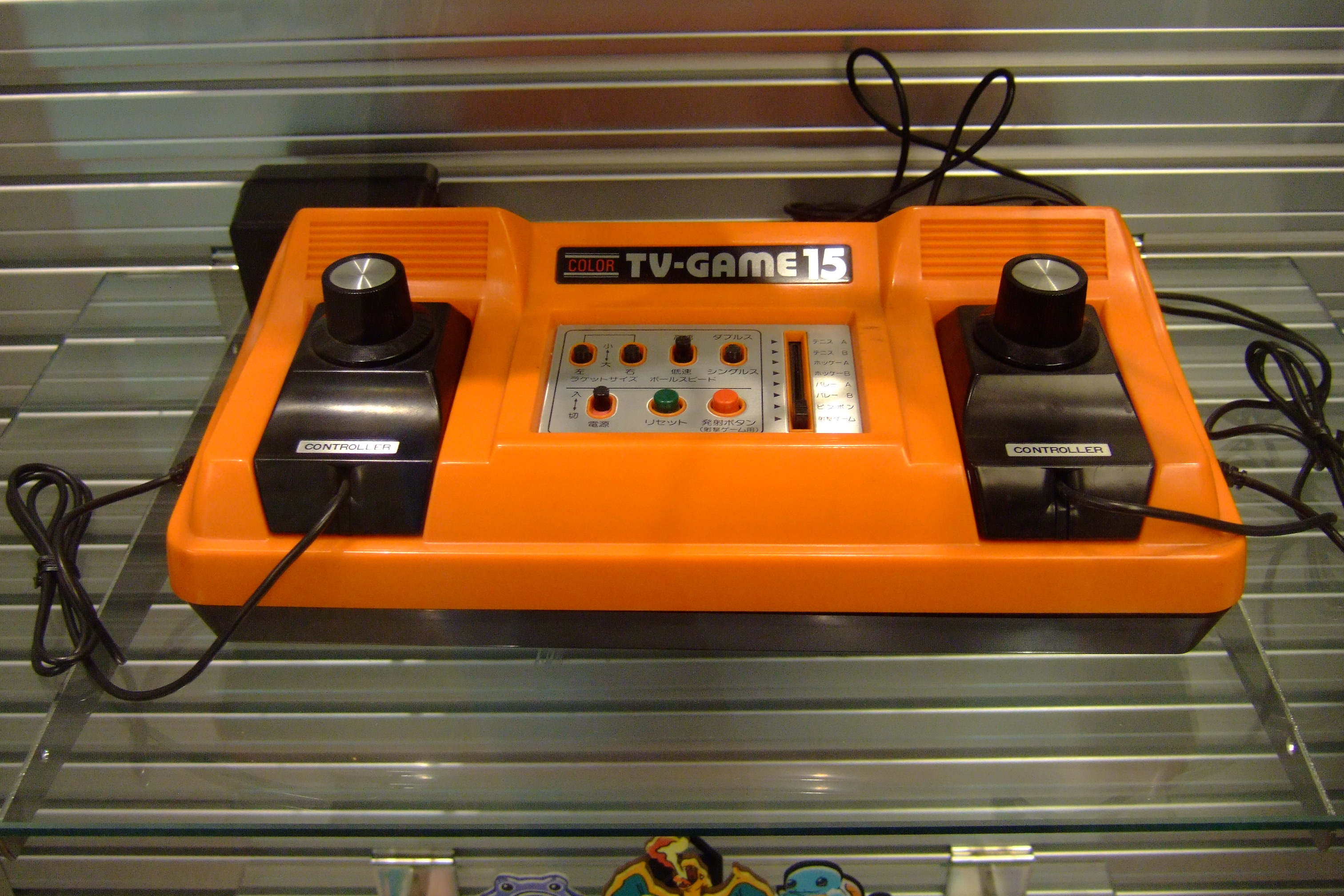
Color TV-Game 15 – Nur in Japan (1977)
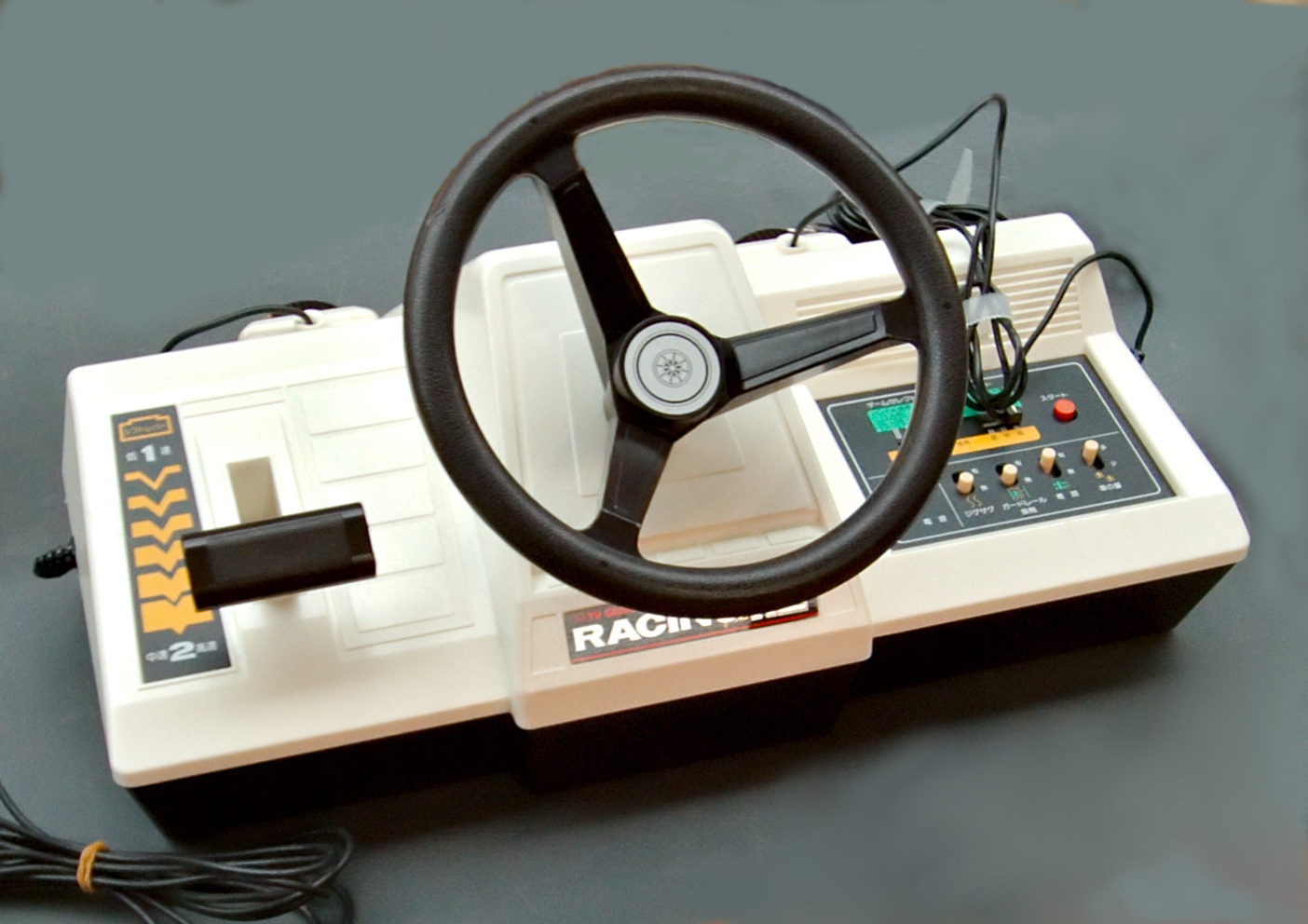
Color TV-Racing 112 – Nur in Japan (1978)
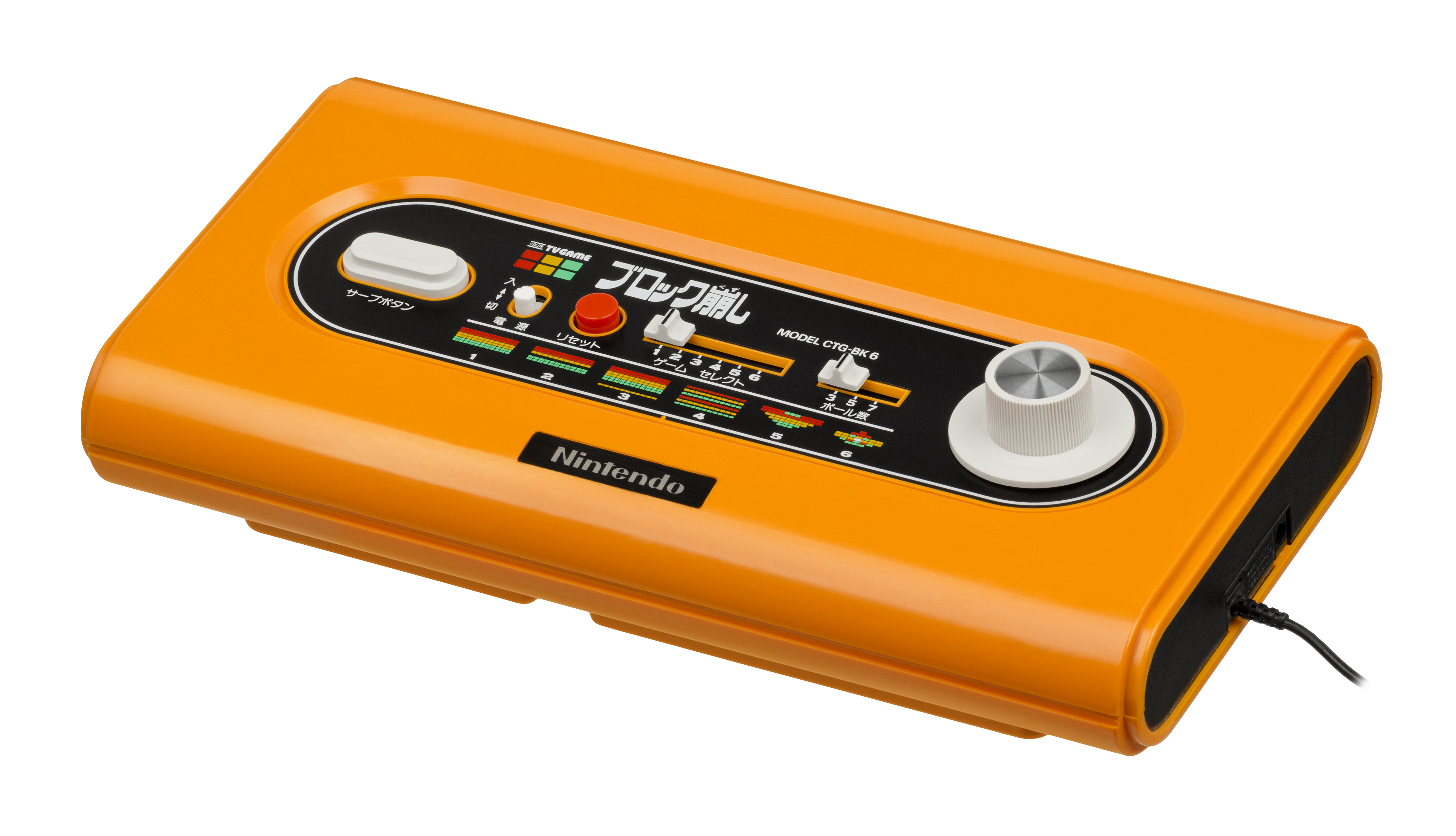
Color TV Game Block Breaker – Nur in Japan (1979)
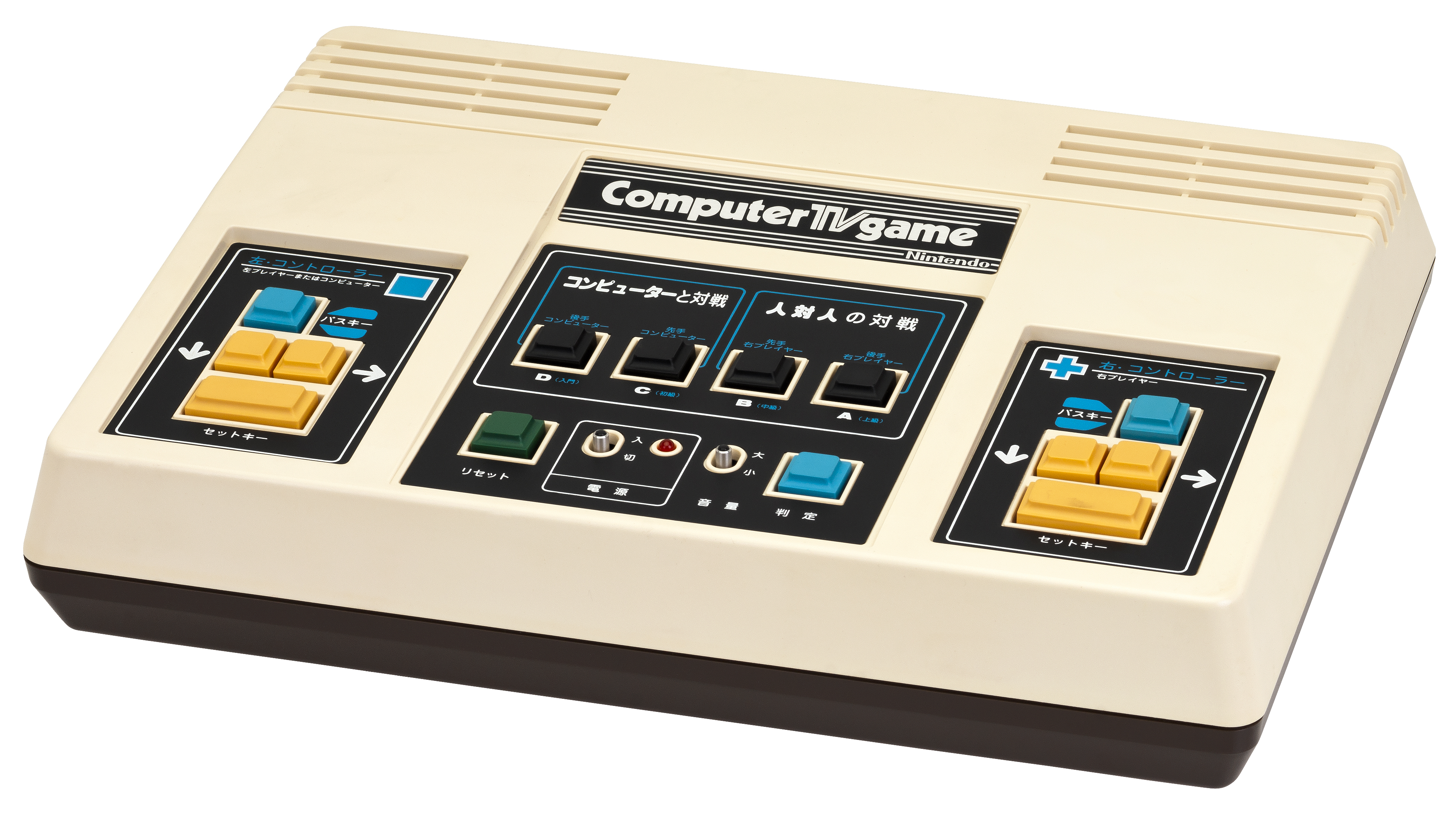
Computer TV-Game – Nur in Japan (1980)
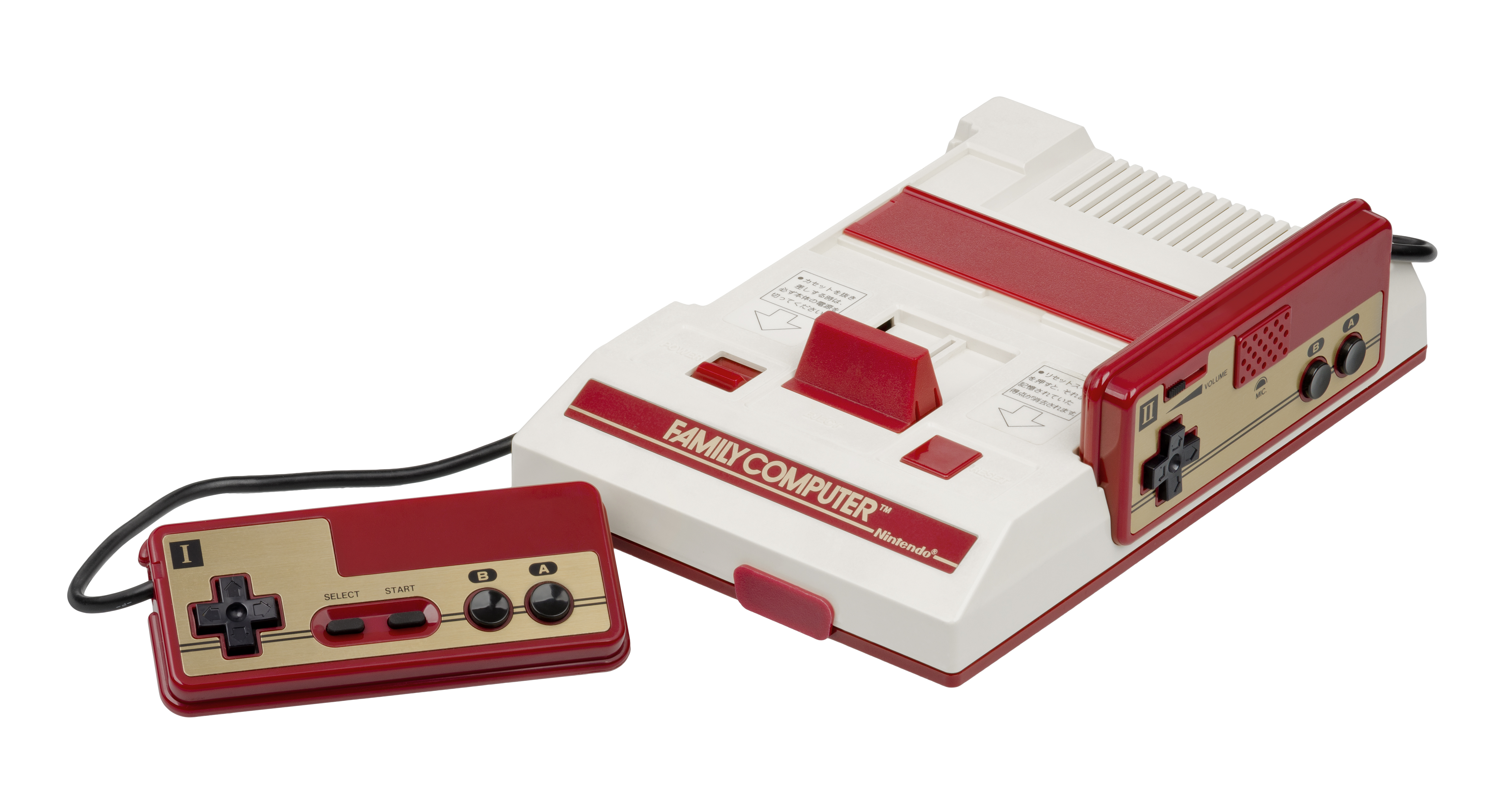
Nintendo Family Computer (Famicom) – Nur in Japan (1983)
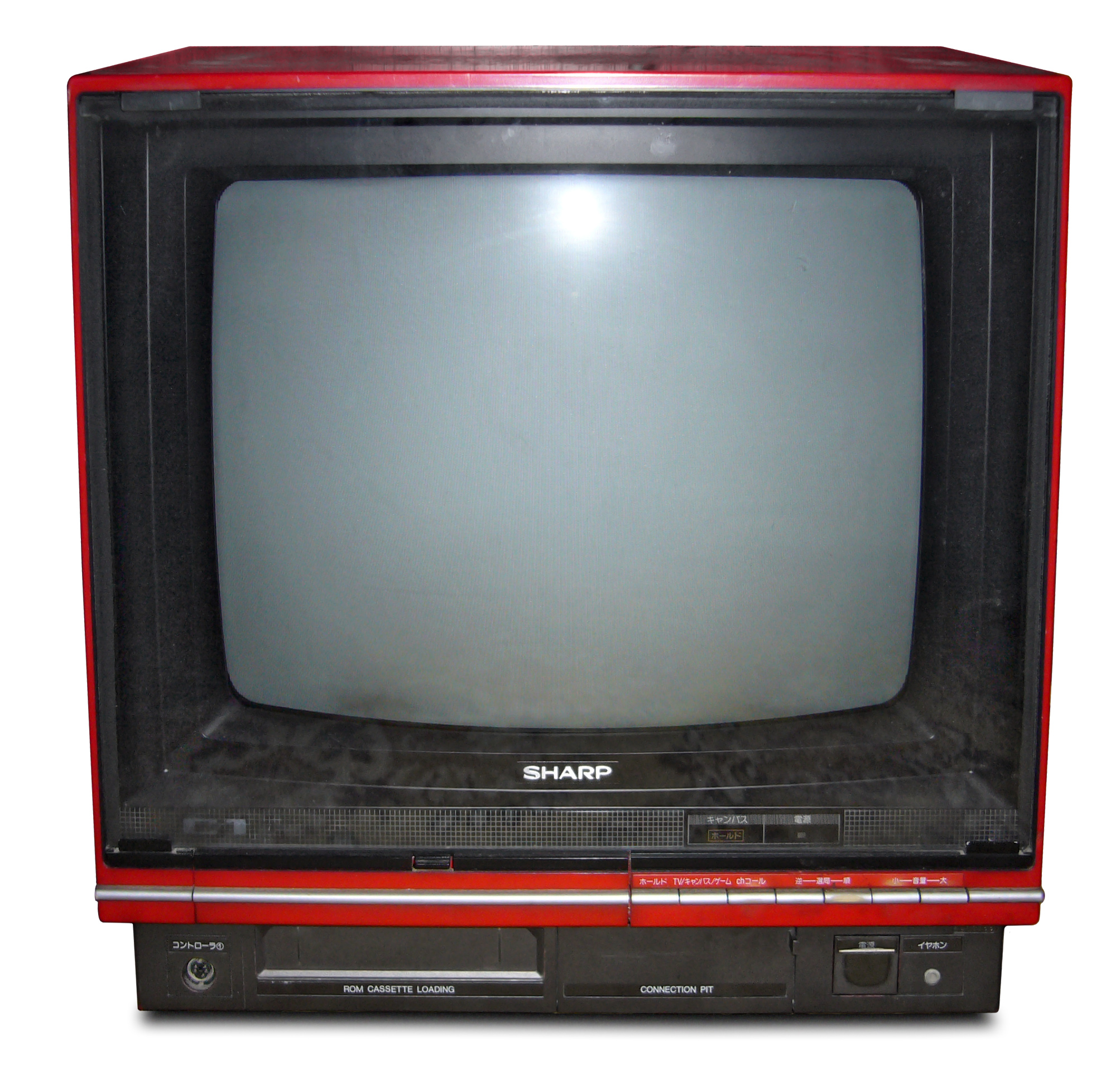
Sharp Nintendo Television – Japan (1983) / Nordamerika (1989)
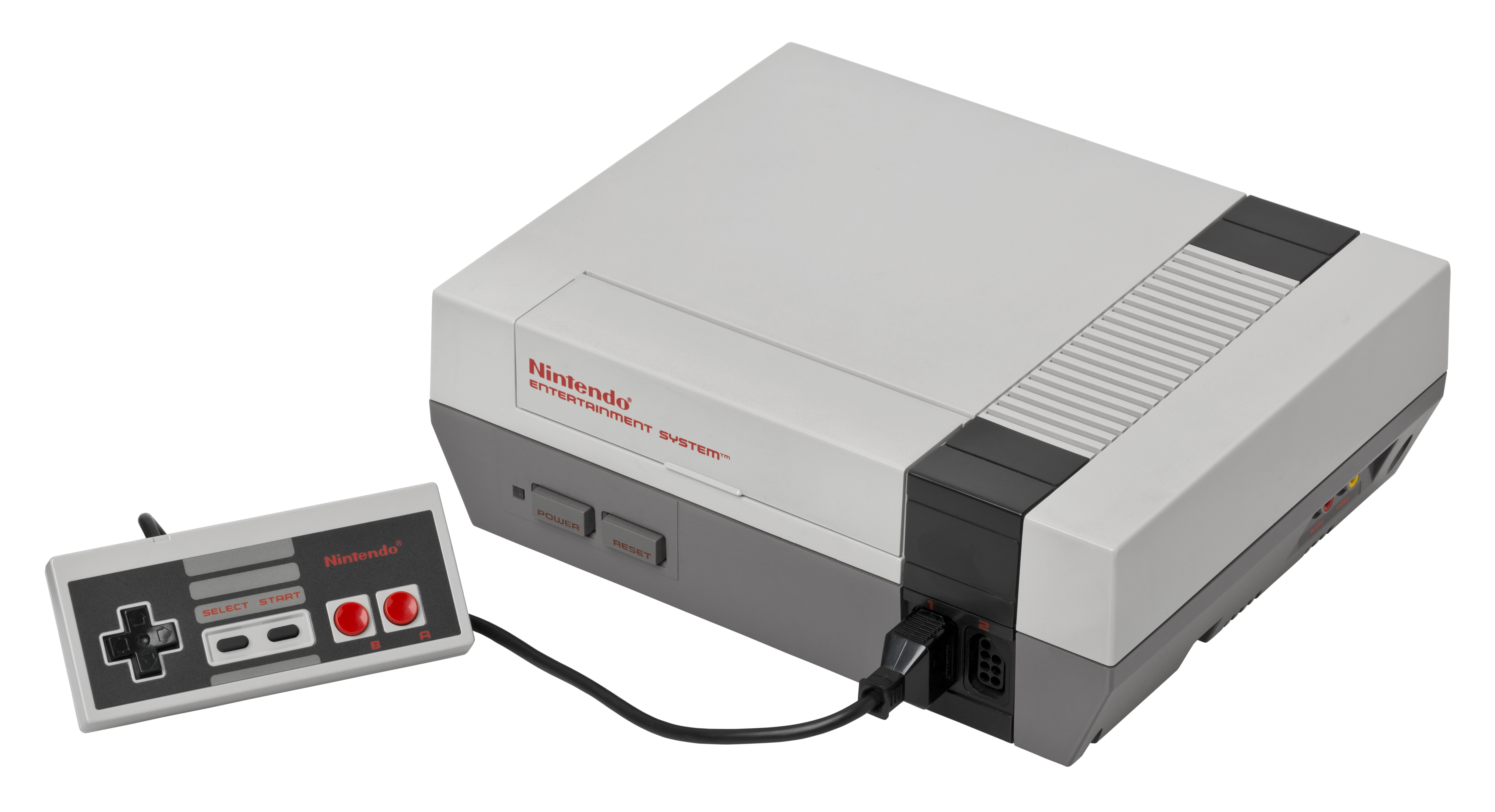
Nintendo Entertainment System (1985)
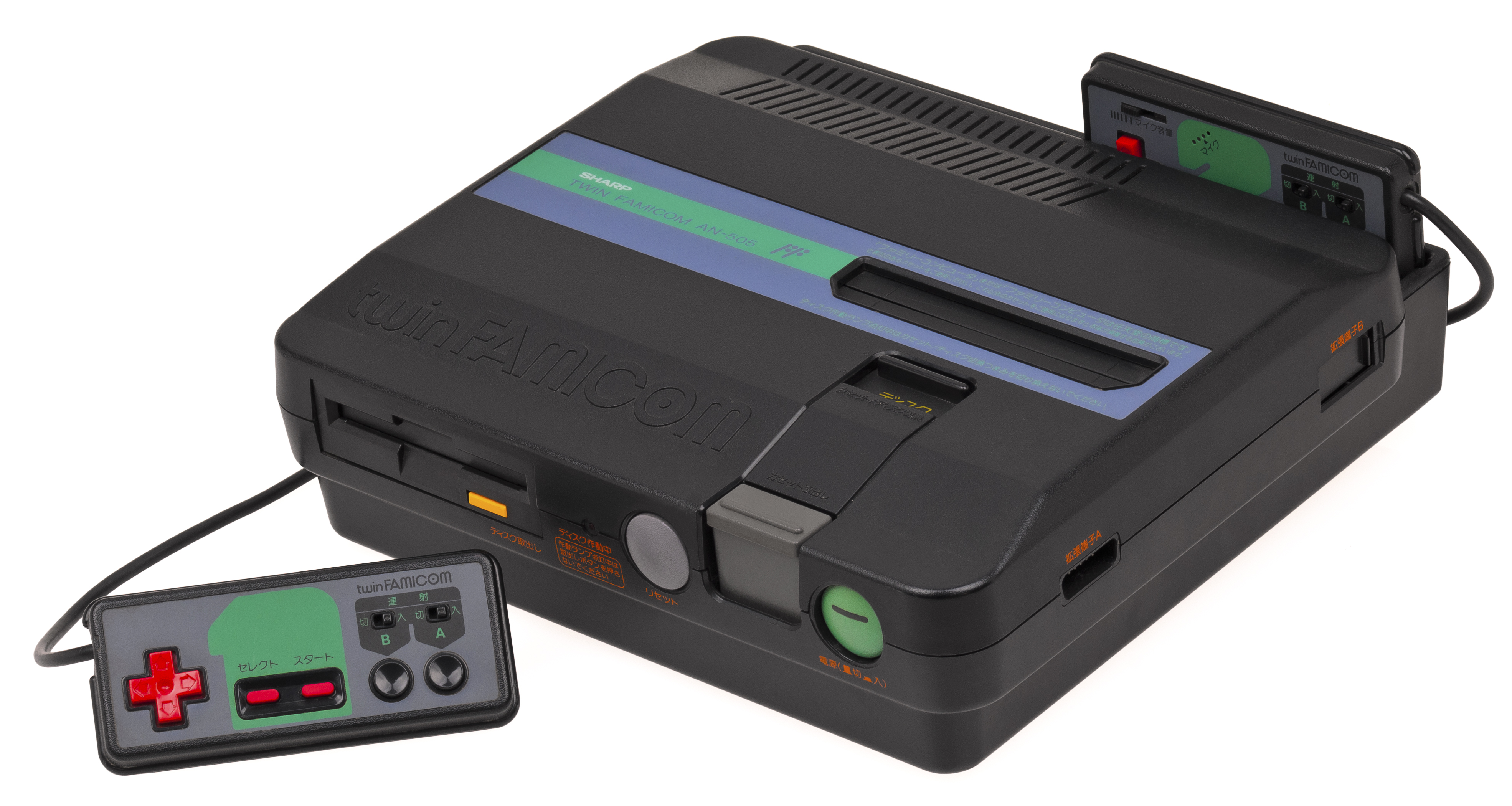
Sharp Twin Famicom – Nur in Japan (1986)
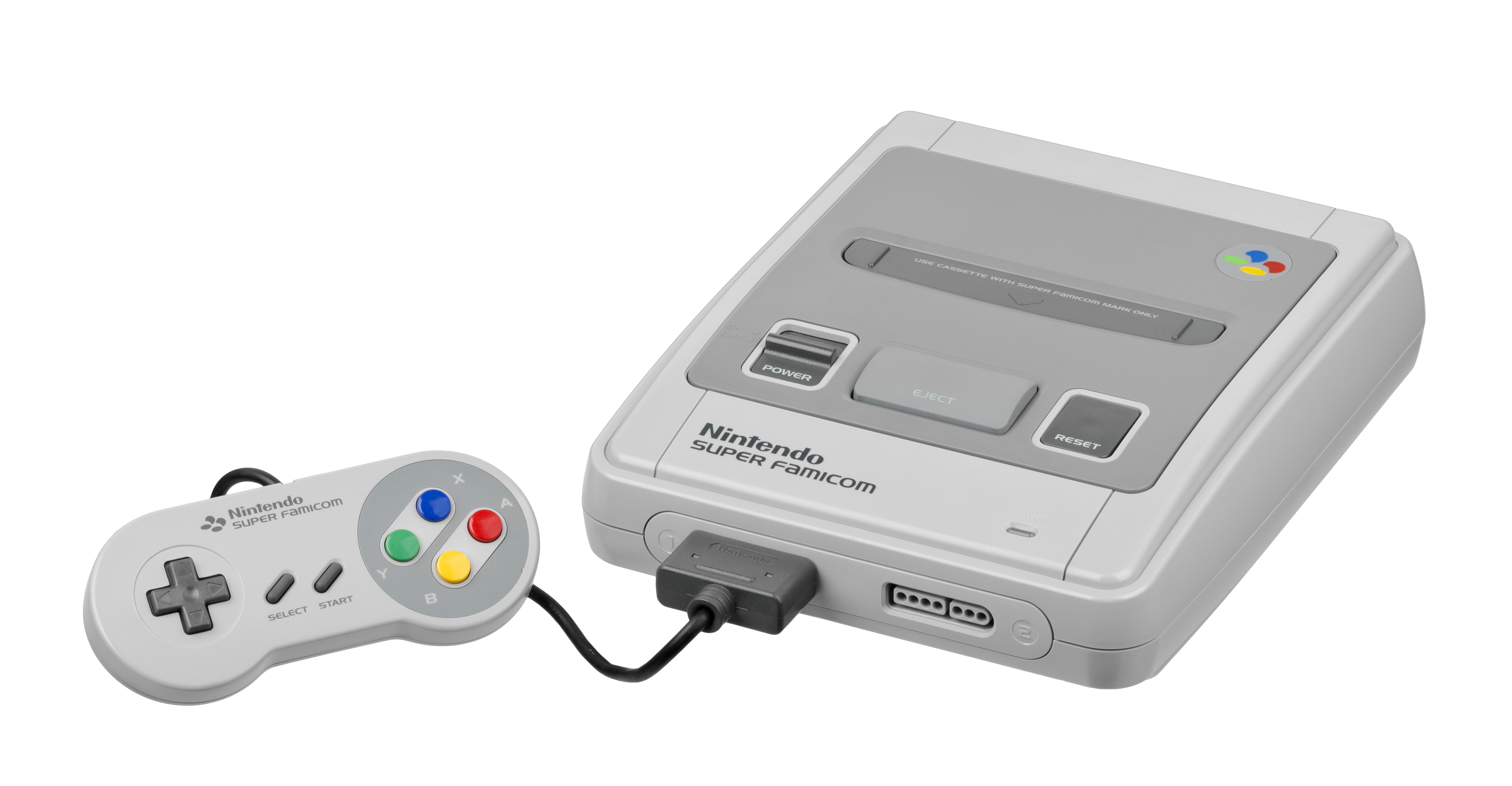
Super Famicom – Nur in Japan (1990)
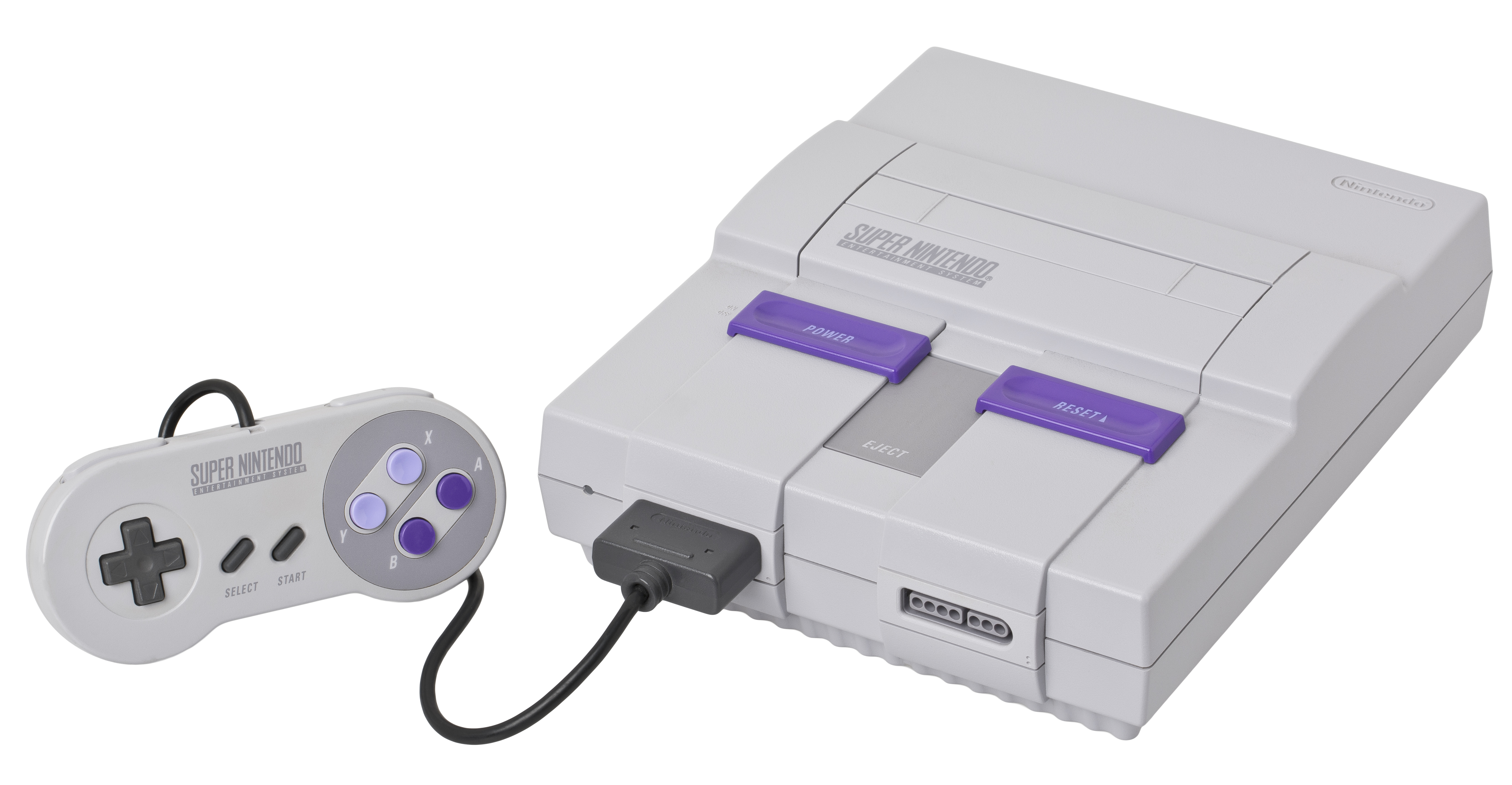
Super Nintendo Entertainment System – Nordamerikanische Version (1991)
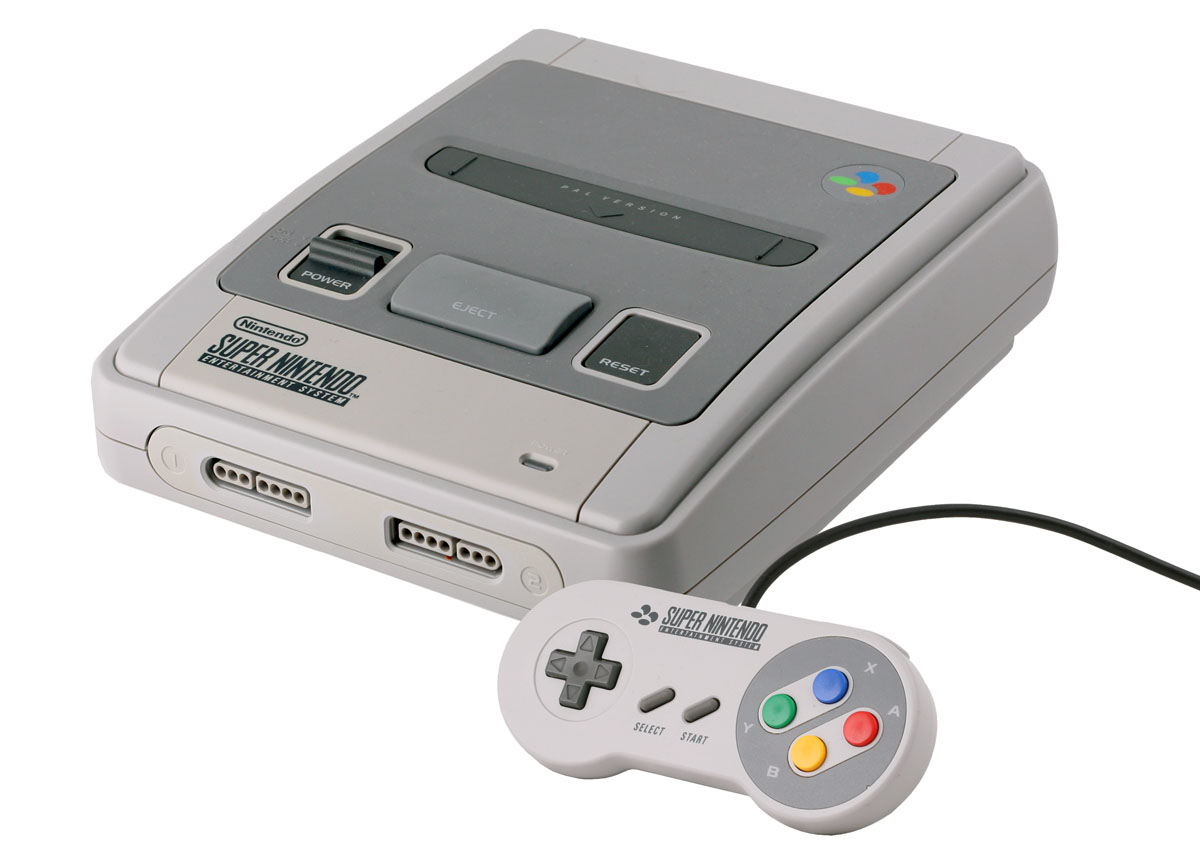
Super Nintendo Entertainment System (1992)
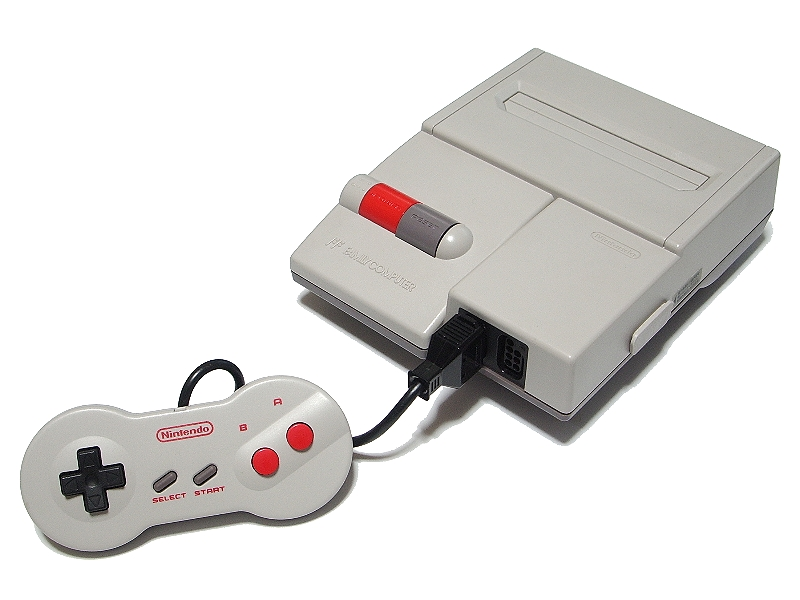
Family Computer (model HVC-101) – Nur in Japan (1993)
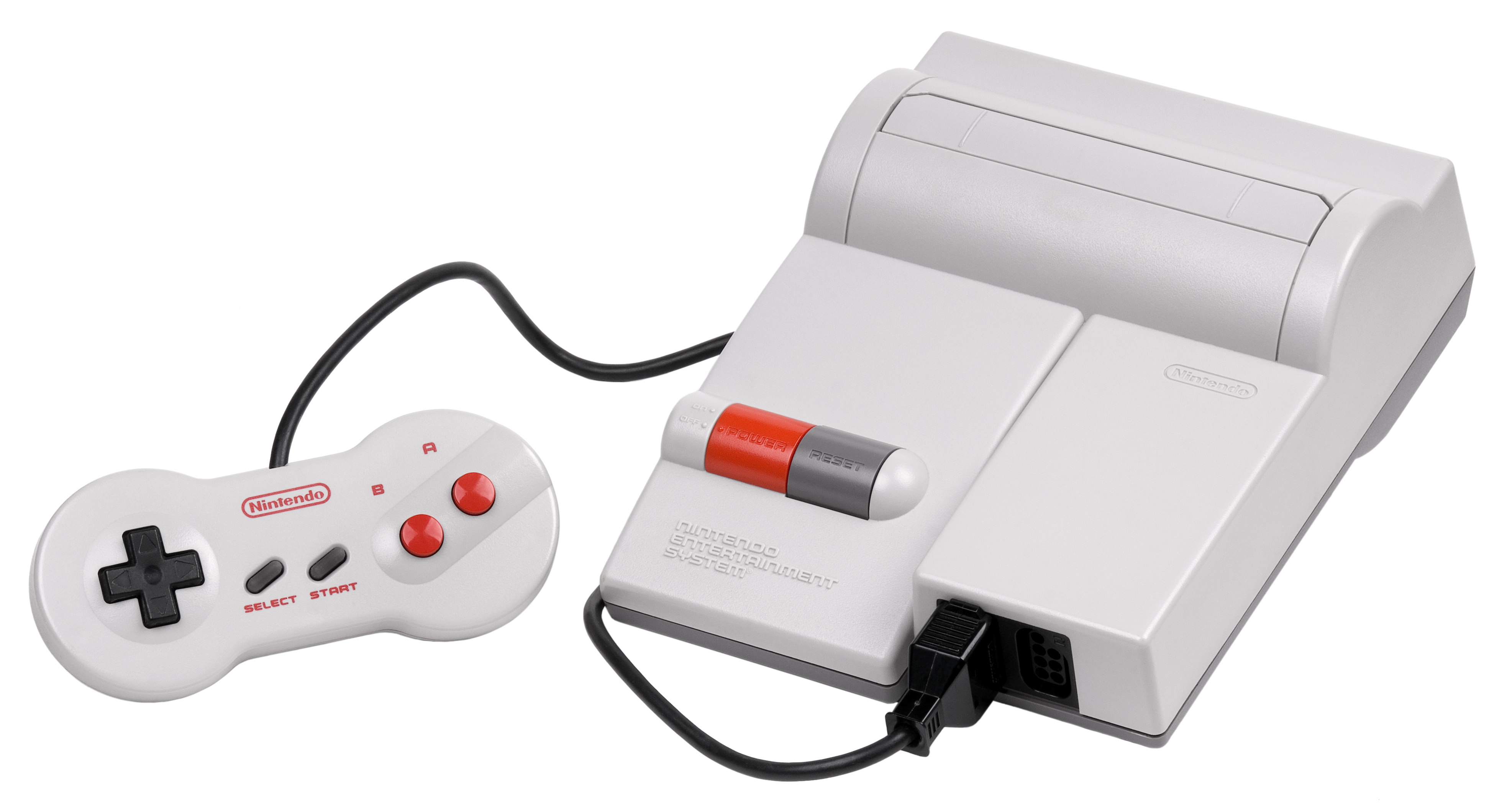
Nintendo Entertainment System (Model NES-101) – Nur in Nordamerika (1993)
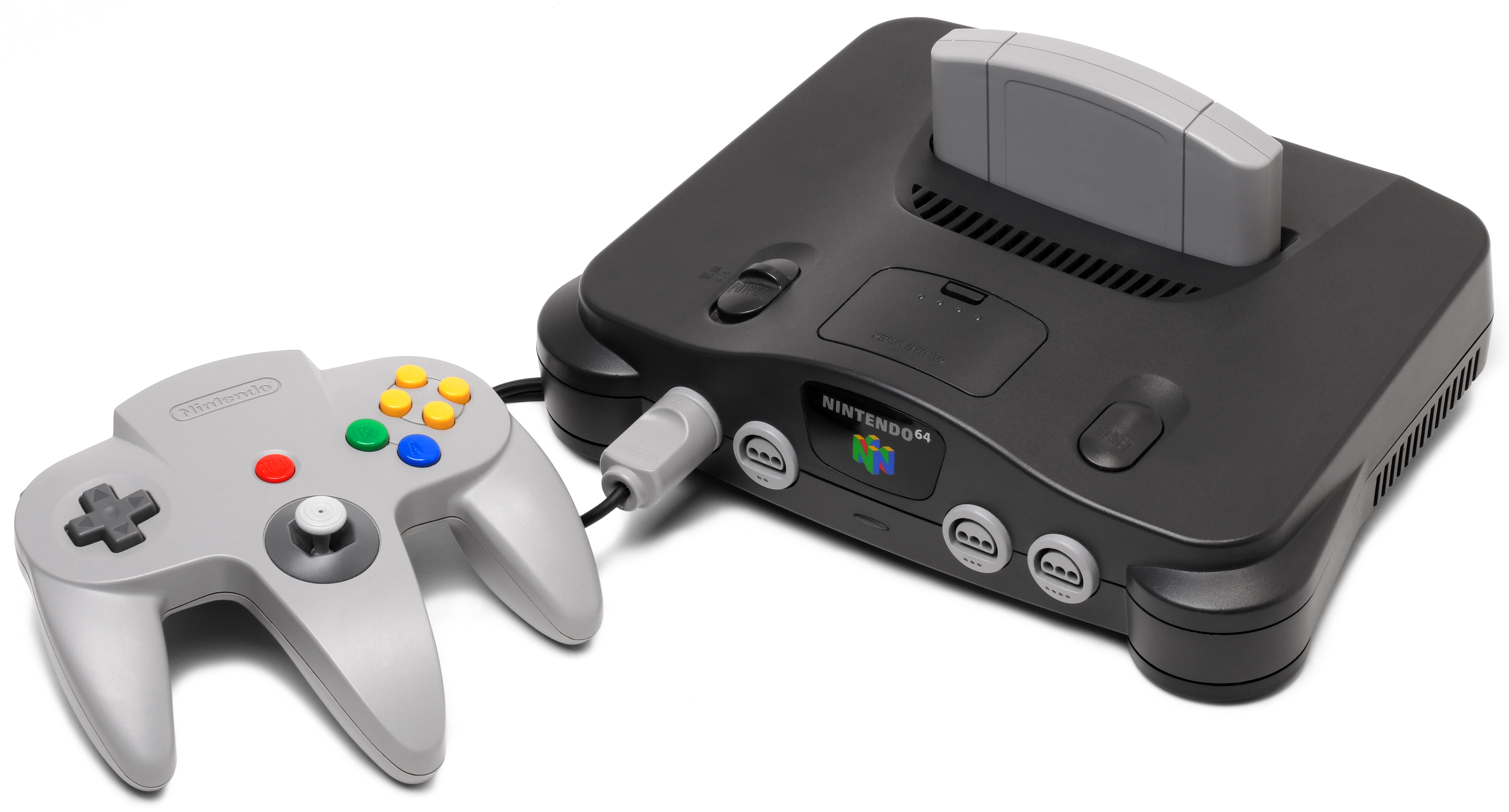
Nintendo 64 (1996)
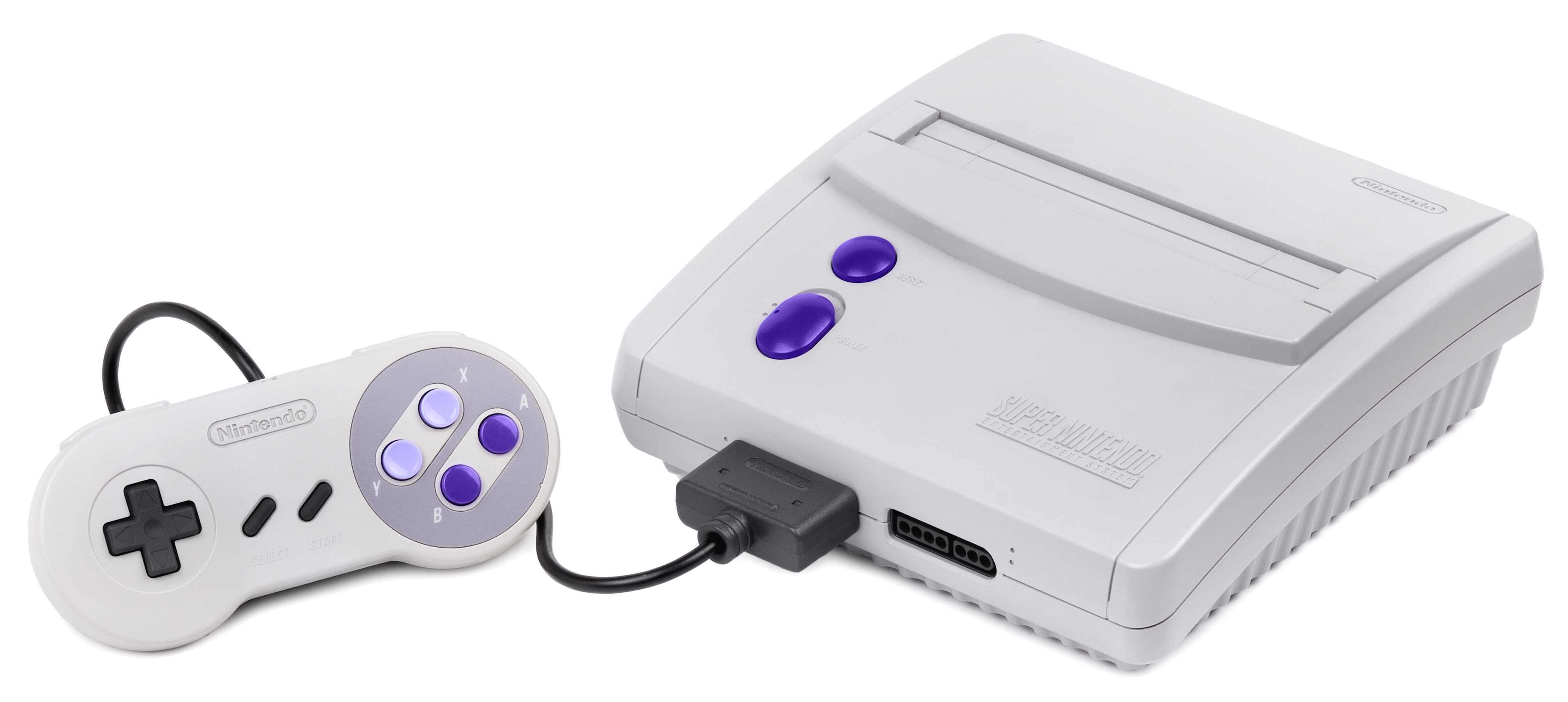
Super Nintendo Entertainment System (Model SNS-101) – Nur in Nordamerika (1997)
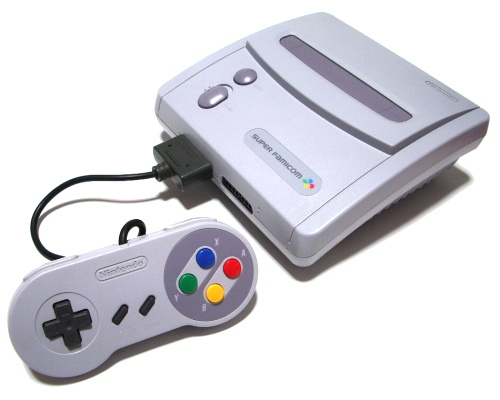
Super Famicom Jr. (Model SHVC-101) – Nur in Japan (1998)
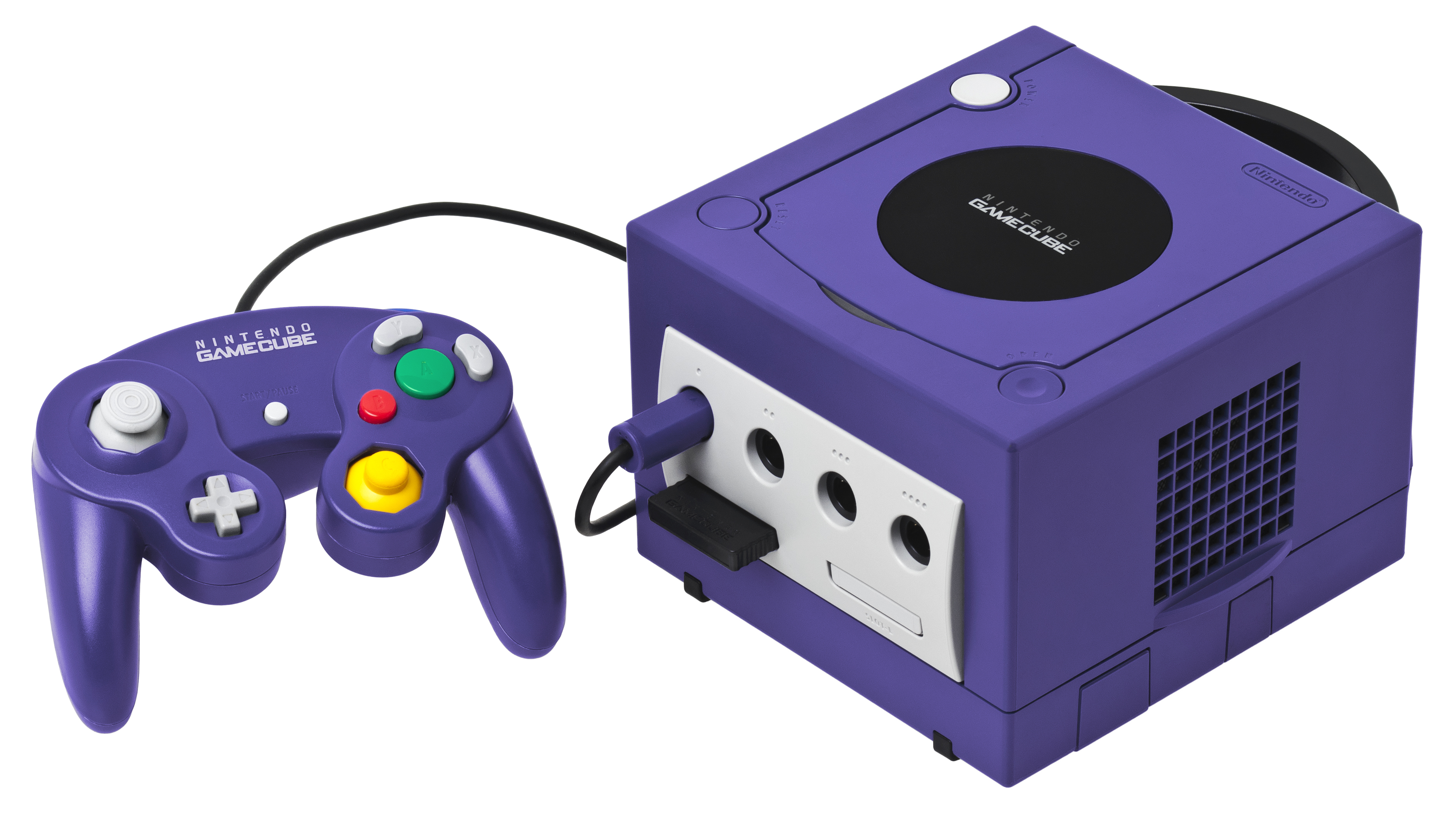
GameCube (2001)
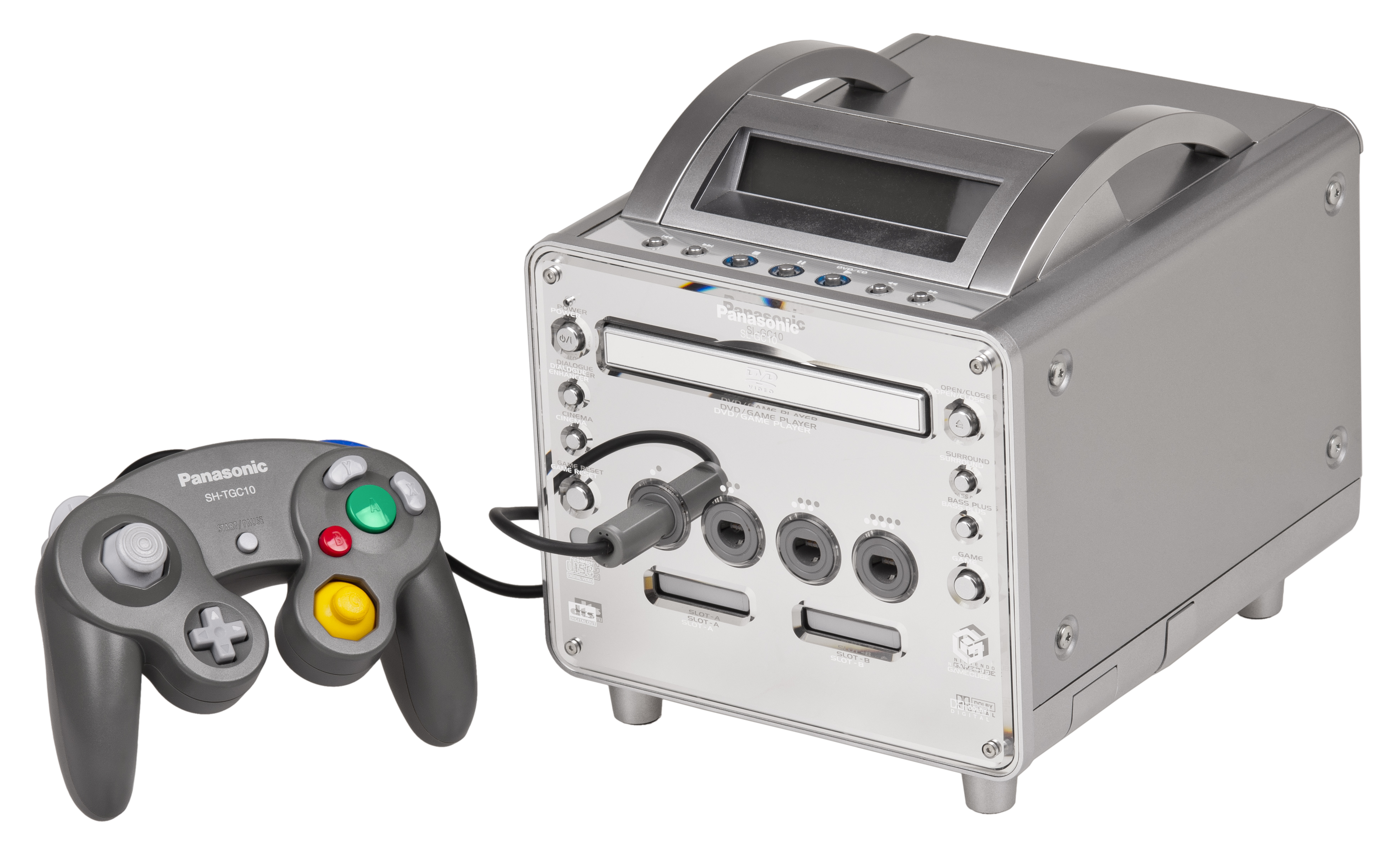
Panasonic Q – Nur in Japan (2001)
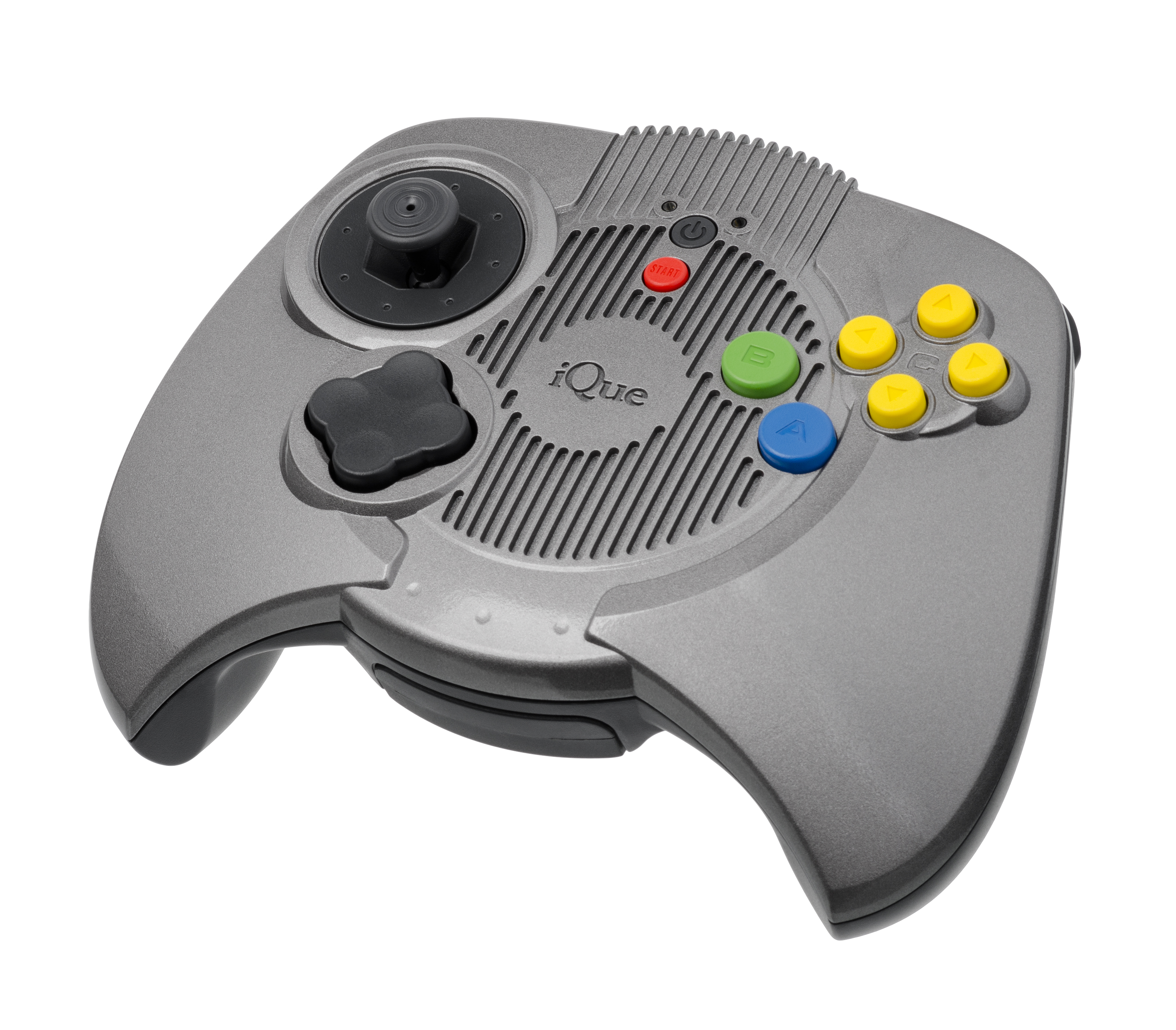
iQue Player – Nur in China (2003)
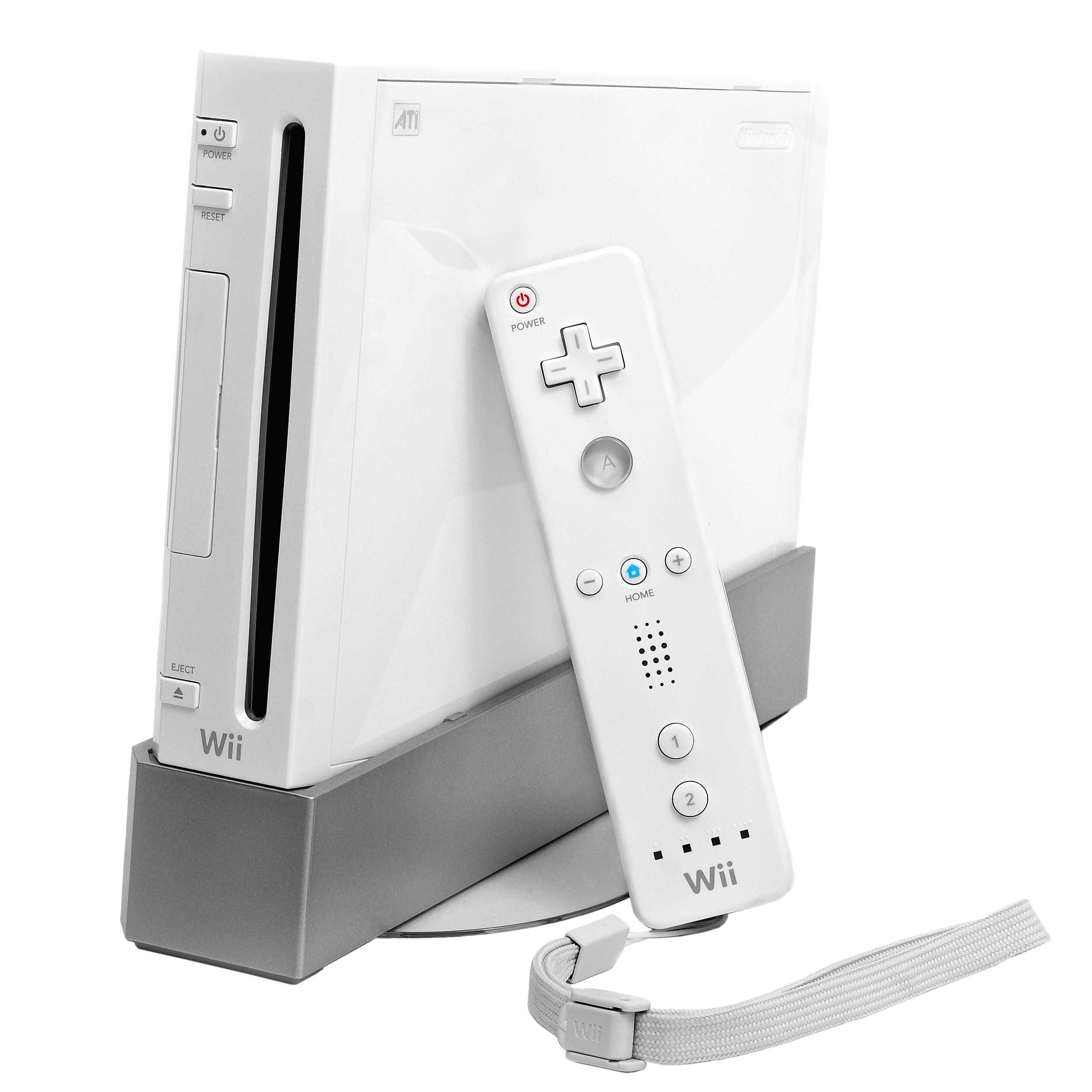
Wii (2006)
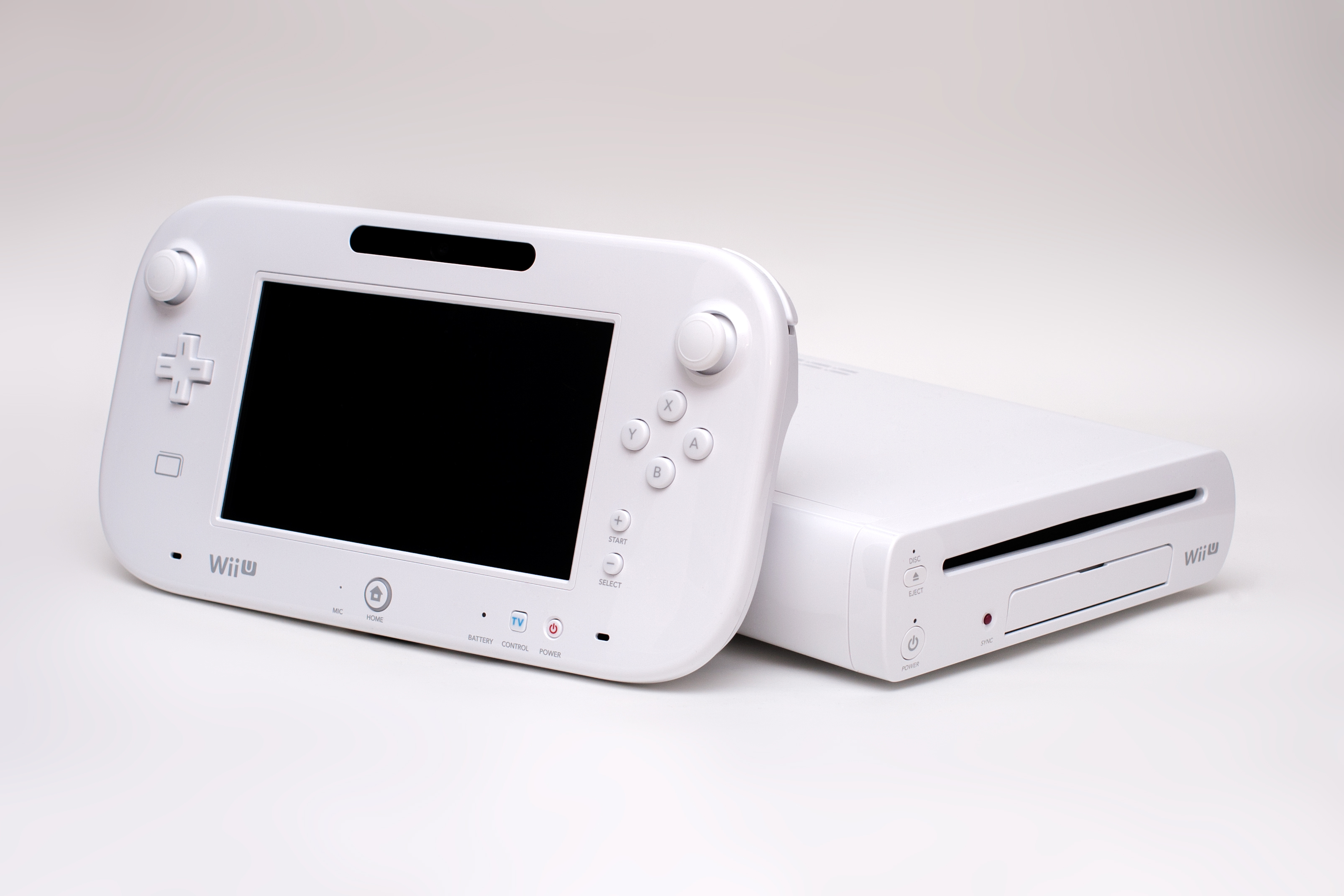
Wii U (2012)
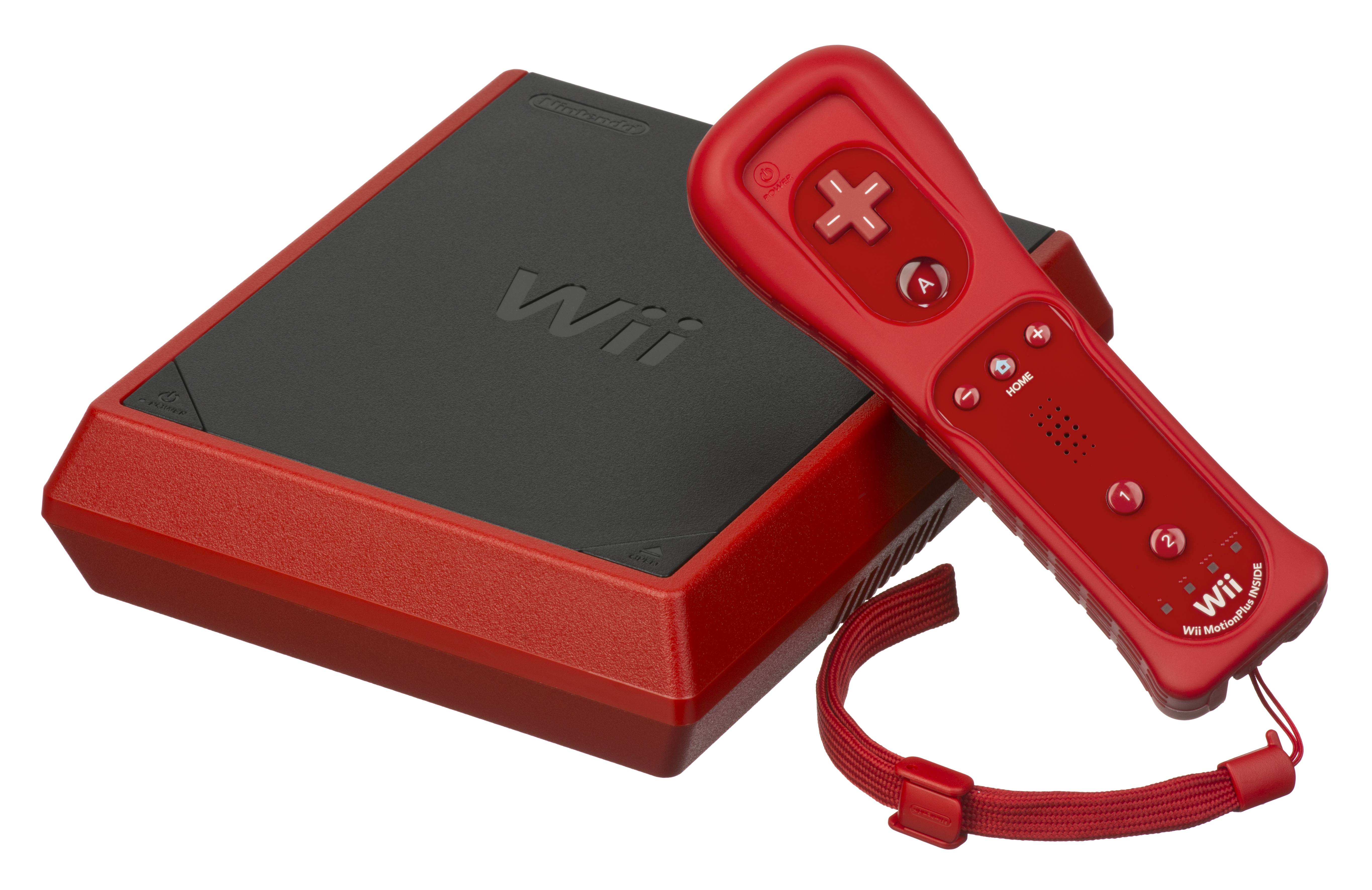
Wii mini (2013)
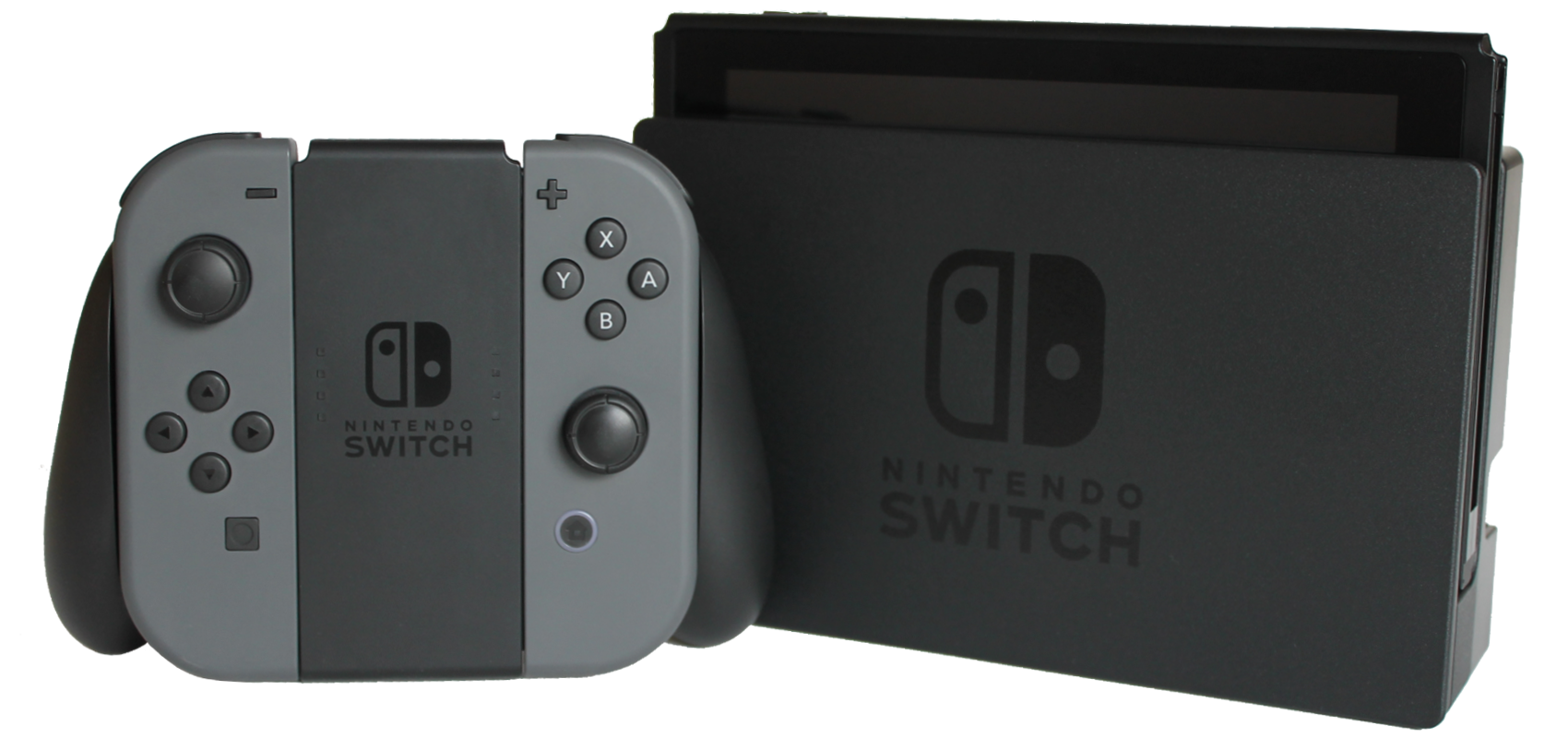
Nintendo Switch (2017, hybride Spielkonsole)
Nintendo Switch OLED (2021)
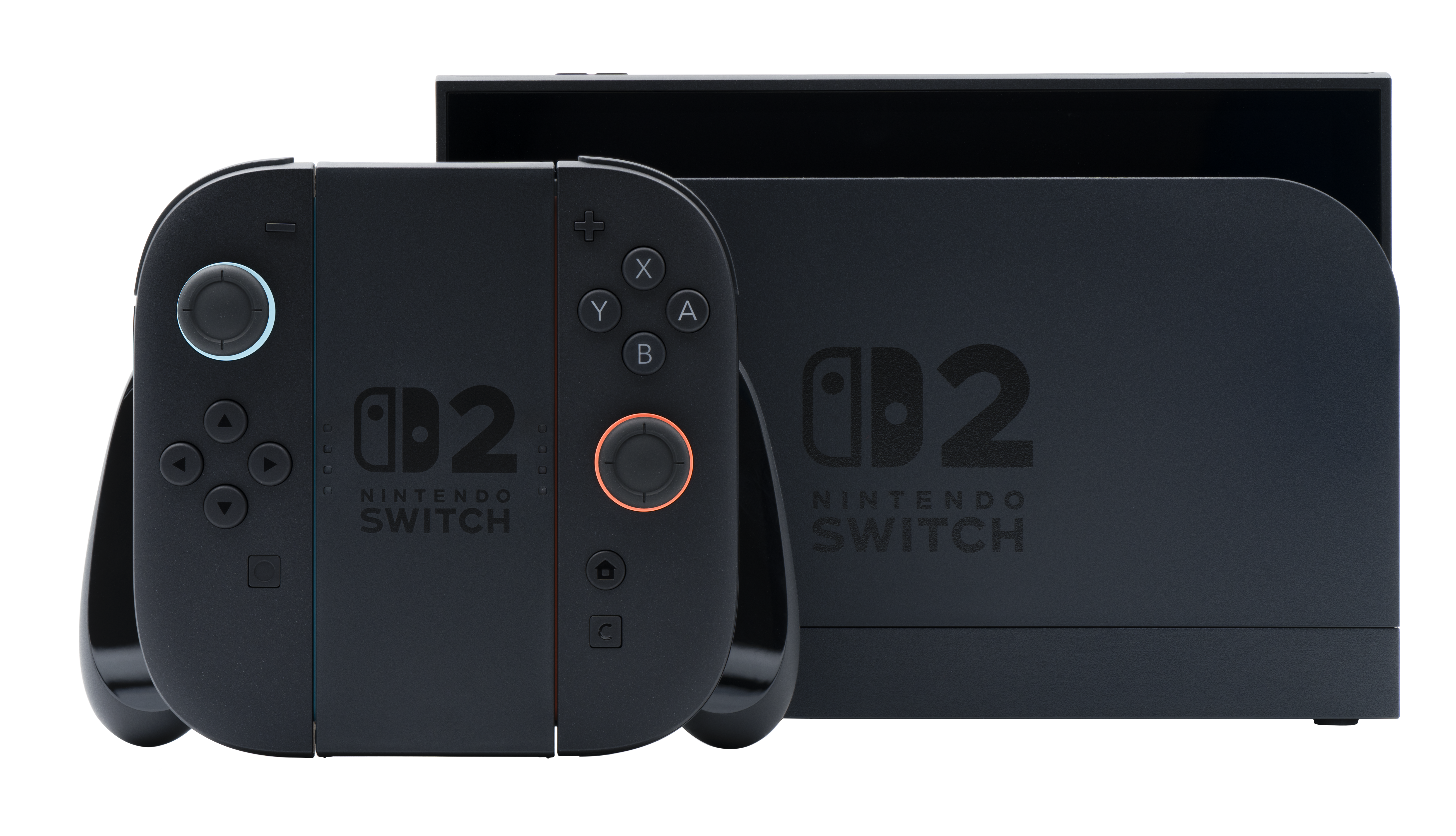
Nintendo Switch 2 (2025)

### Andere

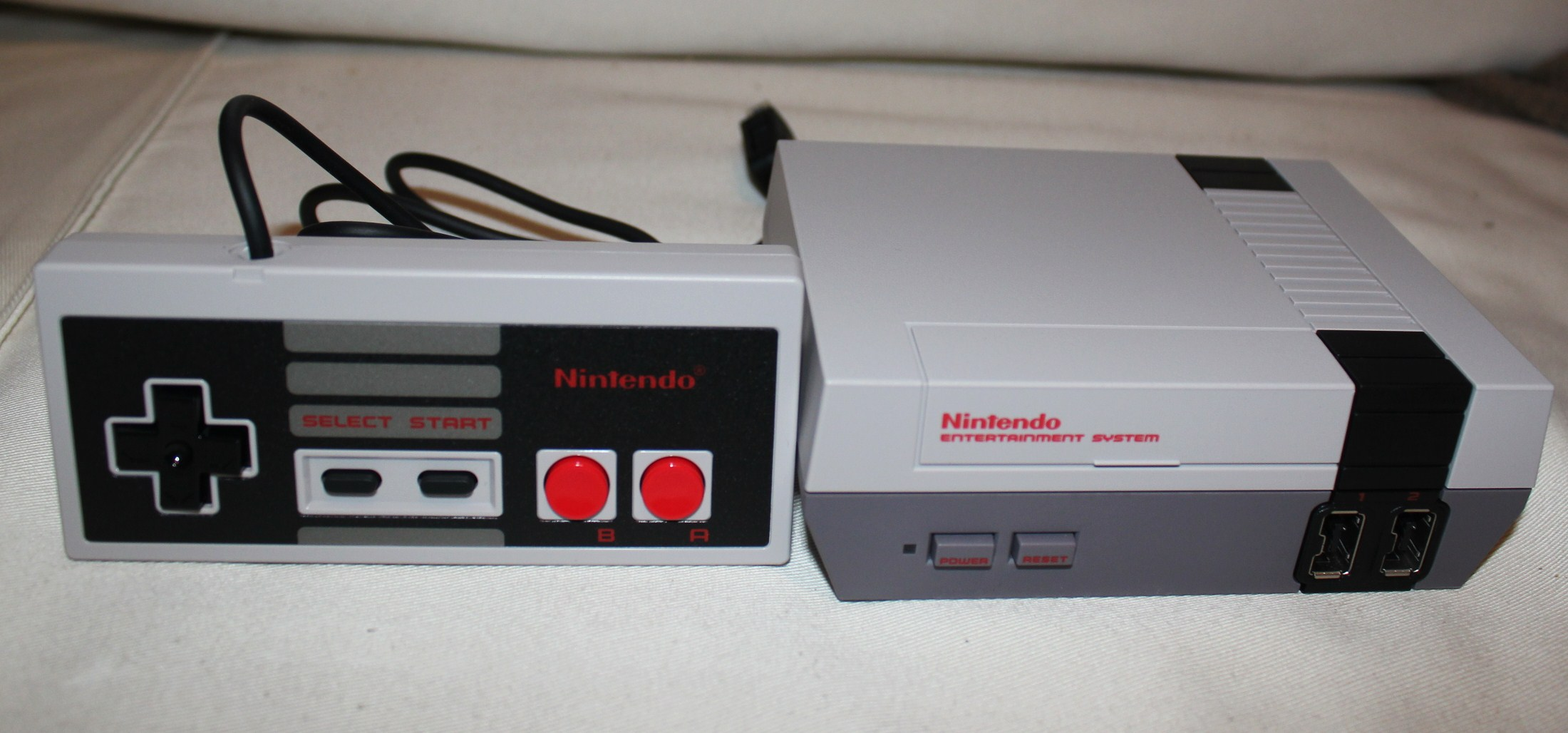
Nintendo Classic Mini (2016)
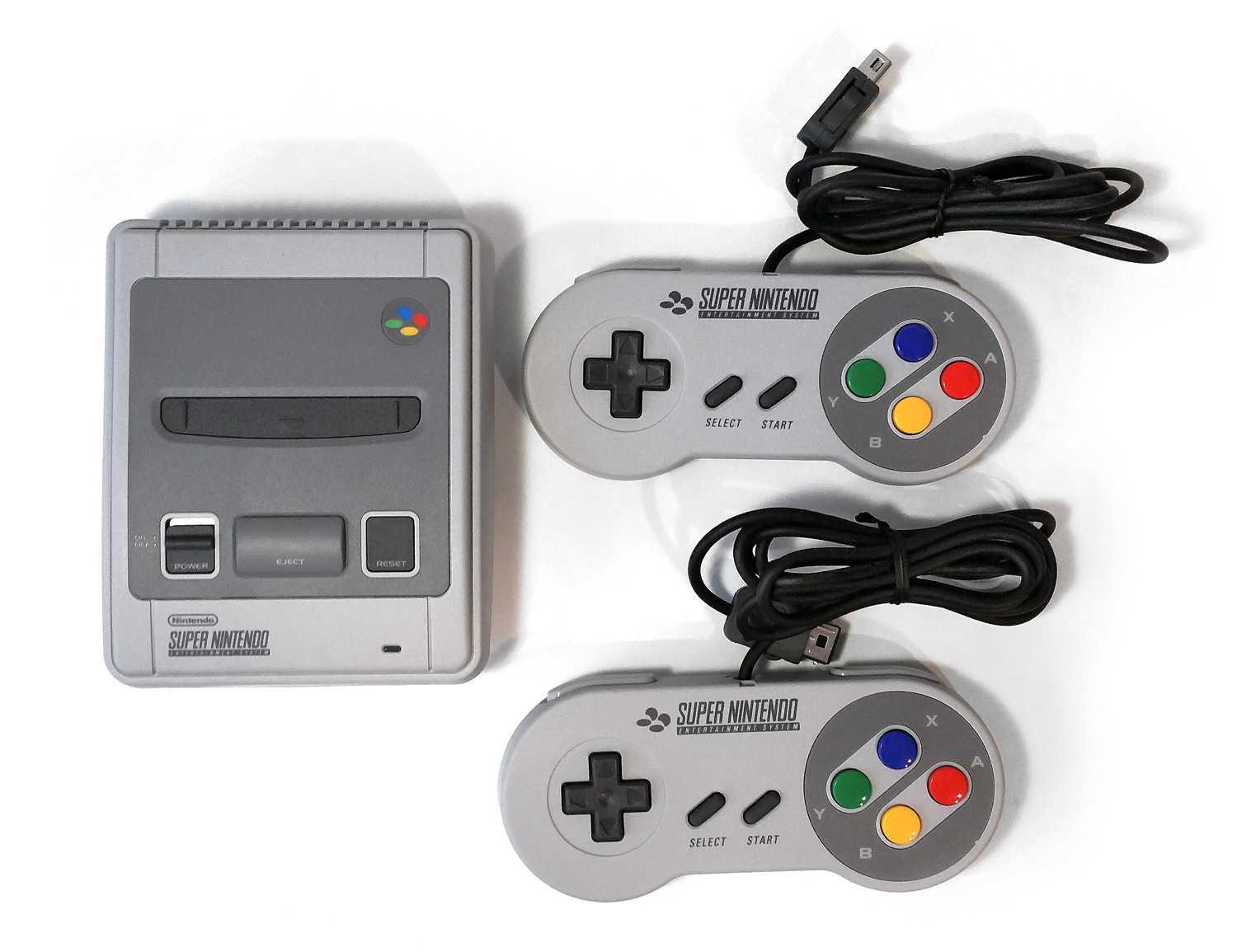
Super Nintendo Classic Mini (2017)

## Handheld-Konsolen

### Hauptreihe

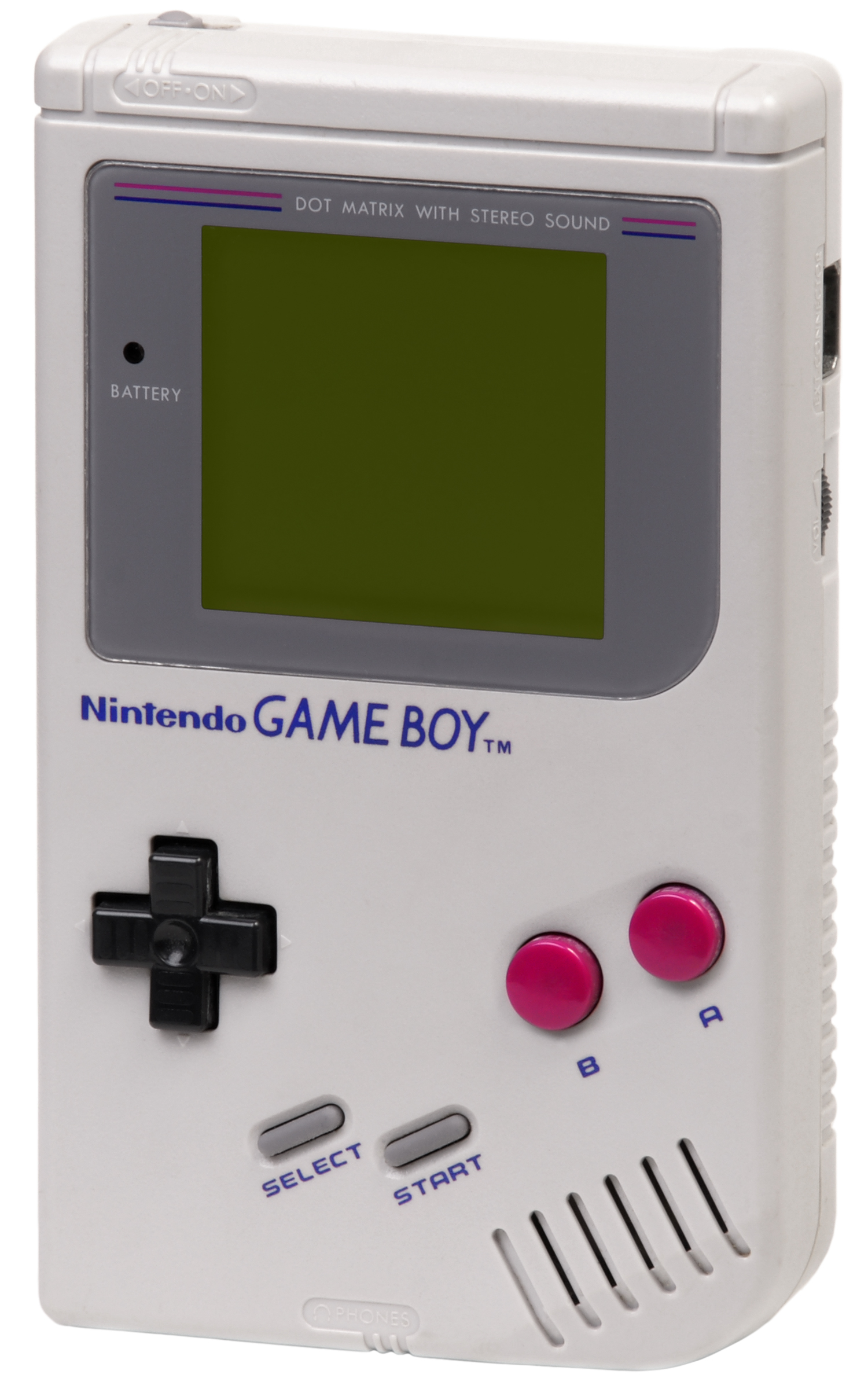
Game Boy (1989)
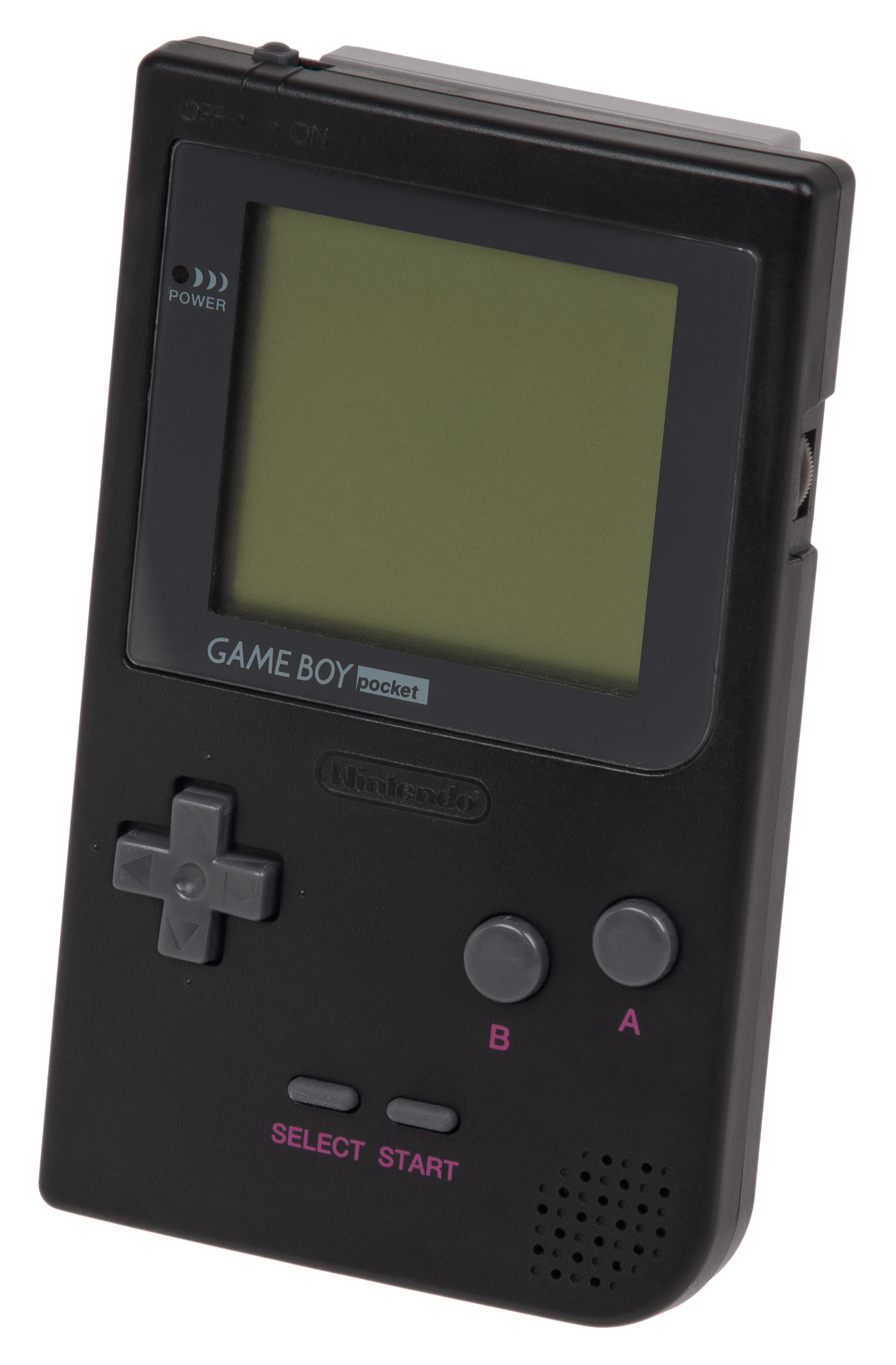
Game Boy Pocket (1996)
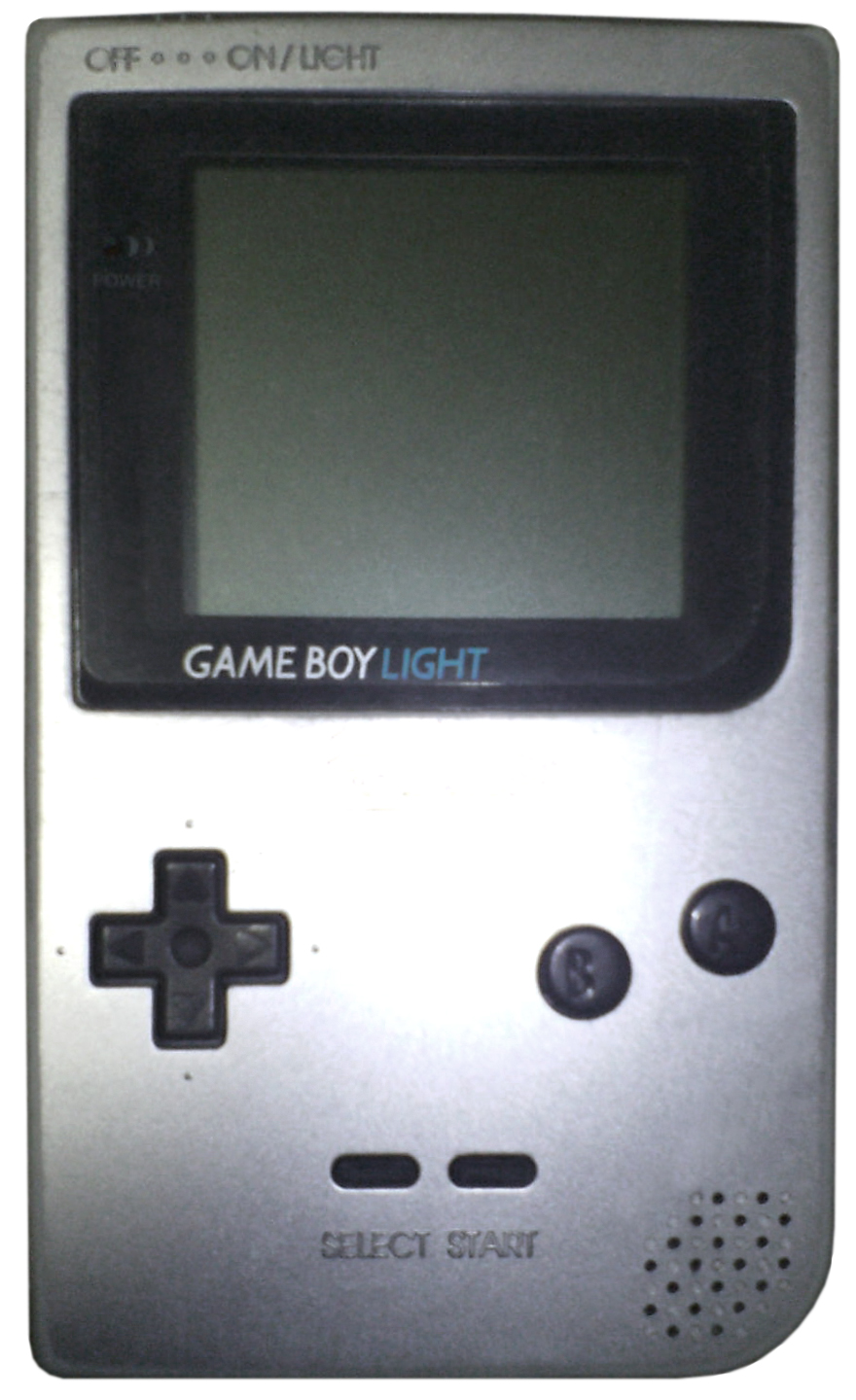
Game Boy Light – Nur in Japan (1997)
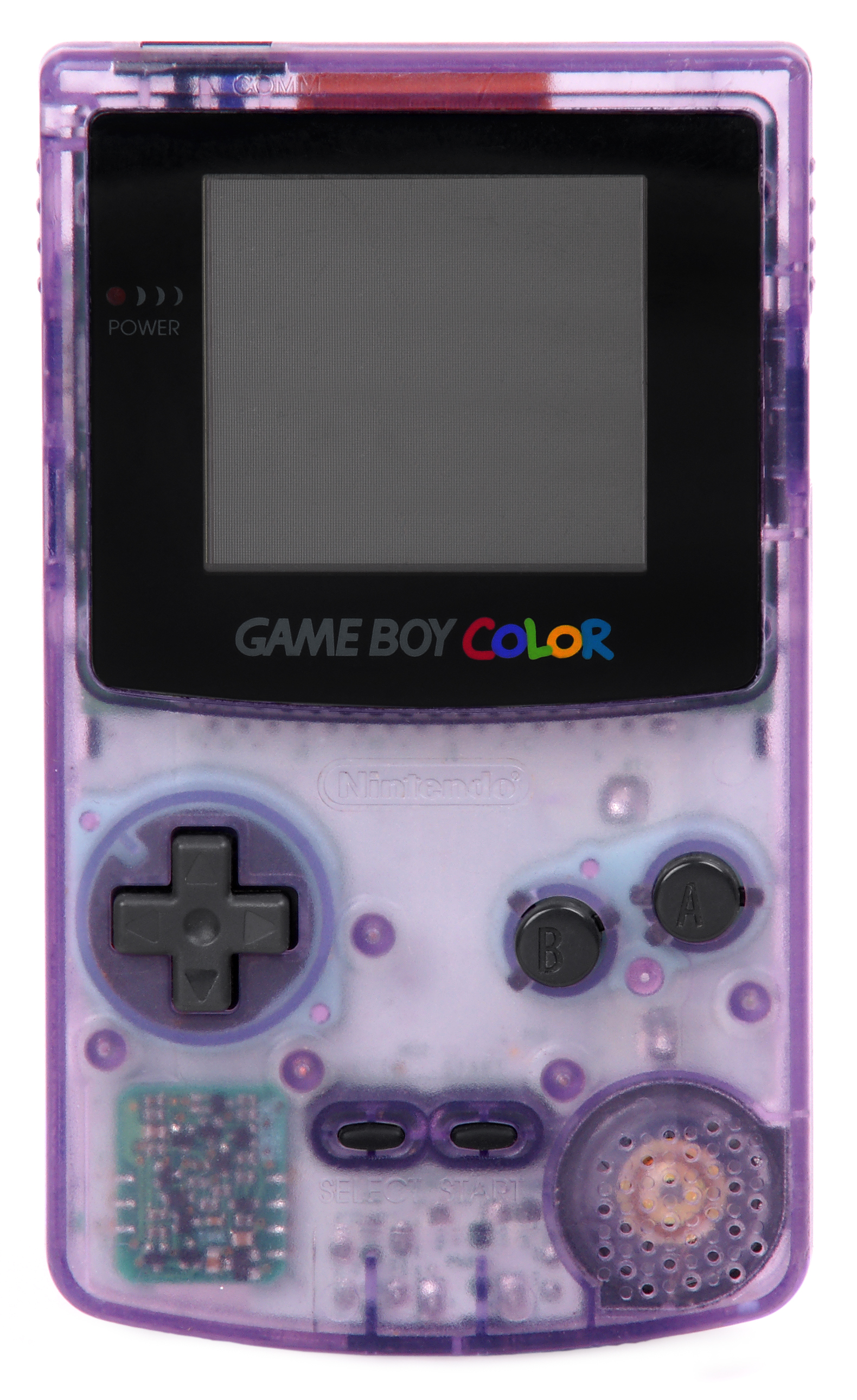
Game Boy Color (1998)
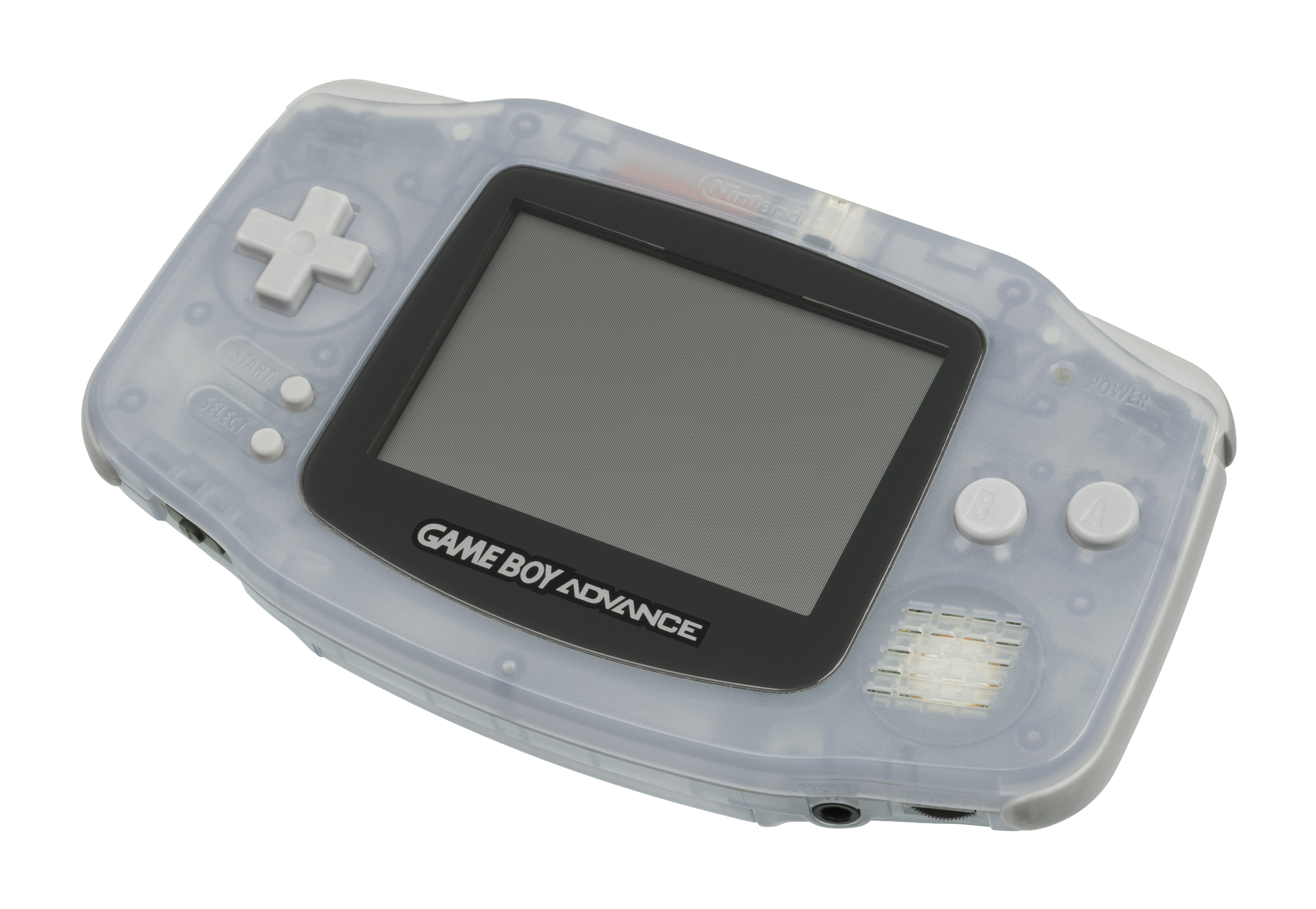
Game Boy Advance (2001)
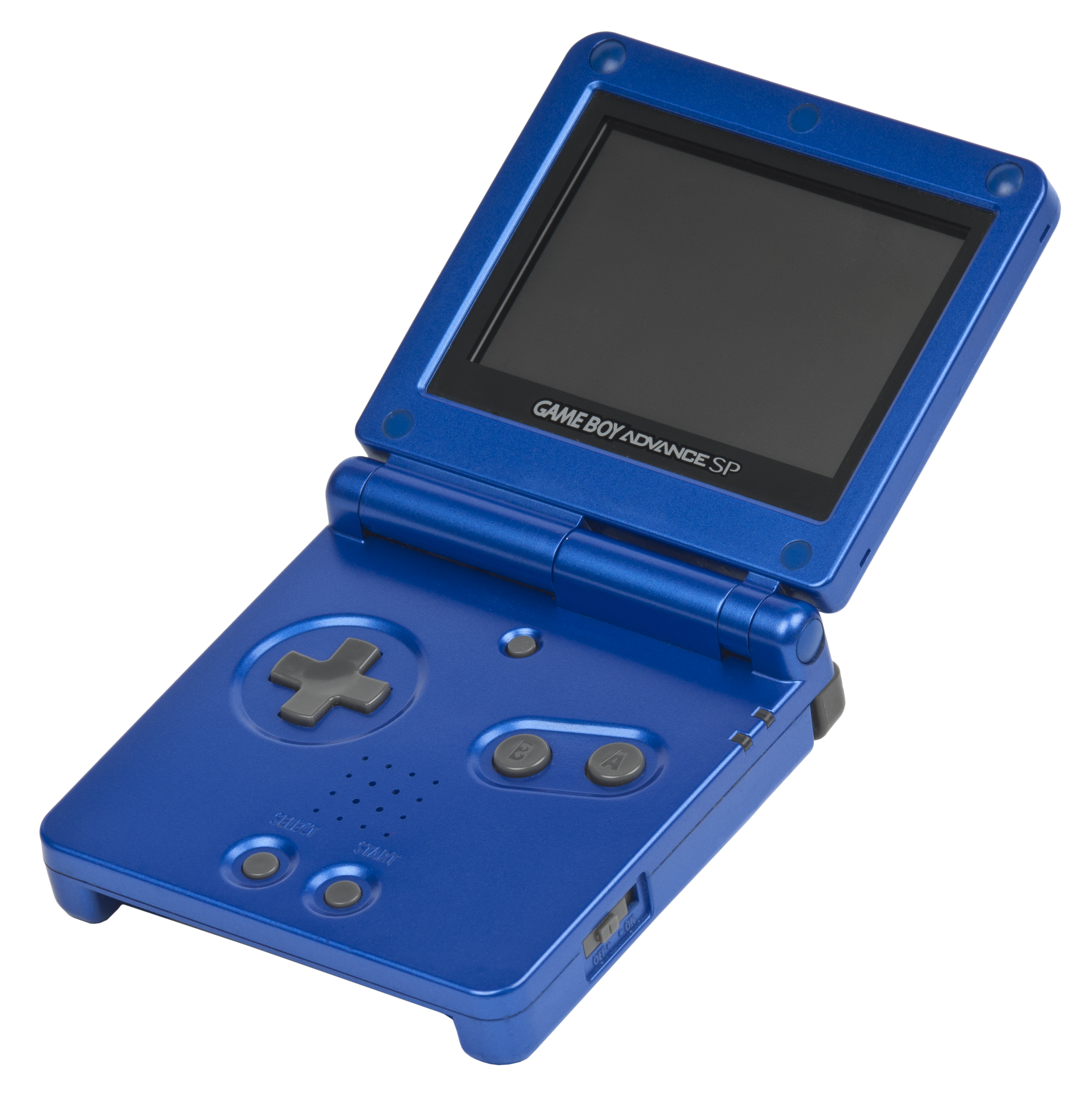
Game Boy Advance SP (2003)
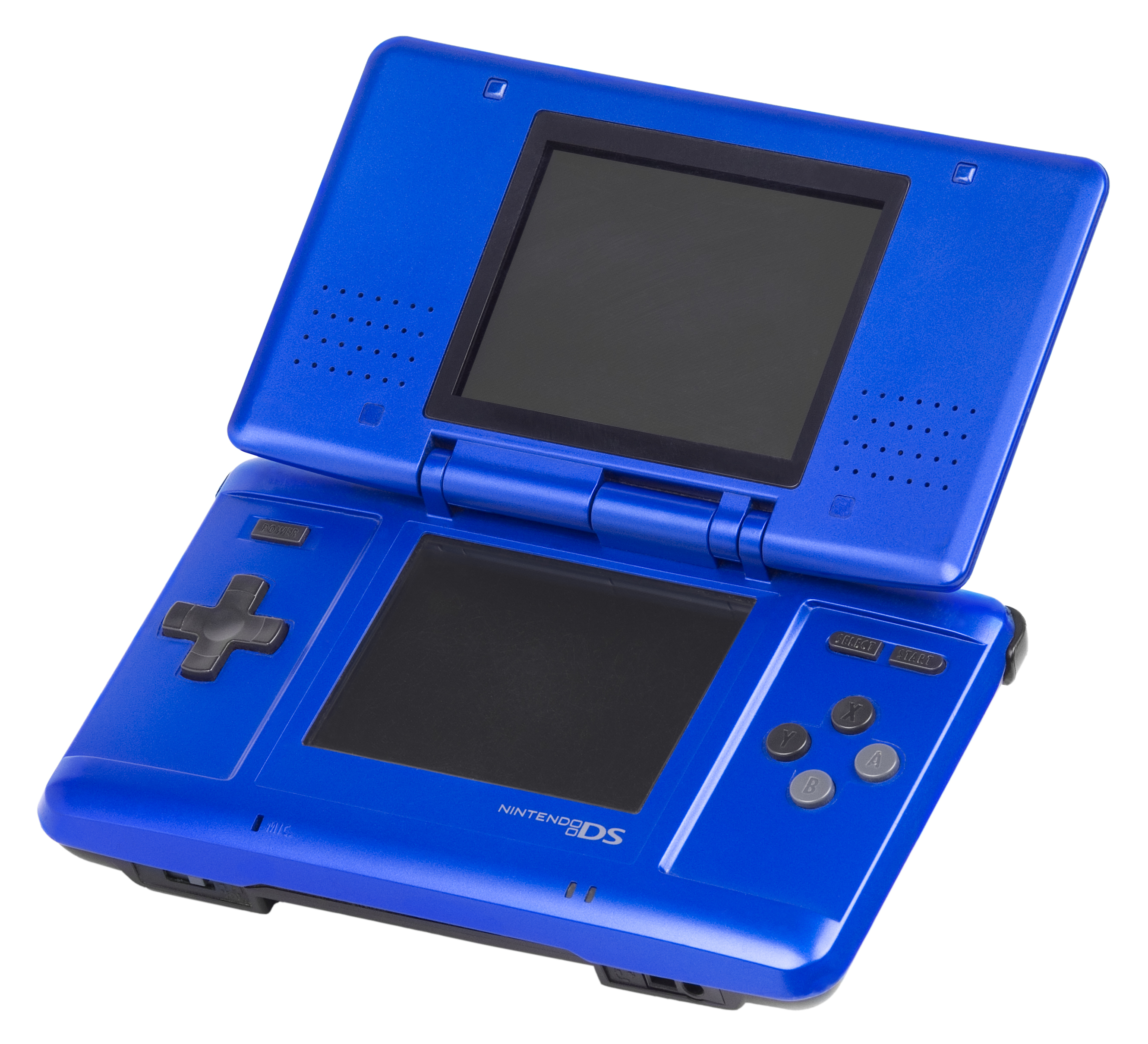
Nintendo DS (2004)
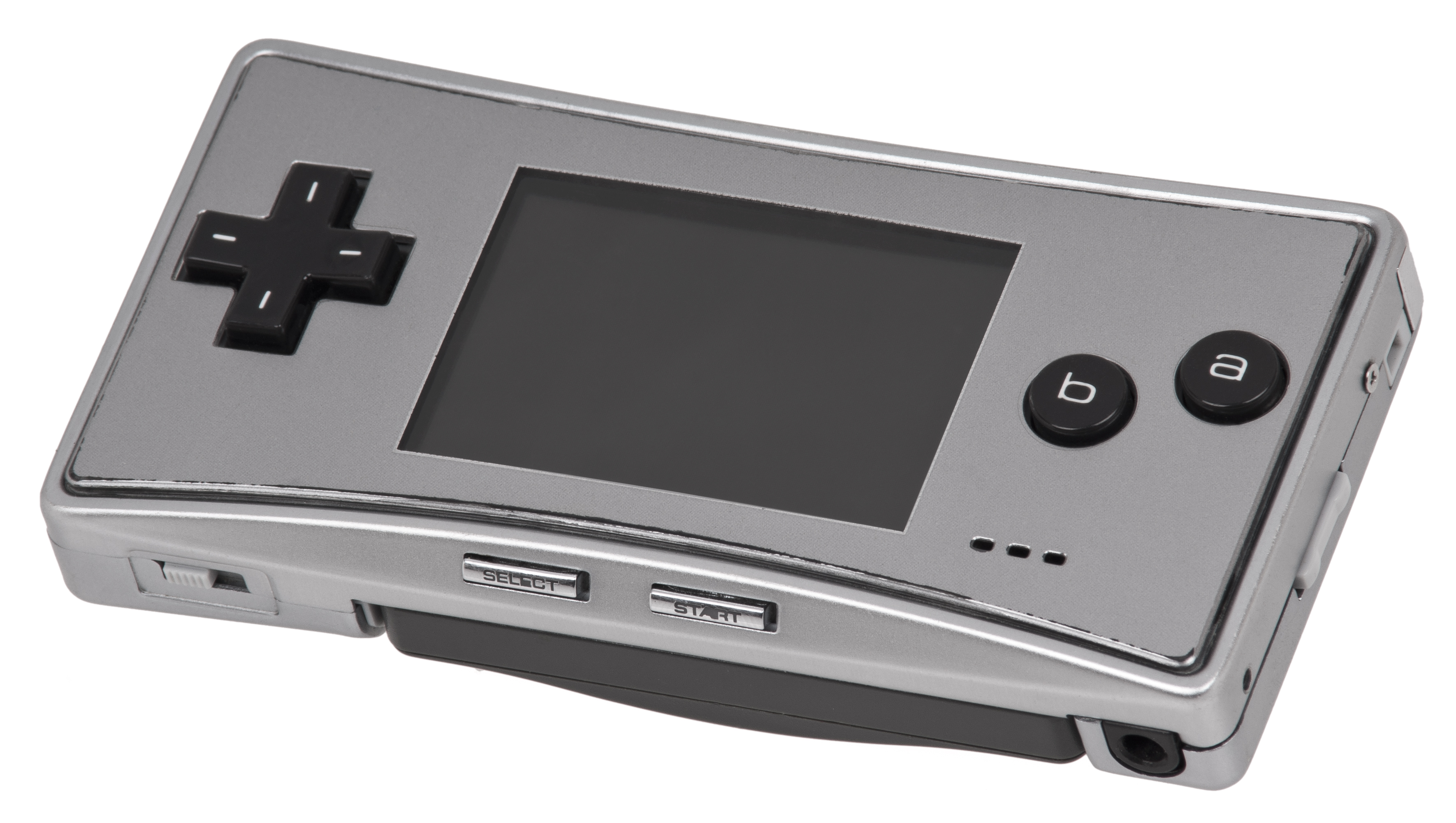
Game Boy Micro (2005)
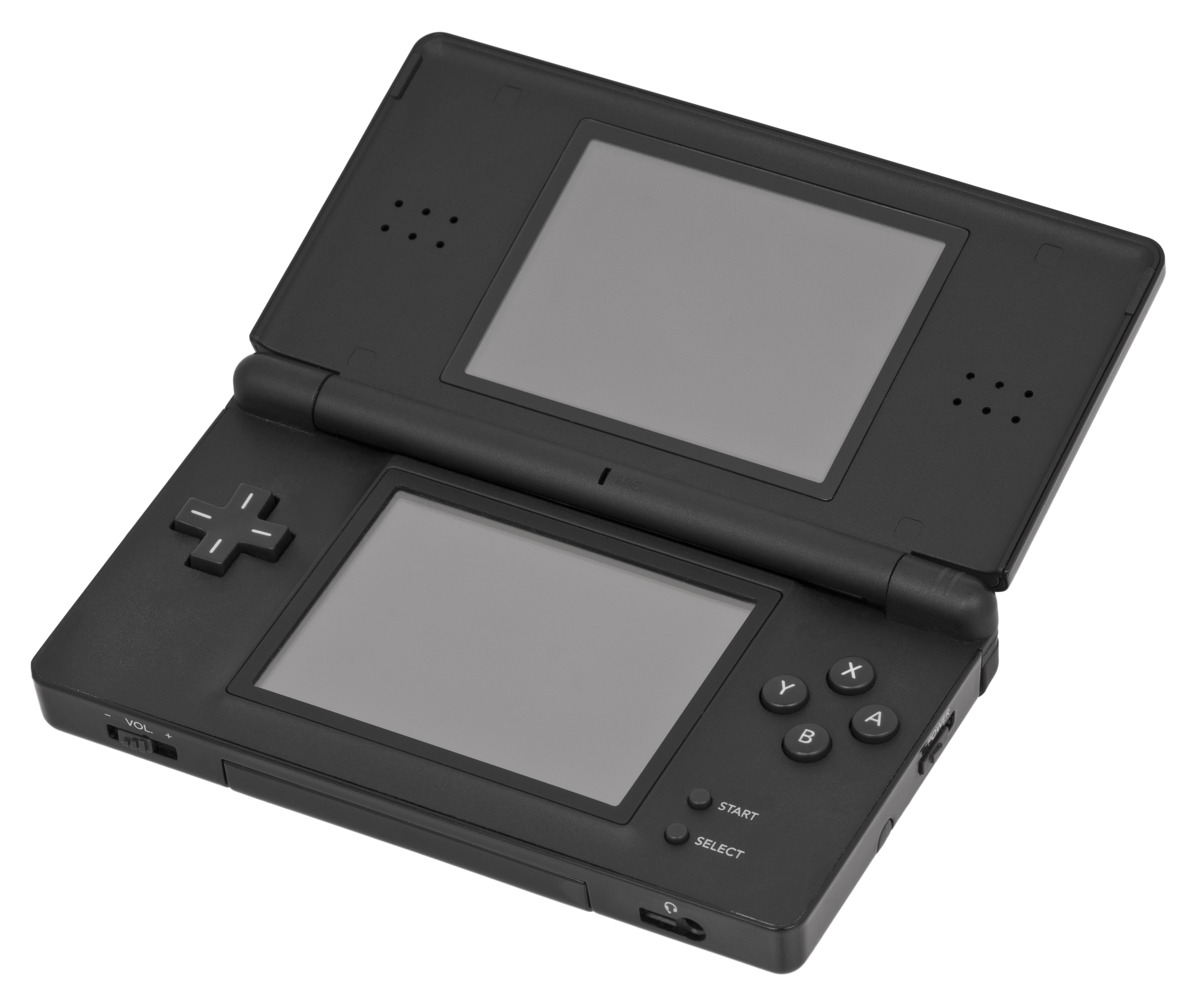
Nintendo DS Lite (2006)
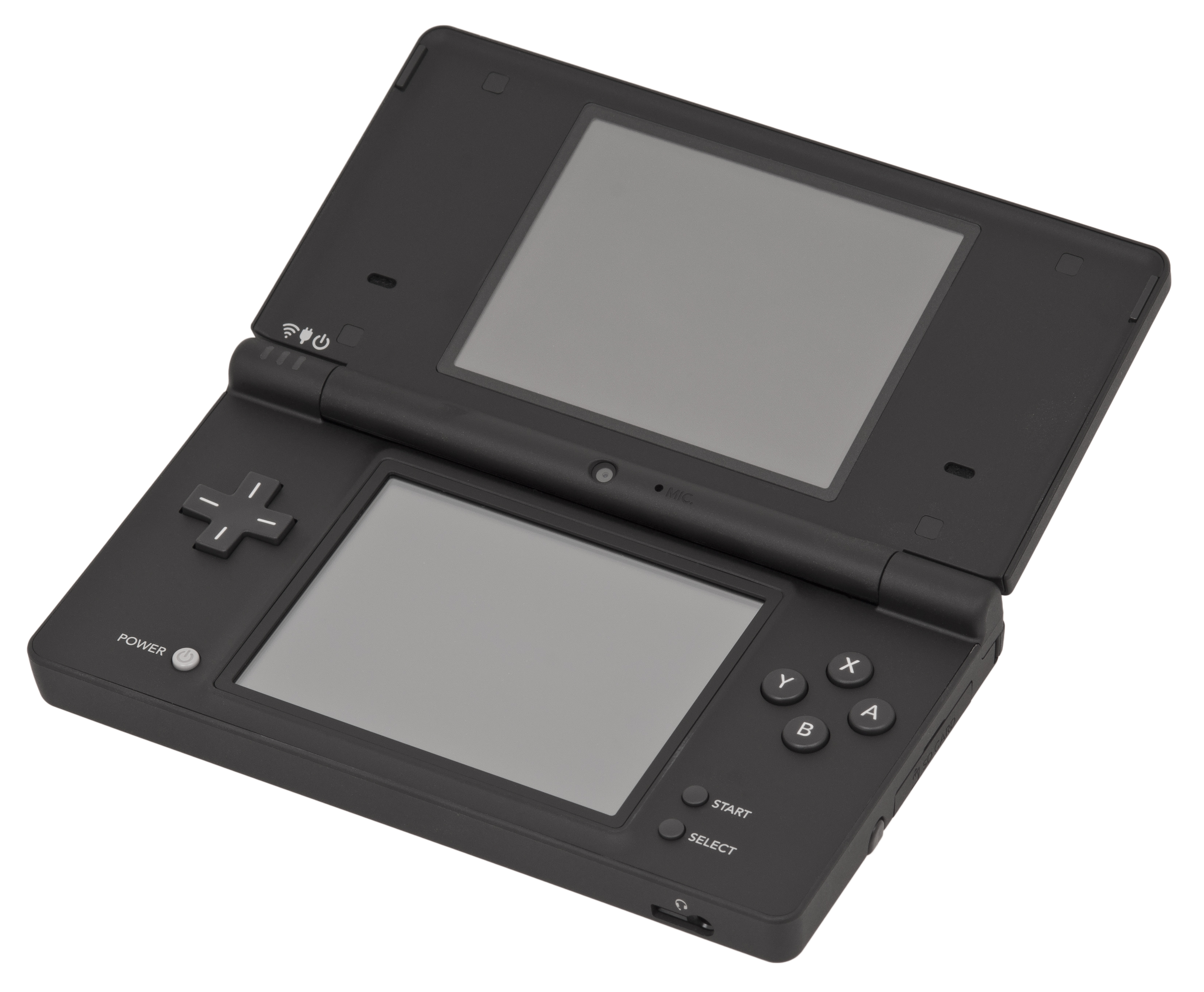
Nintendo DSi (2008)
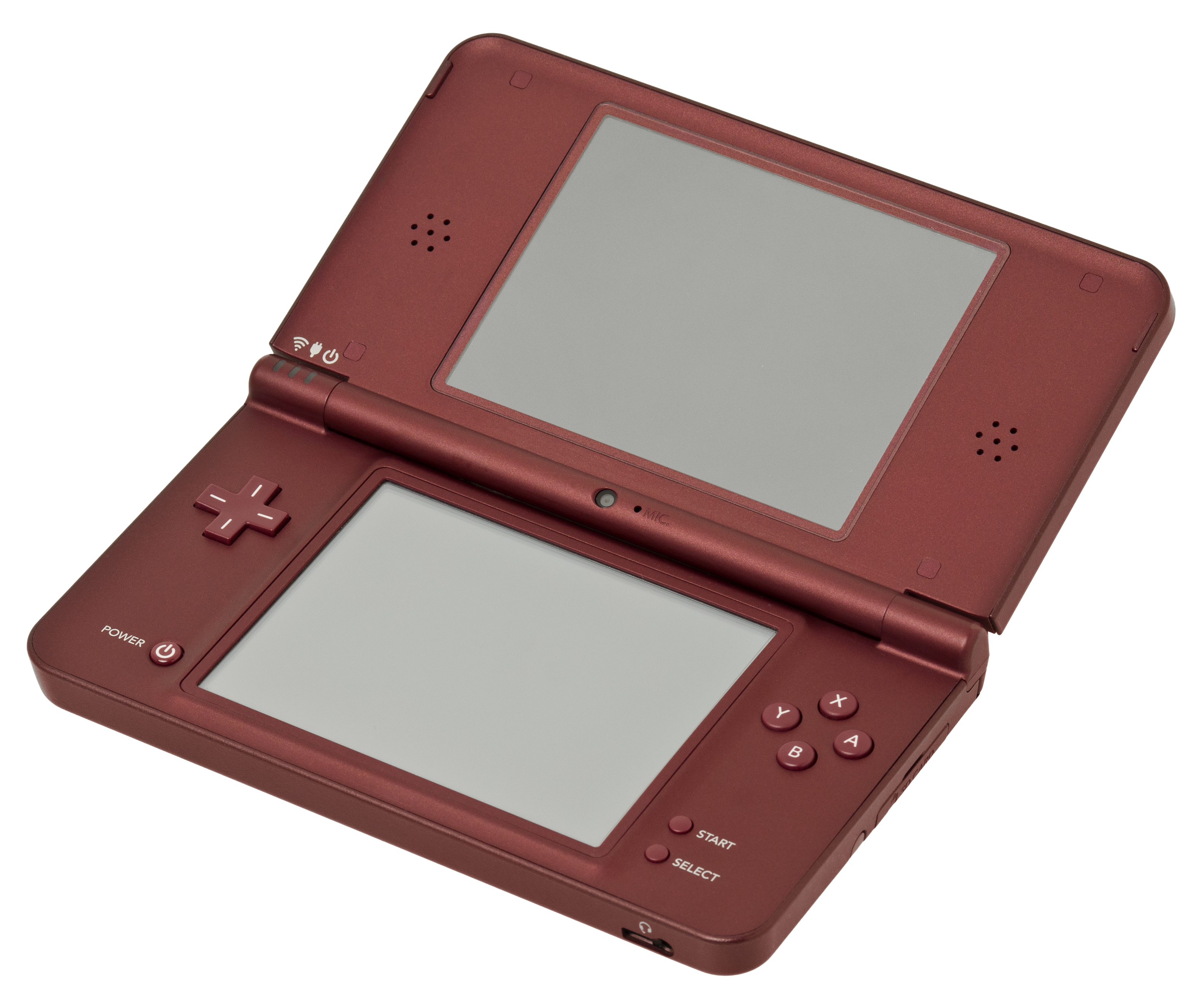
Nintendo DSi XL (2009)
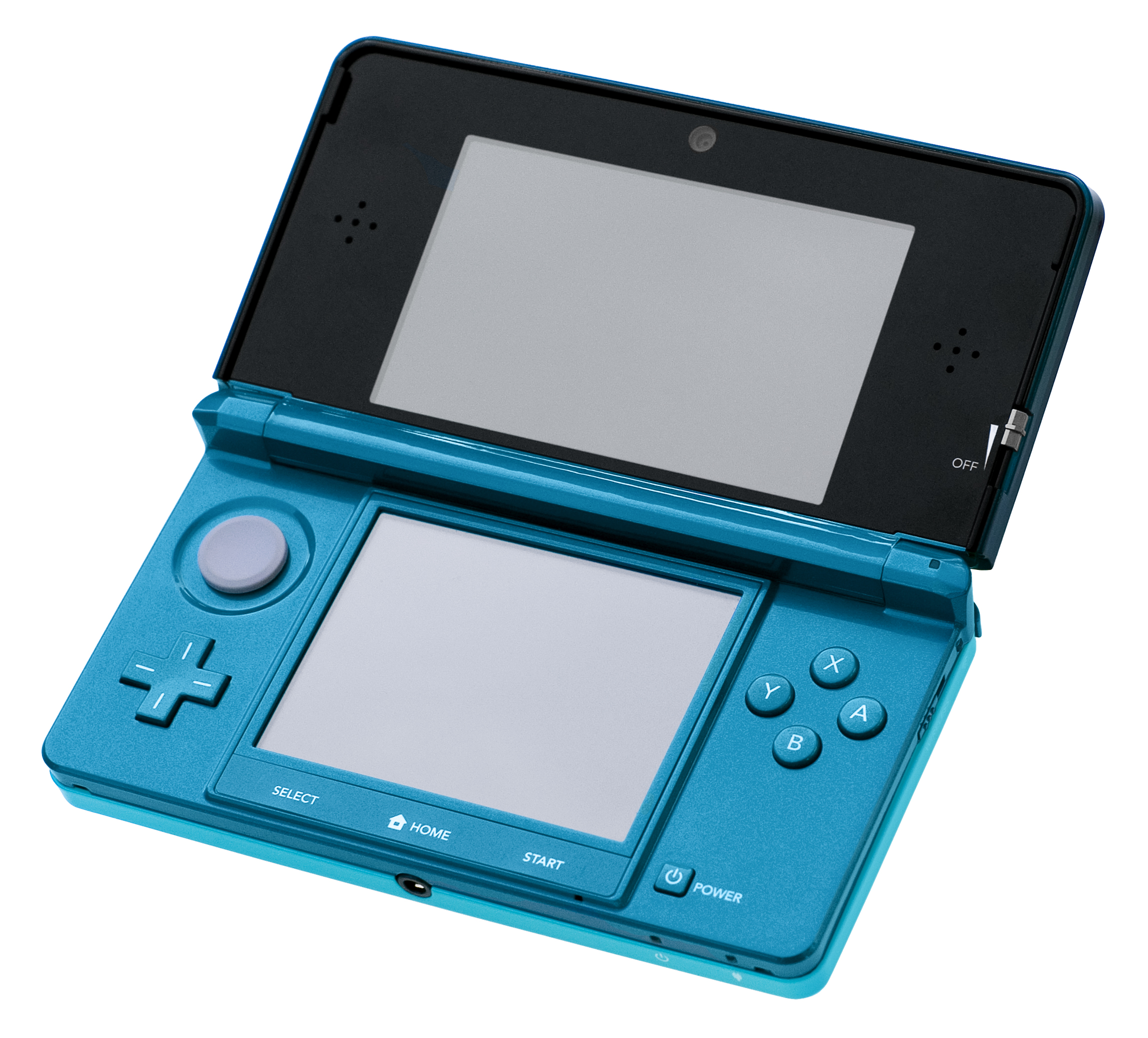
Nintendo 3DS (2011)
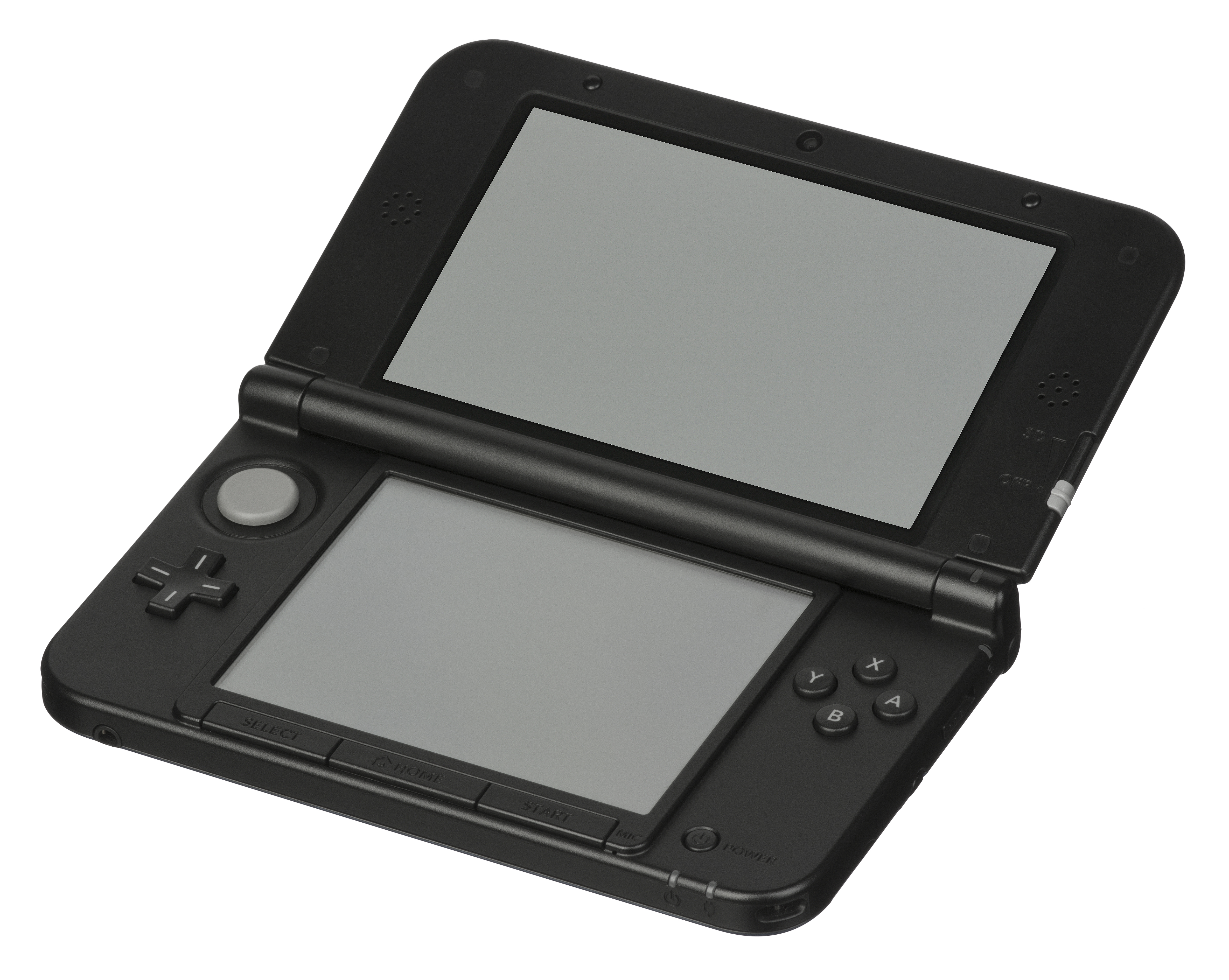
Nintendo 3DS XL (2012)
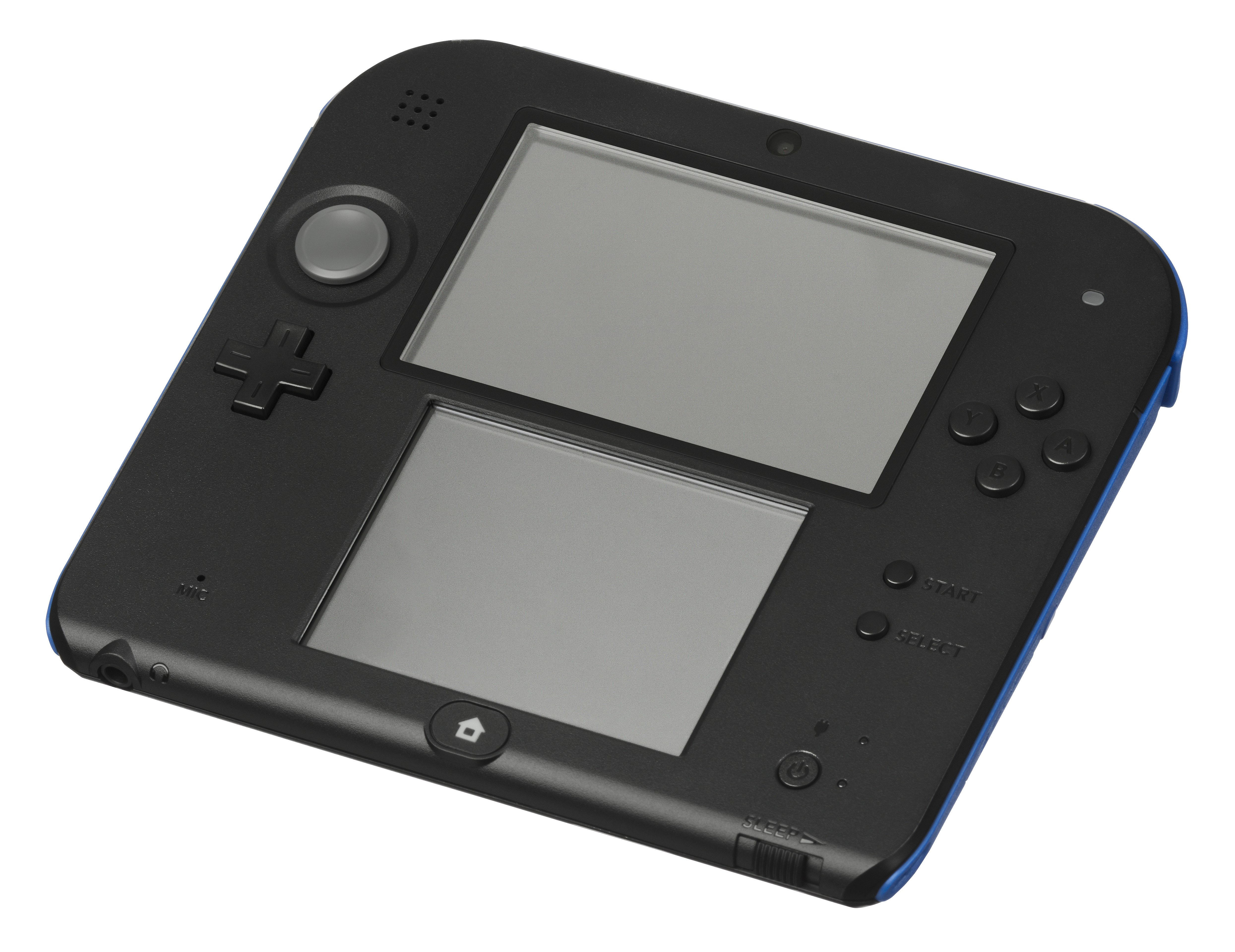
Nintendo 2DS (2013)
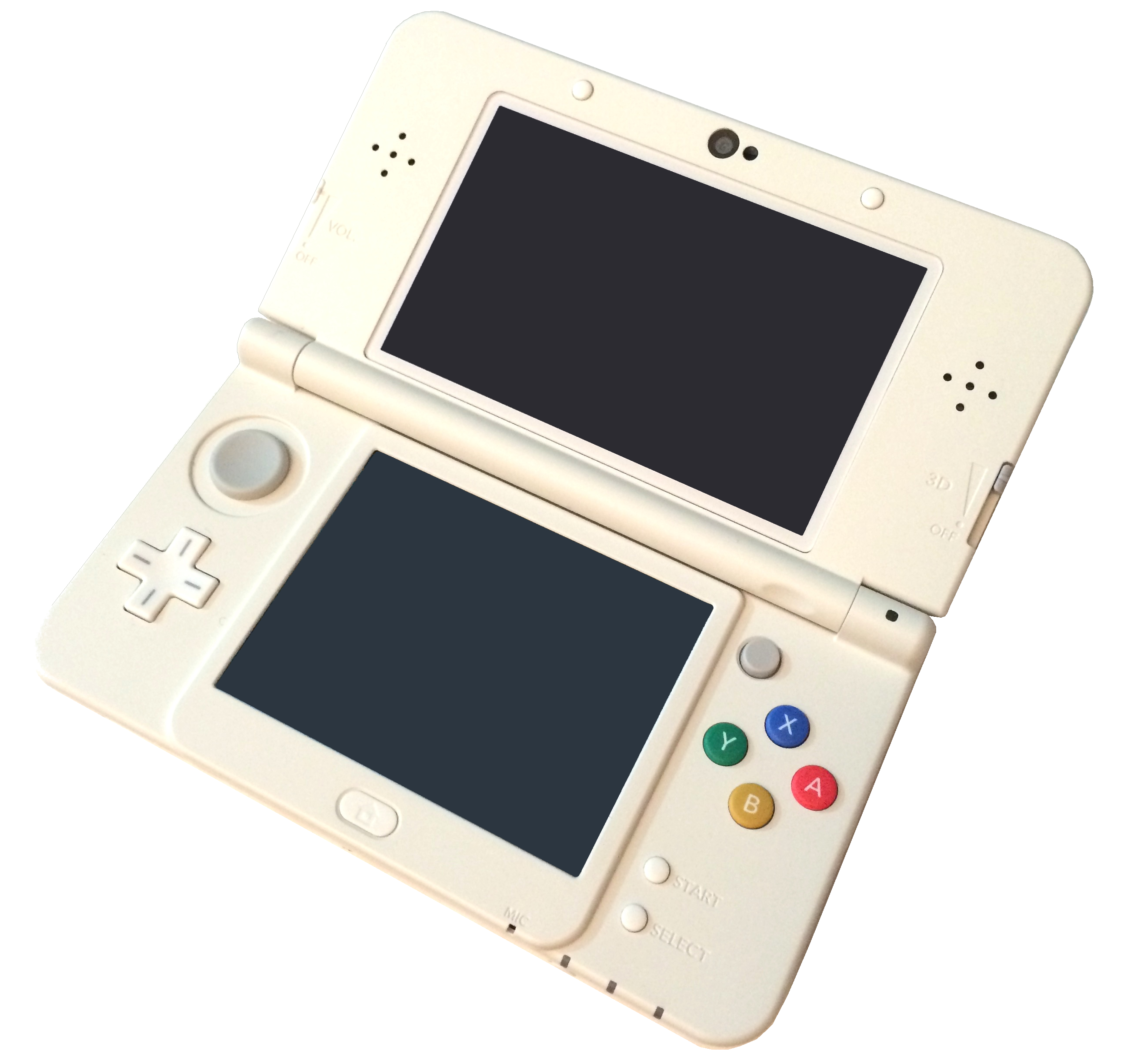
New Nintendo 3DS (2014)
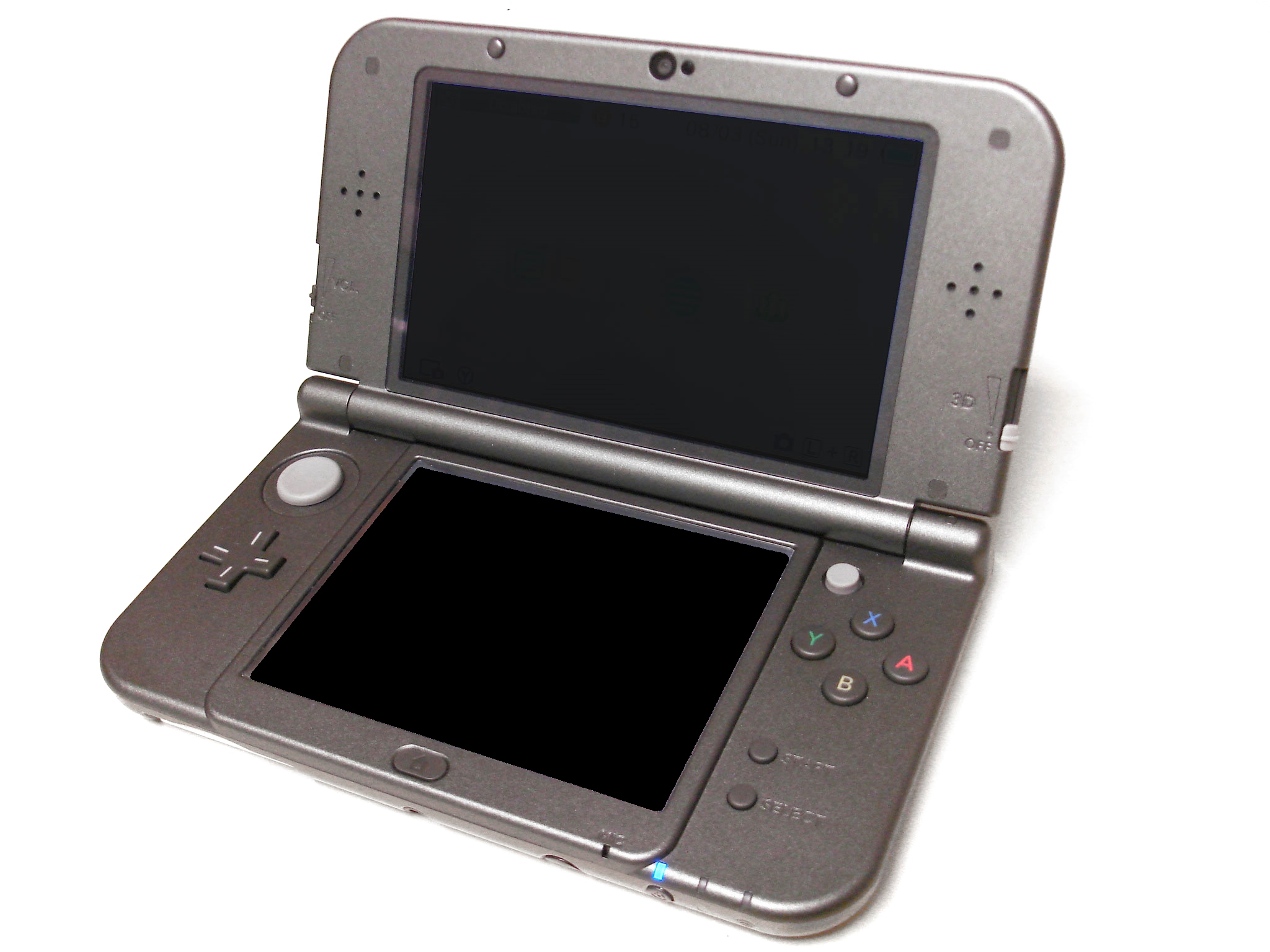
New Nintendo 3DS XL (2014)
New Nintendo 2DS XL (2017)
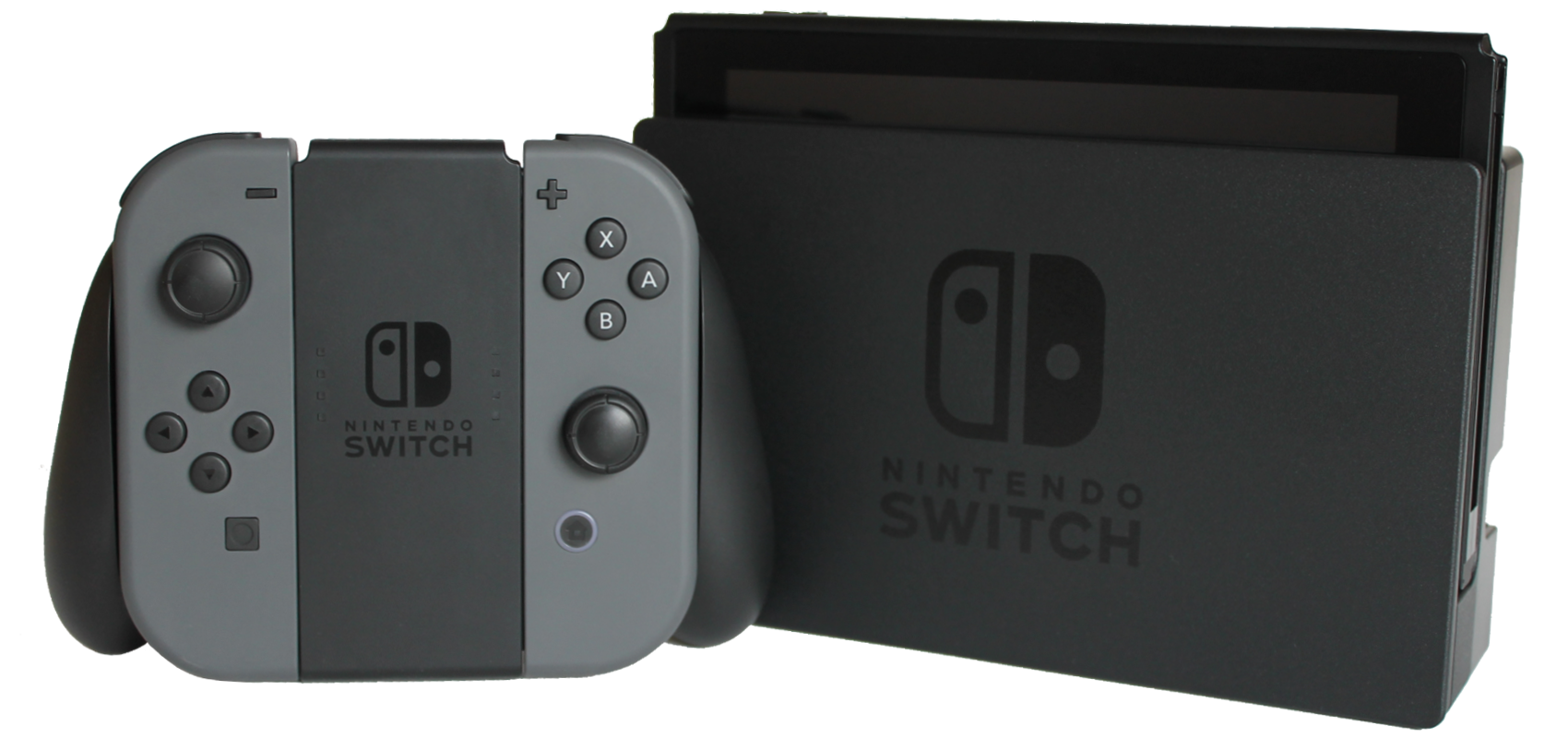
Nintendo Switch (2017, hybride Spielkonsole)
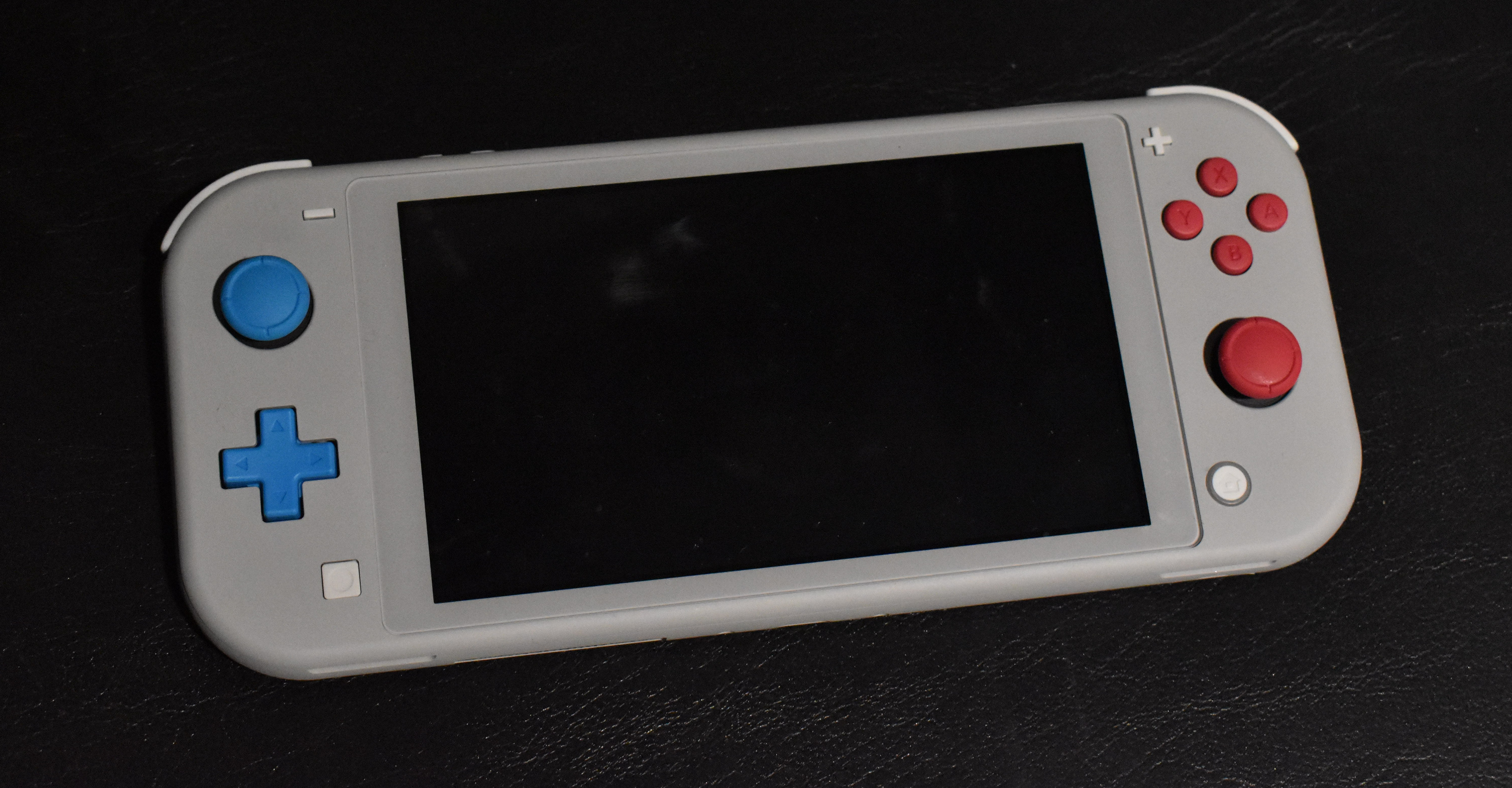
Nintendo Switch Lite (2019)
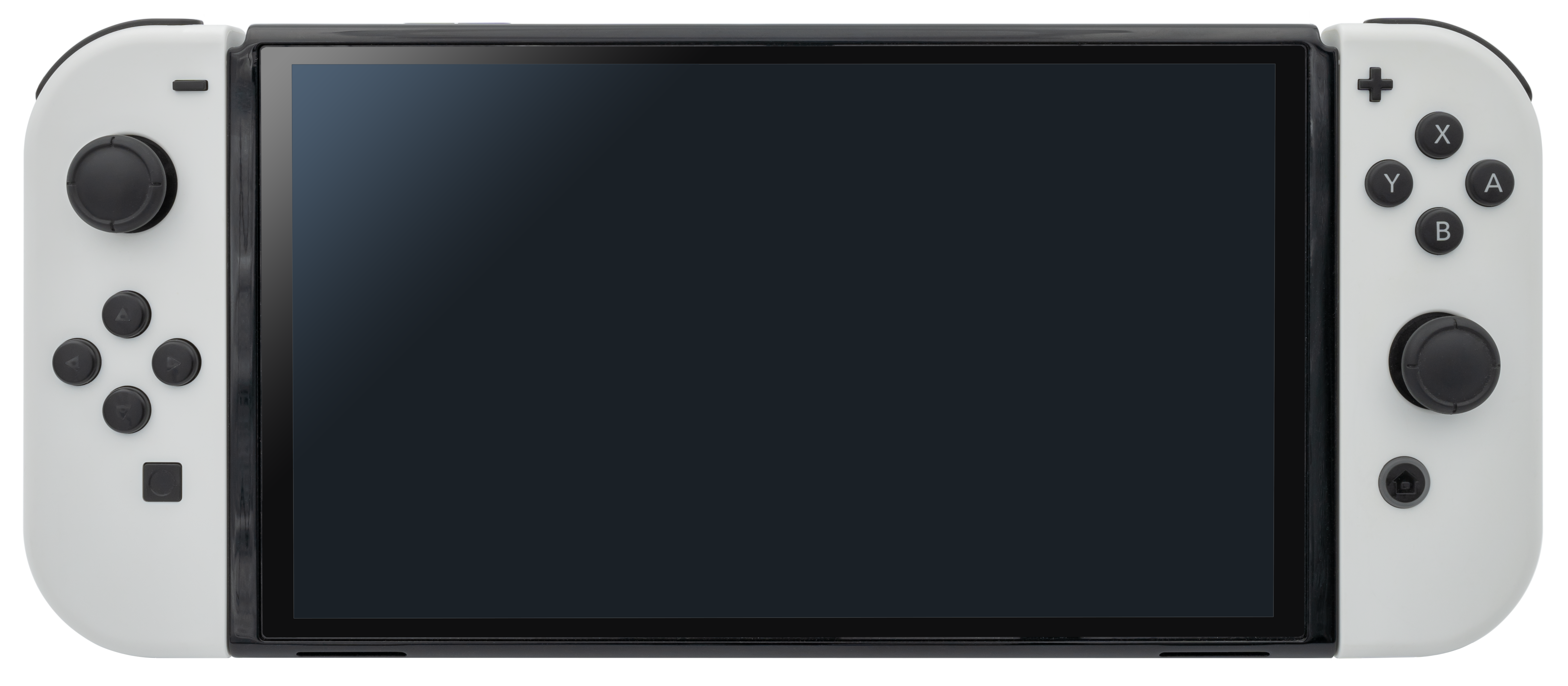
Nintendo Switch OLED (2021)
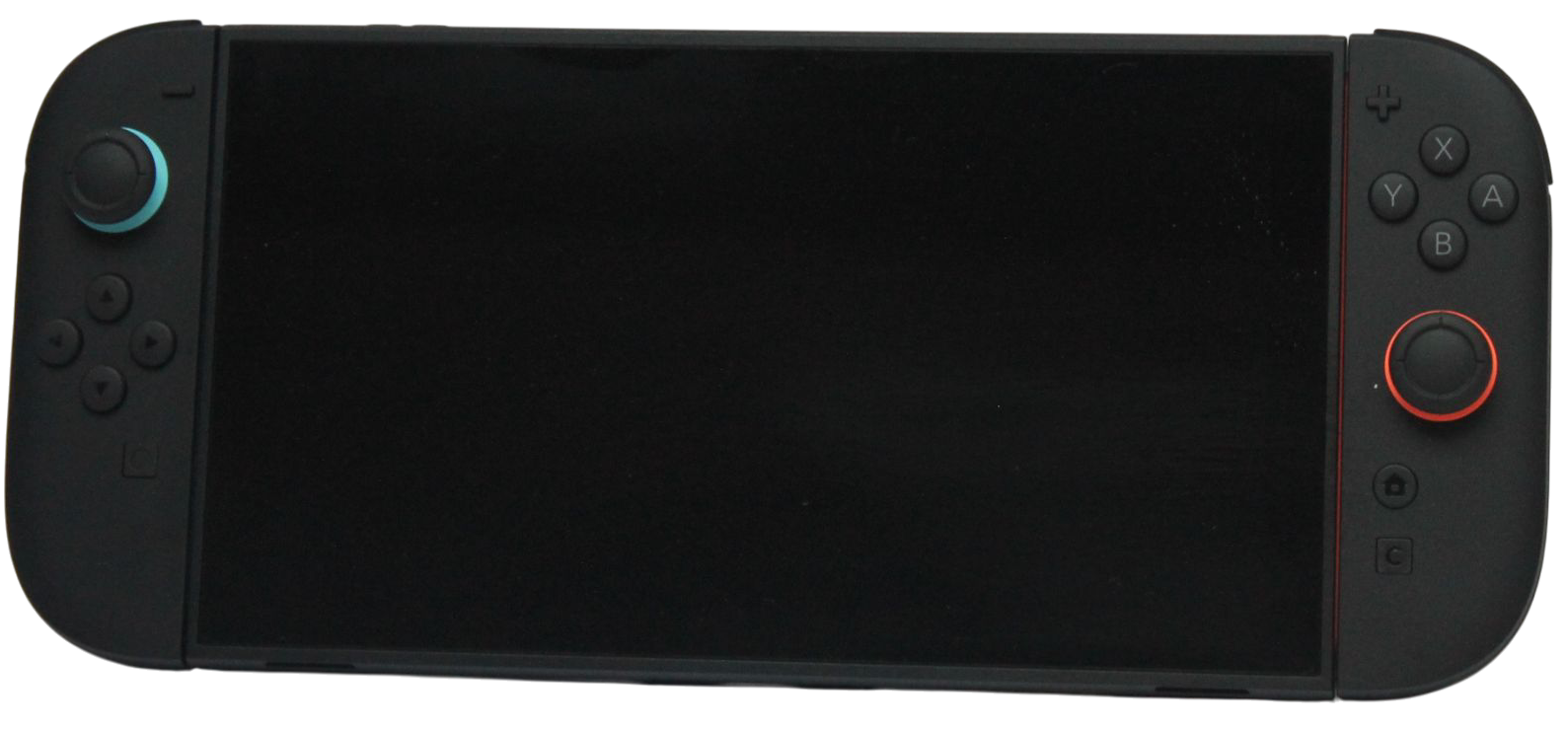
Nintendo Switch 2 (2025)

Hinweis: Die Konsolen der „Hauptreihe“ waren alle ab dem Game Boy Pocket in verschiedenen Farben erhältlich, sodass hier beispielhaft nur jeweils eine Variante abgebildet ist.

### Andere

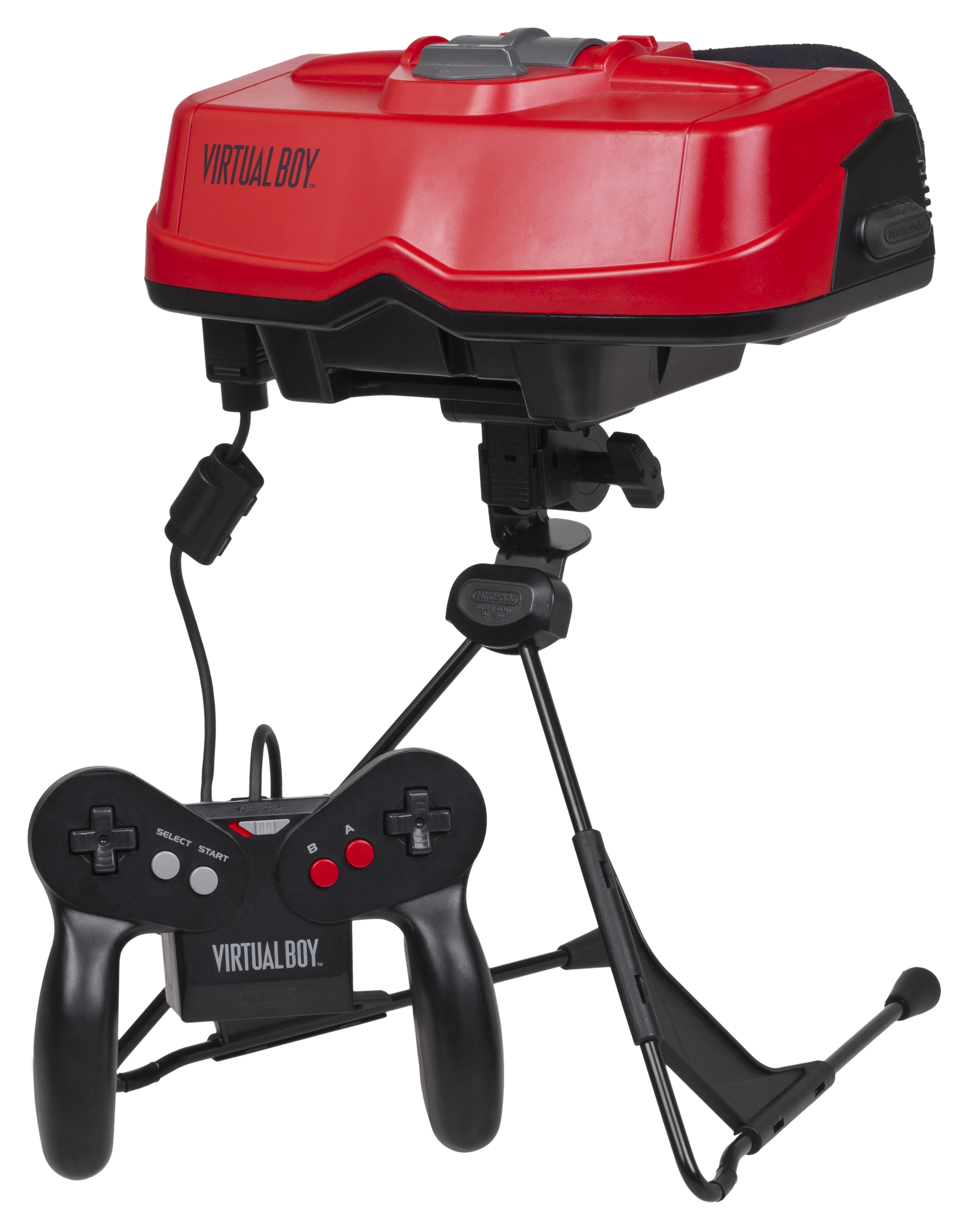
Virtual Boy (1995)
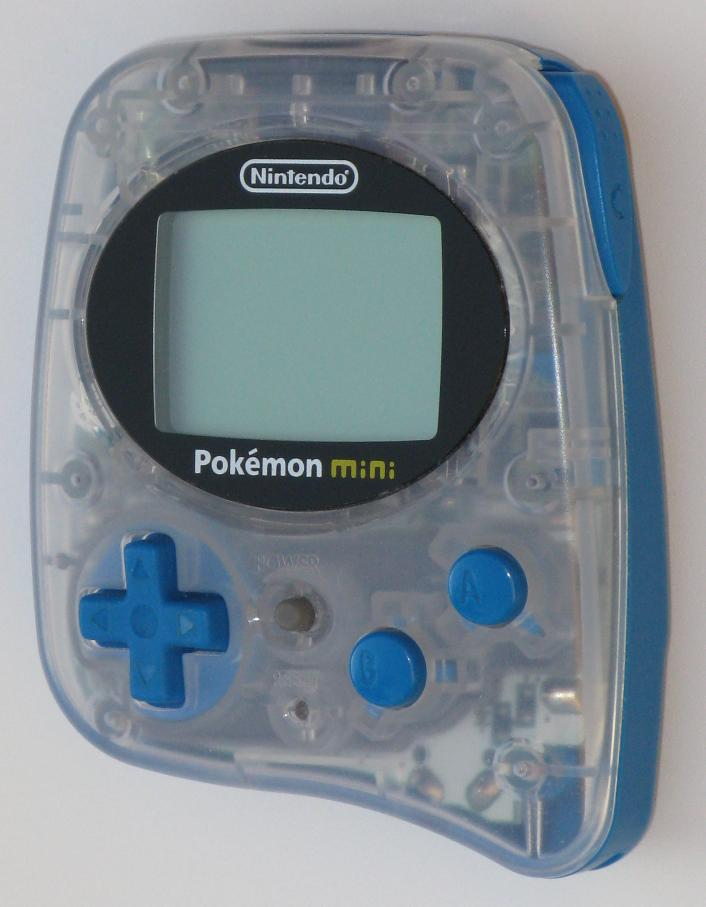
Pokémon Mini (2001)

## Kompatibilität
Die populären Handhelds von Nintendo waren häufig mit etwa einer Vorgeneration abwärtskompatibel. Der Game Boy Color spielte alle Spiele, die auf dem Game Boy gespielt werden konnten, ebenso der Game Boy Advance. Der Nintendo DS und DS Lite verfügten über ein Einschubfach für Game Boy Advance|Game-Boy-Advance-Module, nicht jedoch DSi, DSi XL und 3DS. Der Nintendo 3DS unterstützt DS-Spiele.
Die Wii kann GameCube-Spielediscs wiedergeben und verfügt über Schnittstellen für GameCube-Controller und -Speicherkarten. Das Laufwerk der Wii U nimmt keine 8-Zentimeter-Discs an, und entsprechende Schnittstellen fehlen ebenfalls, Wii-Spiele werden jedoch unterstützt. Mit dem Game Boy Player, einem Untersatzmodul für die Konsole, konnte auch der GameCube Spielmodule des Game Boys spielen.
Für Nintendo Switch Online, der Online-Spieldatenbank des Herstellers mit Kauffunktion, können für die Nintendo Switch Emulatoren älterer Spielkonsolen erworben werden. Der Game Boy, der Game Boy Advance, NES und Super Nintendo, sowie der N64 stehen dort als Emulatoren mit einer Auswahl beliebter Spiele zur Verfügung.

## Spielereihen (Auswahl)
- Animal Crossing (seit 2001)
- Art Academy (seit 2009)

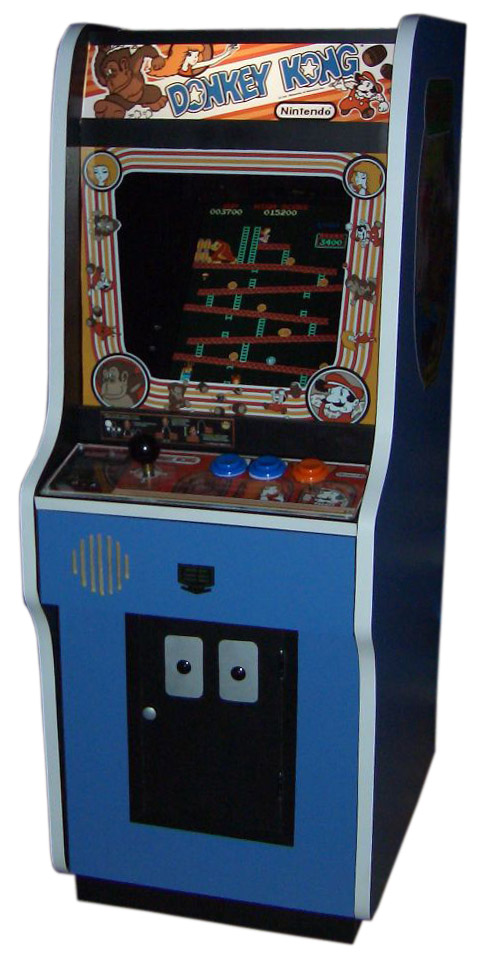
Donkey-Kong-Arcade-Spieleautomat aus dem Jahr 1981

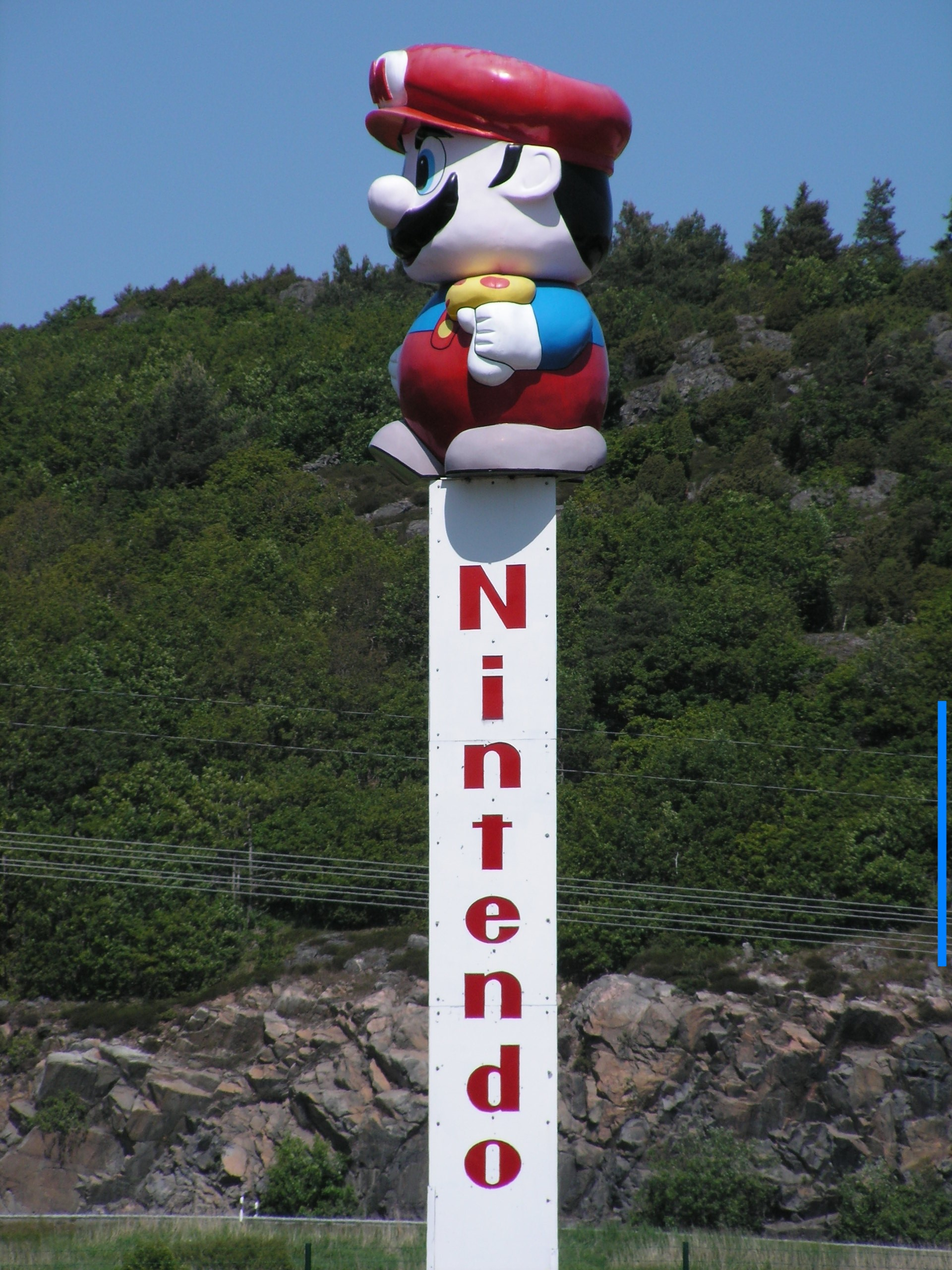
Super-Mario-Figur bei Nintendos schwedischem Sitz in Kungsbacka (mit ursprünglicher Farbgebung für Hose und Hemd)

- Chibi-Robo! (seit 2006) (entwickelt von skip Ltd.)
- Donkey Kong bzw. Donkey Kong Country (seit 1981 bzw. 1994) (letzteres entwickelt von Rare, seit 2010 von Retro Studios)
- Dr. Kawashimas Gehirn-Jogging (seit 2006)
- Dr. Mario (seit 1991) (ab 2008 entwickelt von Arika)
- Excite-Serie: Excitebike/Excite Truck/Excitebots: Trick Racing (seit 1984) (letztere zwei entwickelt von Monster Games)
- Fire Emblem (seit 1990) (entwickelt von Intelligent Systems)
- Fossil Fighters (seit 2009)
- F-Zero (seit 1990)
- Golden Sun (seit 2001) (entwickelt von Camelot Software Planning)
- Kid Icarus (seit 1986)
- Kirby (seit 1992) (entwickelt von HAL Laboratory)
- Luigi’s Mansion (seit 2001)
- Mario Kart (seit 1992)
- Mario Party (seit 1998) (bis Mario Party 8 entwickelt von Hudson Soft/ab Mario Party 9 entwickelt von NDcube)
- Mario Tennis/Mario Golf (seit 1999/2000) (entwickelt von Camelot)
- Mario Smash Football (seit 2005) (entwickelt von Next Level Games)
- Mario & Sonic bei den Olympischen Spielen (seit 2008) (in Kooperation mit Sega)
- Mario vs. Donkey Kong (seit 2004)
- Metroid/Metroid Prime (seit 1986/2002) (letzteres entwickelt von Retro Studios)
- Mother (seit 1989, entwickelt von Ape Inc. und HAL Laboratory)
- NES Remix (seit 2013)
- Nintendogs (seit 2005)
- Paper Mario (seit 2000) (entwickelt von Intelligent Systems)
- Pikmin (seit 2001)
- Pokémon (Hauptserie und mehrere Spin-offs) (seit 1996) (in Kooperation mit The Pokémon Company, entwickelt von Game Freak und Creatures Inc.)
- Project Zero (seit Teil 4, in Kooperation mit Koei Tecmo)
- Pullblox/Fallblox (seit 2011) (entwickelt von Intelligent Systems)
- Punch-Out!! (seit 1984)
- Scribblenauts (seit 2009)
- Sin & Punishment (seit 2000)
- Splatoon (seit 2015)
- Star Fox (seit 1993)
- Style Boutique (seit 2008)
- Super Mario (seit 1981)
- Super Smash Bros. (seit 1999) (entwickelt von HAL Laboratory)
- The Legend of Zelda (seit 1986)
- Wario Land (seit 1992)
- WarioWare (seit 2003)
- Wars (seit 1988) (entwickelt von Intelligent Systems)
- Wave Race (seit 1992)
- Wii Fit (seit 2007)
- Wii Party (seit 2010) (entwickelt von NDcube)
- Wii Sports (seit 2006)
- Wii Play (seit 2006)
- Xenoblade Chronicles (seit 2011) (entwickelt von Monolith Soft)
- Yoshi/Yoshi’s Island (seit 1990)

## Persönlichkeiten
- Fusajiro Yamauchi (1859–1940), Firmengründer, erster Präsident von Nintendo
- Sekiryo Kaneda (1882–1951), zweiter Präsident von Nintendo
- Hiroshi Yamauchi (1927–2013), dritter Präsident von Nintendo, Videospieleentwickler
- Satoru Iwata (1959–2015), vierter Präsident von Nintendo, Videospieleentwickler
- Tatsumi Kimishima (* 1950), fünfter Präsident von Nintendo
- Shigeru Miyamoto (* 1952), Videospieleentwickler, Erfinder mehrerer Videospiele-Franchises
- Kōji Kondō (* 1961), Videospielemusiker
- Gunpei Yokoi (1941–1997), Videospieleentwickler, Erfinder des Nintendo Game Boy
- Kensuke Tanabe (* 1963), Videospieleentwickler
- Eiji Aonuma (* 1963), Videospieleentwickler
- Reggie Fils-Aimé (* 1961), früherer COO von Nintendo of America
- Doug Bowser (* 1965), COO von Nintendo of America
- Satoshi Tajiri (* 1965), Erfinder des Pokémon-Franchises, Leiter der Partner-Firma Game Freak
- Masahiro Sakurai (* 1970), unabhängiger Videospieleentwickler, Erfinder des Kirby- und Super-Smash-Bros.-Franchise
- Satoru Shibata (* 1962), früherer Präsident von Nintendo of Europe
- Takashi Tezuka (* 1960), Videospieleentwickler
- Katsuya Eguchi (* 1965), Videospieleentwickler, Hardwareentwickler
- Yoshio Sakamoto (* 1959), Videospieledesigner
- Shigesato Itoi (* 1948), Videospieledesigner, Erfinder der Mother-Serie
- Kenji Yamamoto, Videospielemusiker

## Tochtergesellschaften und Joint Ventures
- 1-UP Studio, Spieleentwickler
- Creatures, verantwortlich für die Pokémon-Kartenspiele. Das Unternehmen besitzt seit dem 23. April 1998 exklusiv alle Lizenzrechte an Pokémon. 3D-Modelle für die Pokémon-Spiele von Game Freak werden bei Creatures, Inc. hergestellt und animiert. Creatures, Inc. wurde am 8. November 1995 gegründet und wird zurzeit von Hiroshi Tanaka geleitet.
- The Pokémon Company, Joint Venture von Nintendo mit Creatures und Game Freak, verwaltet die Markenrechte und für Creatures die Lizenzrechte.
- HAL Laboratory
- Intelligent Systems, Spieleentwickler
- iQue, ehemaliges Joint Venture zwischen Nintendo und Dr. Wei Yen, seit 2013 hundertprozentiges Tochterunternehmen von Nintendo
- Monolith Soft, Spieleentwickler; gehörte bis 2007 zu Namco Bandai Games.
- NDcube, Spieleentwickler, ursprüngliches Joint Venture zwischen Nintendo und Dentsū
- Next Level Games, Spieleentwickler, 2021 übernommen
- Nintendo Entertainment Planning & Development (kurz: Nintendo EPD) seit 2015, zuvor als EAD und SPD (Nintendo Software Planning & Development Division)
- Nintendo Entertainment Analysis & Development (kurz: Nintendo EAD) bis 2015
- Nintendo European Research & Development (früher bekannt unter dem Namen Mobiclip)
- Nintendo Integrated Research & Development
- Nintendo Network Service Development
- Nintendo Research Engineering & Development
- Nintendo Sales Co., Ltd.[51] (kurz: Nintendo Sales)
- Nintendo Software Design & Development
- Nintendo Software Planning & Development
- Nintendo Software Technology, Spieleentwickler
- Nintendo Systems Co., Ltd.[52], Joint Venture mit DeNA
- Nintendo Technology Development
- Project Sora, Spieleentwickler, 2012 aufgelöst
- Retro Studios, Spieleentwickler unter anderem der Metroid-Prime-Trilogie für GameCube und Wii
- Shiver Entertainment, Spieleentwickler, 2024 übernommen[53]

## Dokumentarfilme
- Die Nintendo Story. Ein Film von Andreas Garbe, Produktion: ZDFinfo. 27 Min, Deutschland 2017.[54]
- Nintendo – Die Spiele-Legende. (= Firmen am Abgrund. Staffel 2, Folge 2). Ein Film von Leo Gizzi, Produktion: Make Productions. 43 Min. Deutsche Erstausstrahlung: ZDFinfo, 30. August 2018.[55][56]
- Extraleben. (= High Score. Staffel 1, Folge 2). 44 Min. Produktion: Netflix. USA 2020.[57]